# BLAZBLUE
『BLAZBLUE』（ブレイブルー）は、アークシステムワークス制作・発売の2D対戦型格闘ゲームシリーズ。第1作目は2008年11月20日稼働開始。
タイトルの「BLAZBLUE」とは、「ブレイブ（勇者）」「ブレイズ（炎）」「ブルー（青）」を掛け合わせた造語。本作のストーリーにおける重要な名称でもある。
本シリーズは業務用『GUILTY GEAR X』シリーズのスタッフが再集結して開発された。Taito Type X2基板を使用した、2Dグラフィックの格闘ゲームとしては初めてとなる16:9のHD画質を用いた精細なビジュアルが特徴。
主流は格闘ゲームだが、プロデューサー・森利道は「BLAZBLUEの世界観を中核とした総合エンターテインメント作品」としており、格闘ゲームをプレイしないユーザーにも、キャラクターやストーリーなどで世界観に興味を持ってもらえるように、というプロモーション形態を取っている。

## 作品一覧
※公式サイトや作品ロゴの正式表記には「-」という記号がありません。
- 『BLAZBLUE CALAMITY TRIGGER』（AC・PS3・Xbox 360・PSP・Windows PC・GameNow）
- 『BLAZBLUE CONTINUUM SHIFT』（AC・PS3・Xbox 360）
  - 『BLAZBLUE CONTINUUM SHIFT II』（AC・PSP・ニンテンドー3DS）
  - 『BLAZBLUE CONTINUUM SHIFT EXTEND』（PS Vita・PS3・Xbox 360・PSP・Windows PC）
- 『BLAZBLUE CHRONOPHANTASMA』（AC・PS3・PS Vita）
  - 『BLAZBLUE CHRONOPHANTASMA EXTEND』（AC・PS3・PS4・Xbox One・PS Vita・Windows PC）
- 『BLAZBLUE CENTRALFICTION』（AC・PS3・PS4・Windows PC）
  - 『BLAZBLUE CENTRALFICTION Special Edition』（Nintendo Switch）
- 『BLAZBLUE CROSS TAG BATTLE』（PS4・Nintendo Switch・Windows PC）
- 『BLAZBLUE CROSS TAG BATTLE Special Edition』（PS4・Nintendo Switch）
- 『BLAZBLUE ALTERNATIVE DARKWAR』（iOS・Android）

関連作品
- 『BLAZBLUE フェイズシフトシリーズ』

本編の前日譚『暗黒大戦』を描くノベライズ作品。外伝ではなく本編の一部分であり、ストーリーモードと密接にリンクしている。これらを抜粋し編集したストーリーはPS3およびPS Vita版『CHRONOPHANTASMA』のストーリーモード中に収録された。
- 『BLAZBLUE スパイラルシフト 氷刃の英雄』

ゲーム本編では謎のベールに包まれていた、『イカルガ内戦』の真実が描かれるノベライズ作品。
- 『BLAZBLUE -ブレイブルー- リミックスハート』

「エイジプレミアム」（富士見書房）で連載された漫画作品。オリジナルキャラクターのマイ=ナツメを主人公に据えて、ノエルやツバキらの士官学生時代の回想が描かれる。
- 『BLAZBLUE -ブレイブルー- ヴァリアブルハート』

「月刊ドラゴンエイジ」（KADOKAWA）で連載された漫画作品。「リミックスハート」の続編で、マイ=ナツメが引き続き主人公を務め、イカルガ内戦終結後の時代を描く。
- 『XBLAZE CODE:EMBRYO』（PS3・PS Vita・Steam）
- 『XBLAZE LOST:MEMORIES』（PS3・PS Vita・Steam）
- 『BLAZBLUE ブラッドエッジ エクスペリエンス』

ゲーム本編でこれまで展開してきた『蒼の物語』の仕切り直しを目的として企画されたスピンオフ小説。

### CALAMITY TRIGGER
『BLAZBLUE CALAMITY TRIGGER』（ブレイブルー カラミティ・トリガー）
シリーズ第1作。略称は『CT』。
2008年2月15日 - 2月16日に開催された「AOU2008 アミューズメント・エキスポ」において初公表され、数回に渡るロケテストや日本国外での発表を挟んだ後、2008年11月20日に稼動が開始された。
初期プレイアブルキャラクターは10体。後にタイムリリースでボスキャラクターであるハクメンとν-13が解放された。
2009年6月25日には、PS3、Xbox 360のマルチプラットフォームで移植された。ネットワーク対戦機能を始めとした多数の要素が追加されている。2010年8月26日にGames for Windows LIVEに対応したWindows版が発売。
Xbox 360版はネット対戦でTrueSkillシステムとWindows版とのクロスプラットフォーム対戦、PS3版はPSPを使ってのリモートプレイに対応している。
2012年12月21日にはWindows 8のストアアプリとしても発売開始。Windows版をベースに一部ゲームモードを省略した仕様だが、600円で販売されている。
2014年2月13日にSteamを用いるWindows版の販売が開始された。
2014年8月19日にはクラウドゲームサービスのGameNowから有料で配信される。

### CONTINUUM SHIFT
『BLAZBLUE CONTINUUM SHIFT』（ブレイブルー コンティニュアム・シフト）
シリーズ第2作。略称は『CS』。
2009年9月17日に更新された公式ラジオ『ぶるらじ』の最終回で予告され、1週間後の9月24日に発売された誌上で初公開された。
システムの一新・キャラクター性能の調整が施された他、ボイスは全て新規に録音され、新たなプレイアブルキャラクターとしてツバキ=ヤヨイとハザマが追加されている。
2010年7月1日に、家庭用がPS3、Xbox 360のマルチプラットフォームで発売された。
週刊ファミ通のクロスレビューにてゴールド殿堂入り。

#### CONTINUUM SHIFT II
『BLAZBLUE CONTINUUM SHIFT II』（ブレイブルー コンティニュアム・シフト ツー）
略称は『CSII』。
2010年のアミューズメントマシンショーで発表されたアーケード版の続編。第2作『CS』のバージョンアップ版としての位置づけ。
システム周りはCSのままだが、全キャラクターに性能調整が施されたほか、コンシューマ版『CS』で追加されたμ-12（ミューテュエルブ）、マコト=ナナヤ、ヴァルケンハイン=R=ヘルシング、プラチナ=ザ=トリニティの4体が新規プレイアブルキャラクターとして登場している。
2011年秋配信の最新バージョン（この最新バージョンは後に発売されるBBCSEXに相当）においては更にレリウス=クローバーが追加参戦し、各キャラクターの再調整とシステムにも改良が行われる。
タイトーのNESiCAxLive対応コンテンツ第1弾で、専用カードを利用することでアーケードでの戦績が記録される他、ゲーム中で獲得したポイントを利用して様々な追加コンテンツを購入することが可能となった。
2011年3月31日にPlayStation Portable/ニンテンドー3DSの2機種で移植版が発売された。

#### CONTINUUM SHIFT EXTEND
『BLAZBLUE CONTINUUM SHIFT EXTEND』（ブレイブルー コンティニュアム・シフト エクステンド）
略称は『BBCSEX』『BBCSE』『BBEX』。
2011年8月に発表されたコンシューマ向けタイトル。PS VITA、PS3、Xbox 360対応。2011年12月17日に発売された。
レリウスまでを含む19キャラの参戦が決定している。
ネットワーク対戦において2on2や3on3、2vs4などの新モードが追加、更にコンシューマ版第1作・第2作のストーリーをリファインしたものが追加されている。
2012年5月31日に発売されたPSP版では、ストーリーモードに追加される新シナリオ4本のあらすじや、本シリーズをテーマにした問題に挑戦する「BBQモード」など、様々な情報が掲載されている。
2014年12月11日にSteamを用いるWindows版の販売が開始された。

### CHRONOPHANTASMA
『BLAZBLUE CHRONOPHANTASMA』（ブレイブルー クロノファンタズマ）
略称は『BBCP』。
2012年8月5日『ぶるふぇす RIOT SUMMER あげいん』で発表された完全新作。2012年11月21日より稼動開始し、2013年10月24日にPS3、2014年4月24日にPS VITAへ移植された。新規タイトルリリースは2009年の『BBCS』以来となる。
新キャラクターはアマネ=ニシキ、バレット、アズラエル、イザヨイ、更にコンシューマ版からカグラ=ムツキ、ユウキ=テルミ、ココノエを加え、システムからキャラクターの立ち絵グラフィック、背景グラフィック、BGMを刷新。システムにも従来より大幅な変更が加わっている。
既存BGMには再アレンジがなされており、楽曲のアレンジャーとしてGalneryusが参加している。

#### CHRONOPHANTASMA EXTEND
『BLAZBLUE CHRONOPHANTASMA EXTEND』（ブレイブルー クロノファンタズマ エクステンド）
略称は『BBCPEX』。
2014年9月20日、21日『TOKYO GAME SHOW 2014 (東京ゲームショウ2014)』で発表されたアーケード版の続編。第5作『CP』のバージョンアップ版としての位置づけ。
オーバードライブシステムに少々の調整を施した他、全キャラクターに性能調整が施され、新規キャラクターセリカ=A=マーキュリーと、『CS』に登場した復活キャラΛ-No.11-(ラムダイレブン)の2キャラを加え、新規BGM、新規ステージを追加。
コンシューマ向けはPS4版・PS3版・Xbox One版・PS Vita版が2015年4月23日に発売（※Vita版のみダウンロード専売）。
コンシューマ版では過去最大のボリュームで描く新生ストーリーモードを搭載。前作のストーリーに加え、新たにオリジナルエピソードである“EXTEND STORY”が新たに追加。一部のキャラクター毎による本編クロノファンタズマ編に進む前、およびその後日談である過去と未来の物語を収録。バレット編、カグラ編、ココノエ編、リミックスハート出張版の4つのシナリオをプレイ可能。
『GUILTY GEAR Xrd -SIGN-』で実装された「PS3・PS4クロスプラットフォーム対戦」に対応し、「SHARE機能」により世界中のプレイヤーと共有可能。
2016年3月2日にSteam経由によるWindows版の販売が開始された。

### CENTRALFICTION
『BLAZBLUE CENTRALFICTION』（ブレイブルー セントラルフィクション）
略称は『BBCF』。
2015年7月12日に開催されたイベント『ぶるふぇす2015 あるてぃめっとさまー』で制作発表された完全新作。ラグナ編の物語最終章が描かれる。アーケード版は2015年11月19日より稼働開始。コンシューマ向けはPS4 / PS3版が2016年10月6日に発売。エクステンド版は無し。
新キャラクターは前作『BBCP』よりヒビキ＝コハク、小説『ブラッドエッジエクスペリエンス』よりナオト＝クロガネ、タイムリリースキャラクターナイン＝ザ＝ファントム、冥王・イザナミが新規参戦し、システム、バトルアレンジ、背景グラフィックや全ステージが復刻・追加された。キャラ毎の新コマンド技や誤作動修正など全面的な調整が行われた30人以上のプレイアブルキャラクターが参戦。ストーリーモードもシリーズ最大級のボリュームとなっている。プレイヤーズギルドの要素も拡張されている。
アーケードモードの仕様が従来作から大幅に刷新。各キャラ毎にAct1からAct3の3部構成によって、家庭版へと続く序章の物語を大ボリュームで楽しめる「ストーリアップデート」が追加。
スパーリングモードの仕様も大きく変更され、新たにキャラの変更や各種設定などがプレイ中にいつでも行える「トレーニングモード」風に変更された。Act3配信にてより完全なものになっている。
新たに実装されたモードとして、時間を増やしてスピードクリアを目指す「スピードスターモード」、自分で作った4対4のチーム戦が楽しめる「アライアンスモード」がアップデートにより解禁。既存モードの2つは廃止された（アンリミテッドマーズモード・サバイバルモード）。
「スコアアタックモード」は前作から継続された他、4つのコース選択や3つの難易度選択（普通の「ノーマル」・中級者向けの「ハード」・上級者向けの「ベリーハード」から選べる）が可能となり、バージョンアップされた。なお、獲得点数のシステムは新たにリニューアルされた。コースの中には新キャラとの対戦が発生することもある。
アップデートにより、オープニング映像の変化や、新シナリオが解放され、物語の展開により舞台や対戦ステージも変更・追加される。現在36キャラ集結のVer2.0オープニング映像が公開されている。
Act3配信Ver.ではアンリミテッド要素が解放。アーケードモードAct3専用で、全ステージDD・OD・AHで勝利等、一定条件達成でアンリミテッドキャラ戦追加の全9ステージ構成になった。その戦いが可能となるキャラは、ラグナ・ナイン・イザナミの3キャラのみ。
家庭版では、シリーズのラスボスを飾るオリジナルキャラクタースサノオ、蒼のアドベンチャーゲーム『XBLAZEシリーズ』よりエンブリオストレージ、漫画『リミックスハート・ヴァリアブルハート』よりマイ＝ナツメが参戦を決定している。
2017年夏のアップデート（アーケード版では8月3日、コンシューマ版は同月31日にそれぞれ実施）によってVer.2.0となり、既存の35キャラに調整・変更が施された他、新プレイアブルキャラクター獣兵衛が登場。新ステージ・新曲追加、ゲージのグラフィックも刷新された。
NESiCAxLive、xLive2と両方に対応。Live2版では、一部モードがプレイ不可になるが、同クラスのプレイヤーとの対戦が行える「全国オンライン対戦」が可能となっている。
TGS2018にて、新たにNintendo Switch版の発売を発表。全DLC要素を収録した完全版『BLAZBLUE CENTRALFICTION Special Edition』が2019年2月7日に発売。

### CROSS TAG BATTLE
『BLAZBLUE CROSS TAG BATTLE』（ブレイブルー クロスタッグバトル）は、2018年5月31日に発売されたPS4/Nintendo Switch/Steam向けの対戦型格闘ゲームであり、『BLAZBLUE』シリーズ10周年記念作品であると同時に、シリーズ初のコンシューマ向けオリジナルタイトルでもある。略称は『BBTAG』『BBCTB』など。
本作は『BLAZBLUE』シリーズ本編のキャラクターに加え、アトラスとの共同開発作品である『P4U』シリーズをはじめとするアークシステムワークスゆかりの作品や、Webアニメ『RWBY』とのクロスオーバーである。
2019年4月25日にはアーケード版が全国オンライン対戦対応のNESiCAxLive2と、セガ・インタラクティブのALL.Net P-ras MULTI Ver.3.0で稼働開始した。
また、2019年11月20日には大型アップデートVer.2.0が行われたと同時に、本編とVer.2.0のコンテンツパックならびに各種DLCを収録したPS4/Switch/PC用ソフト「BLAZBLUE CROSS TAG BATTLE Special Edition」が発売された。

### 家庭用の追加要素
エントランスホール
最新作BBTAGでは、完全3Dモデルのエントランスホールを設置。そこから、様々なゲームモードをプレイする他、ショップのアバター購入などが可能。
オンライン対戦
PlayStation Network、Nintendo Switch OnlineまたはXbox Liveを利用したオンライン対戦に対応。
『CS』以降はランクマッチのマッチング待受中にアーケードモードやトレーニングモードをプレイすることが可能になり、実際にアーケードでプレイしている時のような乱入待ちをすることができる。『CPEX』では、PS3とPS4のクロスプラットフォーム対戦に対応となった。
『CP』以降では、オンラインロビー要素が解放。最大64人が一斉に楽しむ新システムが追加。また、ガチャでP$を消費する事で様々なアバターアイテム等を取得できる。
「BBTAG」では、段位戦用と初心者カラー用のロビーが追加された。ただし、キャラセレクト画面は出ず、ロビーメニューから任意変更の仕様となった。アクセサリー装備等も廃止。
ストーリーモード
アーケード版のストーリーモードとは違い、格闘ゲームパートを戦闘シーンとして進行するアドベンチャーゲーム。各キャラごとに異なるストーリーが用意されており、選択したキャラを主役としたエピソードを読み解いていく。特定の条件を満たすと次回作へ繋がるトゥルーエンドが解禁され、このシナリオにおいては複数の操作キャラを使うことになる。
『CP』では、「六英雄編」、「クロノファンタズマ編」、「第七機関編」と3つのメインシナリオを進めて行く事になる。
『CPEX』では、キャラクター毎の過去と未来の物語を楽しめる追加ストーリー「EXTEND STORY」を追加。
『CF』では、各チャプター毎に主要人物も異なっている。しかも、それらが1つのエピソードに収録されている。また、『CP』までのストーリーもダイジェスト版で収録されているので、ブレイブルーを初めて体験する人もこれまでの経歴を知る事が出来る。更に、ストーリーを進めると出現するサブストーリーを閲覧することで、本作の世界観がよりわかりやすくなる。全12エピソード、チャプター数は100以上にも及ぶ。
「BBTAG」では、各作品毎からストーリーを進めていく仕様となっている。BB編のみ、4種類のシナリオ分岐があり、選択肢や進行度によってEDも異なる。Ver2.0では、ナオトを主人公としたエクストラエピソードが追加される。
教えて!ライチ先生
ストーリーモードのTIPS。ライチとタオカカを主人公とした寸劇連作で、物語の世界観設定を解説する。
『CP』ではグランドリニューアルとして新しくなった。
助けて!ココノエ博士
『CS』のみ導入された。ストーリーモードにおいて、トゥルーエンドにもギャグシナリオにも辿り着けなかった場合に挿入されるデモ。
操作キャラがトゥルーエンドへ向かうためのヒントを伝授してもらう寸劇。
ギャグルート
『CS』から新しく導入されたトゥルーエンドでもバッドエンドでもない特殊ルート。キャラ全て（ハクメン以外）に用意された根底設定すら無視したギャグ全開の特殊デモ。
どこで発生するかは分からなく、1週目では到達できないキャラも存在する。『CP』では、メインシナリオの途中で発生する選択肢から到達できる。
リミックスハート出張版
『CPEX』で導入。漫画「リミックスハート」のゲームオリジナルストーリーを楽しめるエピソード。主人公は漫画版と同じマイ＝ナツメ。
チュートリアルモード / タクティクスモード
『CS』から登場したモード。レイチェル役の植田佳奈によるフルボイスで、システムのレクチャーを受けられるモード。『CP』では、様々なキャラが、レクチャーしてくれるようになった。
初級、中級、上級の講座それぞれ、実践を踏まえた解説が用意されており、各キャラクターの基本戦術の解説も用意されている。
『BBTAG』では、名称が変わっているが、内容はチュートリアルとチャレンジを混合し、新たにGGXrd（ギルティギア イグザード）シリーズで登場した「ミッション」要素を追加。システムの基本やキャラの戦術解説、対戦中に発生しやすいシチュエーションと，その対策を学ぶことが出来る。
サバイバルモード
『CP』で初登場、CPUキャラクターの連戦を勝ち抜いていくモード。ステージをクリアする毎に体力が少量回復する。「BBTAG」でゲームモードの一つとして収録される。
チャレンジモード
課題として提示されるコンボレシピをクリアしていくモード。各キャラクターに1から10までのレベルの課題が用意されている。『CP』では、30まで追加。
『CF』では、キャラ毎に3つの難易度、20以上の課題が用意されており、1つの難易度の課題を全てクリアすると上の難易度に挑戦できる。
レギオンモード
『CT』PSP版のみ登場。ステージ上に配置されている敵軍を倒しつつ、フロアのゴールを目指すもの。プレイヤーは敵軍に勝つ事で、敵軍のキャラ1人を自軍の手持ちキャラとして奪うことができ、自分なりの「軍団」（レギオン）を構成しながら進行することとなる。『CSII』でも登場。
アビスモード
「CSII」から登場したモード。選択したキャラクターを強化しながらカグツチの最深部を目指して戦い続けるサバイバル形式のモード。1ラウンドで敗北した場合はゲームオーバーになり、最初からのスタートになる。
特徴として、敗北するまでに入手したアイテムをゲーム内通貨で購入・再入手することができ、最初から強化された状態でスタートさせることができるため、カジュアルプレイヤーからコアプレイヤーまで誰もが楽しむことが出来るモードになっている。
『CP』シリーズでは、スキルのコスト制追加や、ワールドマップによるステージ選択などができるようになった。
グリムオブアビスモード
『CF』で登場する、アビスモードの進化版。ワールドマップ内にある10個のステージを攻略しながら、ダンジョンの深淵を目指す。ボスダンジョンにいる32体の究極強化された敵キャラ達を全て倒せばクリア。道中で、パラメーターポイントやスキル、魔導書を取得しながら強化。操作キャラクターは敵を倒すことで経験値によるレベルアップが可能、魔導書はA～Eと5段階のランクが設定されており、ランクが高いほど、高ランクスキルの装備が可能。
BBQモード
『CSEX』PSP版のみ登場。ラグナ、ノエル、ツバキがゲーム、小説、ラジオ等で登場したブレイブルーに関する内容のクイズを解きながらバーベキューセットを探すというもの。クイズは3点先取制の4択問題となっている。プレイヤーはラグナ、ノエル、ツバキの3名のうち1名を選んでゲームを進行する。3人それぞれに異なるスキルが付いており、「正解すれば2点獲得できる」「解答選択肢を2つに絞る」といったものがある。
コーナー名の「BBQ」は「ブレイブルークイズ」の略称であるが、ラグナたちがバーベキューセットを探すという内容から見ても解る通り、同じ略称の「バーベキュー」もあやかっている。
アンリミテッドマーズモード
『CSEX』から登場したモード。「Unlimitedキャラクター」と呼ばれる異常に強化されたCPUと戦うコアプレイヤー向けモード。『CP』では、4コースから選択可能。『CF』で廃止。
ハイランダーアサルトモード
『CP』から登場したモード。『CP』のストーリーモードに登場した巨人・タケミカヅチが最終ボスとして登場するモード。
スピードスターモード
『CF』Act2配信のアップデートにより登場した一つ目の新モード。制限時間内に規定数のキャラを制覇し、クリアタイムを競うモード。なお、制限時間はアクティブフロウ突入、エクシードアクセル発動、3000ダメージを超える等、条件を満たすことで増加していく。0になるとゲーム終了。
タイマー上部のゲージが満タンになると、次の1ステージでダメージを受けるごとに時間減少のペナルティがあるが、ボーナスは2倍。
特に、Cコースは上級者向けのステージ。制限時間は90秒と少なめでダメージを受けると時間減少のペナルティがあるが、獲得タイムボーナスは通常の1.5倍に設定されている。家庭版にも収録。
アライアンスモード
『CF』Act3配信のアップデートにより登場する二つ目の新モード。「アライアンス」と呼ばれる4キャラクターで構成されたチーム同士で戦っていき、キャラクターを切り替えながら相手チームを撃破を目指していく、全6ステージのチーム戦が楽しめる。NESiCAを使用することでメンバー情報やキャラ強化内容等を保存することができる。難易度は全10段階。最初に選べるのは、「ノーマル」、「ハード」、「エクストリーム」だけだが、難易度の高いコースをクリアしていくと、新しい難易度のステージに挑戦できる。各難易度に3つ、全30コースをプレイすることが可能。ただし、このモードはアーケード版限定。

## ゲームシステム
『GUILTY GEAR X』シリーズのシステムを継承しているが、ゲームスピードはGGシリーズより抑えられている。また、GGシリーズで存在したダウン後に相手のガードを崩す「起き攻め」を排除し、ダウン後から受け身を追加。GGシリーズでは強力なガード崩しとして機能していた投げも発生を遅くしてガードを崩しにくくなっている。そのため格闘ゲームとしてはGGシリーズよりも初心者向けにデザインされている。
シリーズごとに追加、変更された部分に関しては「シリーズ固有システム」を参照。
操作形態
A（弱攻撃）、B（中攻撃）、C（強攻撃）の3つのボタンと、本シリーズの特色の一つである、キャラクター固有の能力を発動するD（ドライブ）を合わせた1レバー+4ボタン形式。
アーケード版では使用キャラクター選択時、縦2列・横3ボタンのボタン配置の左隅にA、上段にB - Dを配置したA配置と、左隅にD、上段にA - Cを配置したB配置を選択できる。
BBTAGでは、操作形態が異なり、A（弱攻撃）、B（強攻撃）、C（クラッシュ）、D（キャラ交代）となっており、固有能力を活かした攻撃は主にBボタンで行われる。
移動
8方向レバーを使用している。
キャラクターによって性能に差異はあるものの、地上では前、または後ろを素早く2回倒すことで（バック）ダッシュorステップ、上属性にレバーを倒すことでジャンプといった基本操作に加えて、空中でそれらの操作を行うことで二段ジャンプと空中ダッシュを発動できる。一部キャラクターには、三段ジャンプが可能であったり逆に一段のみに設定されたものも存在する。BBTAGでは、前押しだけでダッシュする仕組みになっている。
属性
本作では攻撃判定および無敵判定に、上段・中段・下段の分類とは異なった属性が設定されている。
大別して頭、体、脚、弾、打撃の五つの属性が存在し、あらゆる攻撃行動は1つないし2つの属性を持つ。全身無敵の技のほか、一部の行動にはこれら特定の属性に対してのみ無敵という特性を持つものが存在する。
リボルバーアクション
通常技を特定の順番で押していくことでコンビネーションを繋ぐことが出来るシステム。基本的には一方通行のルートで構成されており、A攻撃からD攻撃へ向かって派生していくのが一般的。チェーンコンボと言われている。
カウンターヒット
対戦相手が攻撃行動中にこちらの攻撃をヒットさせると、相手のヒット後のけぞり時間が延長され、通常とは違うコンボを叩き込むことができるようになる。『CS』では、特定の攻撃をカウンターヒットさせると、相手の受け身不可能時間が大きく延長されるフェイタルカウンターという発展型も登場した。カウンターヒットの部分は作品毎に変化する。BBCFでは、カウンターヒットによるダメージ増加が追加された。
受け身
本作にはダウン中の無敵時間が存在しない。そのためダウンさせられても行動を取らなければコンボを継続されてしまう。
対処手段として受け身・起き上がり動作が多数存在し、それらが異なった硬直時間・無敵時間を持つため、状況や被起き攻め時の読み合いにおける起き上がりの選択が重要な要素になっている。
BBTAGでは、起き上がり・回転受身が無くなり、地上での緊急受身の際、レバーの向きを変えることでその方向に行くようになった。
投げ
B+Cボタンを押すと相手を掴むことができ、成功するとそのまま相手を投げ飛ばして固定ダメージを与える。空中でも可能。
掴まれた相手には投げ抜け猶予時間が与えられ、時間内にB+Cボタンを押すことで相手の掴みをふりほどいて状況をリセットできる。防御やのけぞり時に掴まれることで投げ抜け猶予時間が延長されるため、いわゆる「当て投げ」は本シリーズでは他タイトルほど有効な手段ではない。だが逆に攻撃モーション中に掴まれてしまうと投げ抜けをすることは不可能になる。BBTAGでは、地上投げのみとなり、投げを行う際に少し前に行く。
ネガティブペナルティ
一定時間、逃げなどの戦いに消極的な行動を繰り返したプレイヤーに付与されるペナルティ。積極的な行動を繰り返すと解除される。「Negative Warning」の表示が出た後も繰り返すことでキャラクターに赤いエフェクトが付き、その状態で受けるダメージが大きく跳ね上がる。『CP』においてはバリアゲージの喪失（強制DANGER状態）が付与され、『CF』では相手プレイヤーのアクティブフロウ状態を促進するというペナルティも追加された。

### ガードシステム
防御形態
レバーを真後ろに倒すと立ちガード、後ろナナメ下に倒すとしゃがみガードを行う。
中段攻撃は立ちガードのみ、下段攻撃はしゃがみガードのみ防ぐことが出来る。加えて、空中ガード不能技は地上でなら立ち、しゃがみいずれのガードでも防げるものの、空中にいる場合は後述するバリアガードでなければ防ぐことができない。
なお、これらどれにも属さないものは上段攻撃と呼ばれ、どの種類のガードでも防ぐことが可能。
ギリギリガード
相手の攻撃がヒットする直前にガードすることで、ガードモーションのキャラクターが白く点滅する。通常のガードよりガード時の硬直が短縮され、間合いも離れにくくなるため、無敵技で敵の攻撃に割り込んで反撃することなどが可能。成功すると後述のヒートゲージが僅かに増加する。
バリアガード
A+Bボタンを押している間に発動する強力なガード。空中でも発動可能。BBTAGでは、バリアガードの代わりにリジェクトガードが発動する。
攻撃によるライフ削りを防ぎ、相手との間合いを離しやすくする反面、発動中はバリアゲージが減少していく。攻撃が当たる直前にバリアを入力すると、ギリギリガードの特性を併せ持つ「ギリギリバリア」となる。
バリアゲージ
バリアを発動時に消費するゲージ。このゲージが0になるとDANGER状態になり、バリアが張れない他、キャラクターの防御力が大幅に低下する。BBCPまでは、半分までの状態で復帰するが、BBCFではゲージが全回復するまでDANGER状態が続く。

### ヒートゲージ
以下のゲージ消費アクションを発動するために消費するゲージ。0から100までの数字と色つきゲージで現され、試合開始時は0%から始まる。攻撃を当てたり、ガードすることで蓄積されるほか、ライフ残量が一定値以下になると自動上昇する。ラウンド終了時にリセットされるため、次ラウンドにゲージを持ち越すことは不可能。
BBTAGでは名称が「スキルゲージ」という独自仕様となっている（下記参照）。

#### ゲージ消費アクション
ラピッドキャンセル　-RAPID CANCEL-
ゲージを50%消費して攻撃ヒット時の硬直をキャンセルできるシステム。隙を無くしたり、通常では繋がらない連続技を使用することができる。
カウンターアサルト　-COUNTER ASSAULT-
ゲージを50%消費してガード硬直をキャンセルして反撃する。通常は打撃攻撃だが、投げ行動や回避行動のカウンターアサルトを持つキャラクターも存在する。
ディストーションドライブ　-DISTORTION DRIVE-
ゲージを50%消費することで発動する、暗転演出をともなう超必殺技。BBCPから、オーバードライブによる強化版が登場。また、一部キャラにオーバードライブ状態限定や、100%全てを消費する技も存在。
BBTAGでは名称がディストーションスキルへ変更され、新たな要素も加わった（下記参照）。
アストラルヒート　-ASTRAL HEAT-
条件を満たした状況でのみ発動できる最上位の必殺技。アストラルヒートを相手に決めると「アストラルフィニッシュ」となり、その場で勝利が確定する。
AC版第1作ではラグナ、レイチェル、νのみ使用可能だったが、家庭用1作目以降のシリーズでは全員が使えるようになった。シリーズ毎に発動条件がやや異なる。
発動条件は各々、「最終ラウンド、相手の体力が20％以下、ゲージが100％」（1作目）、「自分の勝利数がリーチ、相手の体力が35％以下、ゲージが100％、バーストアイコン1個以上」（2作目）、「自分の勝利数がリーチ、相手の体力が35％以下、ゲージが100％」（3、4作目）。
BBTAGでは、P4U2キャラの「一撃必殺技」、UNISTキャラの「インフィニットワースイグジスト」、アルカナハートの「クリティカルハート」がアストラルヒート技となり、RWBYと閃乱カグラのキャラには新規で収録されている。
これまでの発動条件とは異なり、条件は「相手チームが残り1人、ブレイズレベル4の状態でレゾナンスブレイズを発動、ゲージストックが9（180%）」と、体力制限による使用不可が無い為、残量に関係なく発動が可能となっている。

### シリーズ固有システム

#### CALAMITY TRIGGER
ガードライブラ　-GUARD LIBRA-
「CALAMITY TRIGGER」のみに搭載されているゲージシステム。
赤と青のバランスゲージ。赤が1P、青が2Pに対応している。攻撃をガードし続けることでバランスが負の方向へ傾き、完全に傾ききってしまうとガードクラッシュ（本作ではバリアクラッシュ）。一定時間操作不能となる。
バリアバースト　-BARRIER BURST-
一部必殺技の演出中を除き、強制的に相手を吹き飛ばす特殊行動。使用するとラウンド終了までDANGER状態が継続するほか、バリアガードが使用不能となる。
バリアゲージの残量が相手を上回っていた場合、バーストを当てることでガードクラッシュを引き起こすことが可能。

#### CONTINUUM SHIFT
ガードプライマー　-GUARD PRIMER-
ガードクラッシュ耐久値。ゲージではなく個数で表示されており、キャラクターによって個数差が設定されている。個数は最低4個（ノエル、カルル等）、最大10個（テイガー）。
特定の技をガードすることで減少し、プライマー数が0になるとガードクラッシュが発生する。ただし最後の1つだけはバリアガードを使用することで減少を防ぐことが可能。失ったプライマーは一定時間を経ることで回復する。
ブレイクバースト　-BREAK BURST-
バーストアイコンを消費することで、一部必殺技の演出中を除き発動できる特殊行動。通常時は相手を上空に打ち上げる、追撃可能な金バースト。防御、被ダメージ中に発動すると、相手を吹き飛ばす青バーストとなる。
青バーストを使用したラウンド中はガードプライマーの最大値が半減するが、バリアバーストと異なりDANGER状態とはならない。
バーストアイコン　-BURST ICON-
ブレイクバースト発動時に消費するアイコン。点灯しているアイコンのみ使用可能で、バーストを使用すると消滅する。また、前述のアストラルヒートの使用時にも消費する。
アイコンは全キャラクター一律で2個所持しており、第1ラウンド開始時は一つだけ点灯している。ラウンドで敗北することで、もう一つが点灯する。試合ラウンドを増やしてもアイコンの総数は2個から増えることはない。
ビギナーモード / スタイリッシュタイプ　-BEGINNER MODE- / -STYLISH TYPE-
簡単な操作で攻撃や連続技を出せる、初心者向けのモード。主に通常技（連打で連続技も）を出せるN（ノーマル：通常攻撃）とH（ヘヴィ：強攻撃）、レバー方向との組み合わせで必殺技を出せるS（スペシャル：必殺技）、投げと投げ抜けに使用するT（スロー：投げ）の4ボタンで構成される。CSで出来なかったブレイクバーストなど一部のシステムはBBCP以降で使用可能。
BBCFでは、各種ボタンをA～Dに変更。SPボタンが追加され、計5ボタンに。また、そのタイプでのボタン配置設定の変更もできるようになった。

#### CHRONOPHANTASMA
オーバードライブゲージ　-OVERDRIVE GAUGE-
本作から登場したバーストアイコンに代わる特殊ゲージ。状況によって2種の能力が使用可能になる。使用後、消費されたアイコンはダメージを受ける、時間経過による一定時間後に復活する。BBCFでも引き続いて採用。
ブレイクバースト　-BREAK BURST-
ダメージを受けている・ガード硬直中(『CP』Ver1.1まで)にオーバードライブゲージを100％消費することで発動。従来の「青バースト」に同じ。
BBCFでは、アクティブフロウ中に使用すると、アクティブフロウ状態が強制解除される特性が付与された。
オーバードライブ　-OVERDRIVE-
ブレイクバースト発動条件を満たしていない状態かつオーバードライブゲージが100％溜まっている状態で、オーバードライブゲージを70％消費することで発動できる、各キャラクターの性能を、ドライブ能力を中心に一定時間上昇させるシステム。CP以前のブレイブルーの一部のキャラクターの一部のパワーアップ系の技もオーバードライブとして登場する（性能が変更されている場合もある）。
『CP』Ver2.0以降ではガード硬直中にバーストが発動できなくなった代わりに、ガード硬直状態からオーバードライブを発動する、「ガードキャンセルオーバードライブ」が追加された。この場合効果時間は通常の半分程度となる。
BBCFでは、全キャラの継続時間が均一になり、タイムカウント表示が追加。通常時は最大8秒だが、ボスモードやアンリミテッド状態の場合は最大13秒。
ロケテストでは、最大10秒まで跳ね上がった。グリムオブアビスモードでは、強化状況によって時間が変化する。
クラッシュトリガー　-CRUSH TRIGGER-
ヒートゲージを25％消費し相手のガードを崩す攻撃を放つ。相手がガードをしていない時は、当てると一定時間身動きを取れなくさせる。バリアガードに対しては無効。
BBCFでは、発動時の硬直時間が短くなった。溜め時間が長いほど、ガードクラッシュ時の相手の硬直時間が長くなる。家庭版では残像が追加、溜め時間が長いほど残像が浮かぶ。

#### CENTRALFICTION
エクシードアクセル　-EXCEED ACCEL-
オーバードライブ発動中、A～Dボタン全同時押しすることで発動する演出付きの必殺技。
ディストーションドライブ等と異なりヒートゲージは消費しないが、一度発動するとオーバードライブ状態が強制終了する。
アクティブフロウ　-ACTIVE FLOW-
攻めれば攻めるほど様々な恩恵を得られる、ネガティブペナルティの対となるシステム。
『Attention!』の文字が出た後に一定条件を満たすと、バーストアイコンやキャラクターアイコンが発光し、攻撃力10％上昇、バーストゲージの回復速度高速化や、オーバードライブ強化などの恩恵がある。この状態でエクシードアクセルを発動させると演出と威力が大幅に強化される。
発動条件は、「相手に攻撃をヒットおよびガード（Ver2.0以降はヒット時のみ）」「オーバードライブを発動」「エクシードアクセルをヒット」「相手がネガティブペナルティを発動」のいずれか。

## ストーリー
プロローグ
A.D.2100 『第一次魔道大戦（暗黒大戦）』『フェイズシフトシリーズ』
A.D.2100、突如『黒き獣』という巨大な怪物が日本に現れ、壊滅状態に陥る。世界の国々は日本への反応兵器による攻撃を決断するが 個体への効果は一切認められず、ついにはユーラシア大陸への上陸を許してしまい、その脅威は世界中へと拡散する。
黒き獣の出現から10年近くが経ったある日、六人の英傑の一人である大魔道士ナインが生み出した『術式』によって、 黒き獣への有効な対抗手段を得た人類は、間もなく反撃を開始。 激しい戦いの末、遂には黒き獣を打ち倒す事に成功する。
だが、黒き獣という災厄は去ったものの、暗黒大戦の傷痕は想像以上に深く、 獣の身体から発生した有害な物質『魔素』を防ぐため、 人々は生活の場を、山岳地帯に建設された『階層都市』に移す。 こうして科学に頼った文明は徐々に、術式を利用した新たな文明へと、姿を変えていく。
後にこの戦いは『第一次魔道大戦（暗黒大戦）』と呼ばれ、人々を率いて世界を救った六人の英傑は『六英雄』として語り継がれる存在となった。
A.D.2191 - A.D.2197 / 06 『第二次魔道大戦（イカルガ内戦）』『BLAZBLUE スパイラルシフト 氷刃の英雄』
ナインが生み出した『術式』を行使するための『魔道書』を管理する組織『世界虚空情報統制機構（統制機構）』が結成され、人類は統制機構による統治の下、術式を活用する事で新たな文明を発展させる。そして世界は急速に復興を遂げるが、数十年の時が流れる中で、いつしか人々の間には、術式の適正による格差が生まれていた。
やがて世界各地で統制機構の独裁支配に対する不満がつのり、2191年、遂にイカルガ地方の五都市が結託し『イカルガ連邦』として独立を宣言し、統制機構の圧政を弾劾した。これにより『イカルガ内戦』とも呼ばれる『第二次魔道大戦』が勃発する。
2194年12月、イカルガ連邦の中心である『第五階層都市イブキド』が原因不明の爆発事故により消滅したことがきっかけで、イカルガ連邦は劣勢を強いられる。そして2197年6月、統制機構の衛士ジン＝キサラギが、イカルガ連邦の元首テンジョウを討ち取ったことで、六年に渡る、術式を用いた人類同士の戦争は終結を迎えた。
結果として統制機構は『刃向う者は完膚なきまでに殲滅する』という理念を世界に広く知らしめることとなった。
BLAZBLUE CALAMITY TRIGGER ～蒼の継承者～
『第二次魔道大戦』から少し後の2199年、統制機構の管理下にある第十三階層都市カグツチに、右腕に『蒼の魔道書』を宿したSS級賞金首のラグナ＝ザ＝ブラッドエッジがやってくる。彼の目的は、統制機構支部の最深部に存在する『窯』を破壊し、その中で精錬される少女『ν－NO.13（ニュー）』が生まれるのを阻止する事だった。
世界を管理する『タカマガハラシステム』は、「黒き獣の器であるラグナと、その心臓であるニューが融合し、窯の向こうにある『境界』へ落ちる事で黒き獣が誕生する」ということを把握しており、2人が出会う度に時間を2100年へと巻き戻し、世界は人知れず永久のループを重ねていた。
果てのないループを見続けてきた『傍観者』レイチェル＝アルカードは絶望と僅かな期待を胸に、今回もラグナの動向を見守る。
何度かのループを経たある日、『蒼の継承者（カラミティトリガー）』であるノエル＝ヴァーミリオンが、境界へ落ち行くラグナの手を掴んだことで、黒き獣の誕生は阻まれ、世界はループから脱却した。しかしそれは『ユウキ＝テルミ』という悪を生む結果にもつながってしまう。
BLAZBLUE CONTINUUM SHIFT ～確率事象～
A.D.2200 / 01 / 03 - A.D.2200 / 01 / 07 『BLAZBLUE -CONTINUUM SHIFT-』
復活したユウキ＝テルミは、何が起こるか解らない『確率事象（コンティニュアムシフト）』のあらゆる可能性を見てきた経験から、マスターユニット・アマテラスを破壊すべく、それ認識出来る『蒼の継承者』であるノエルを捕え、『神殺しの剣クサナギ（μ-No.12/ミュー）』として覚醒させようとしていた。
ラグナは宿敵テルミを追って統制機構カグツチ支部の頂上を目指すが、ミューは精錬を終えてしまう。
更に『碧の魔道書』を持つテルミの前に『蒼の魔道書』も無効化されてしまう。その絶望的な状況でラグナを救ったのは、科学者ココノエの手で『Λ-No.11（ラムダ）』として甦ったニューだった。ラグナは彼女から託された模倣事象兵器『イデア機関』を用いてテルミを撃破する。さらに、己の身体の一部と引き換えに、ミューをノエルに戻す事に成功する。
しかし、それこそがテルミの、そして統制機構の主である帝の思惑だった。世界を管理していたタカマガハラシステムは、ラグナとノエルに眼を向けた一瞬の隙を突かれ無力化されてしまう。そして帝は『連合階層都市イカルガ』にて世界の終焉となる『滅日』を起こそうと行動を開始する。
ラグナ達もまた、帝の謀略を止めるため、各々の思惑を胸にイカルガへと向かう。
BLAZBLUE CHRONOPHANTASMA ～刻の幻影～
A.D.2200 / 02 『BLAZBLUE -CHRONOPHANTASMA-』
連合階層都市イカルガの十二宗家筆頭ムツキ家の現当主して、統制機構の衛士最高司令官を務めるカグラ・ムツキは帝への謀反を画策する。第七機関のココノエと手を組み、世界を変えるため奮闘するカグラに、ノエル、ジン、バングといった面々も協力していく。その中には、帝を倒すために必要な『クシナダの楔』を求めイカルガを訪れた、ラグナの姿もあった。
ラグナはカグラの元で、極めて珍しい『治癒魔法』の使い手であるセリカ＝A＝マーキュリーと出会う。セリカは、過去から魂を複製し現代の器に定着させた『刻の幻影（クロノファンタズマ）』と呼ばれる存在だった。様々な想いが交錯する中、カグラの『謀反』、そして帝の『滅日』が実行される。
帝の謀略を止めようとするラグナ達の前にマスターユニット・アマテラスが姿を現す。
そしてラグナは帝によって黒き獣の力を暴走させられてしまい、ジンとノエルに大怪我を負わせた後、姿を消してしまう。
帝は『冥王イザナミ』を名乗り、世界を無に還す事を宣言する。
BLAZBLUE CENTRALFICTION ～神の観る夢～
ACT1
男は目覚めると、自分のことを含むすべての記憶を失っていた。彼は導かれるように第十三階層都市カグツチへと足を踏み入れる。 やがて彼は自分が『死神』と呼ばれる反逆者である事や『蒼の魔道書』と呼ばれる存在を所有している事、そしてを大勢の咎追いや統制機構の衛士達に狙われていることを思い出す。
男は、その状況にどこか既視感を憶えながら、自身の感覚を頼りにカグツチの奥にある『窯』と呼ばれる場所を目指す。
ACT2
ナインは境界に落ちたことで世界の真相に触れ、自分の大切なものを守るべく、世界を終わらせようとする。
ACT3
この世界の可能性が、「神の観る夢（セントラルフィクション）」によって変異していることを知った者たちは各々の目的のもとに動く。そして、ラグナも世界を悪夢から解放すべく、動き出す。

## 登場人物
略称について、一作目「CALAMITY TRIGGER」を「CT」、「CONTINUUM SHIFT」を「CS」、「CONTINUUM SHIFT II」を「CS2」、「CONTINUUM SHIFT EXTEND」及び「CONTINUUM SHIFT II ver1.10」を「CSEX」、「CHRONOPHANTASMA」を「CP」、「CHRONOPHANTASMA EXTEND」及び「CHRONOPHANTASMA ver2.0」を「CPEX」、「CENTRALFICTION」を「BBCF」と表記する。

### プレイアブルキャラクター
クロスタッグバトルに登場するキャラクターには☆マークが掲載。また、BBTAGでは、日本語・英語の音声切り替えも可能な為、CPEXまでの英語版キャストも表示する。英語ボイス初となるUNISTのキャストはTFG|BBTAG Newsのtwitterにて公開されている。

#### CALAMITY TRIGGER
ラグナ＝ザ＝ブラッドエッジ「RAGNA THE BLOODEDGE」☆
声 - 杉田智和、幼少期 - 佐藤利奈（テレビアニメ、CF）/ Patrick Seitz
キャラクター特性
強力な突進力とラッシュ力が持ち味のインファイター。体力こそ低いものの、後述のドライブ能力によってそれを補っている。
ドライブ能力：「ソウルイーター」
ドライブ攻撃をヒットさせることで相手のライフを吸収し、自分のライフを回復する能力。ラグナ自身の体力は低めだが、攻めれば攻めるだけ多くの耐久力を得ることができる（ただし最大値以上に回復することはない）。
オーバードライブ：「ブラッドカインイデア」（CP～）
ソウルイーターの吸収能力を大幅に強化し、ドライブ能力を持たなかった技にいくつかにも強化されたソウルイーターの効果を付与する。『CS』以前のディストーションドライブ「ブラッドカイン」が移管されたものだが、「ブラッドカイン」と違ってラグナの体力の自動減少効果はない。
人物設定
シリーズの主人公の一人。 「蒼の魔導書（ブレイブルー）」をその右腕に宿す青年。
世界の支配者たる統制機構の支部を単身で破壊して回っている重犯罪者。史上二人目のSS級犯罪者「死神」としての悪名が世界に轟いており、その首には法外な賞金首がかかっている。賞金と魔導書という二重の理由で付け狙われているものの、愛用の大剣を振るい、そのすべてを撃退し続けている。
極めてぶっきらぼうな性格の持ち主だが、冷徹になりきれない人情家であり、困っている人間には手を差し伸べずにはいられない。時として視野狭窄に陥ってしまう未熟な一面もあるが、苦境に立たされても膝を折らず人知れず戦う姿を、セリカからは英雄ならぬ「勇者」と称された。目的はジンとサヤの奪還と、老セリカの仇討ち。しかし果てのない戦いを続けるうちに「何のために戦うのか」という事を思い悩むようになり、多くの者と接していくうちに「守るため」を自らの信条として掴み取る。
次元境界接触用素体No.5が産み落とした三人の子供の長子であり、幼少からレリウスの実験室で研究材料として扱われていたところを兄弟もろとも獣兵衛に救出され、その後はシスター（老セリカ）の元で幼少期を過ごす。2192年にテルミの襲撃を受け、弟と妹を奪われるばかりか右腕を切断され、復讐と家族の奪還を胸に誓う。元々は家族と同じ金髪翠眼だったが、その時の恐怖で髪の色が抜け落ちて白髪になり、レイチェルによる延命行為として「蒼の魔導書」を移植されたことで右眼が真紅のオッドアイになった。その副産物として、皆無だった術式適正が補正され、術式を扱うことが可能になっている。
その正体は、マスターユニット・アマテラスと融合したジ・オリジンの願った「自分を救ってくれる兄」という神の観る夢（セントラルフィクション）。そのためラグナが死亡した場合世界はリセットされ巻き戻ることを繰り返していた。本編中の世界はすべて、「ラグナがジ・オリジンを救う」という筋書きのために用意された舞台であり、ラグナ以外の存在は引き立て役や舞台装置にすぎない。すべてを知った後はジ・オリジンのそばに居ることを選び、世界から自分の記憶と存在を抹消することを引き換えに、彼女と世界を悪夢から解放した。

ジン＝キサラギ「JIN KISARAGI」☆
声 - 柿原徹也、幼少期 - 中恵光城（CF）/ David Vincent
キャラクター特性
突進技、対空技、飛び道具を備え、苦手な状況を持たない幅広い対応力を持つオールラウンダー。
ドライブ能力：「零刀（フロストバイト）」
ドライブ攻撃がヒットすると相手を凍りづけにし、身動きを封じる。凍結中はのけぞりモーション扱いで、その状態からもコンボを継続させることができる。『CT』では解凍にレバガチャ操作が必要だったが、『CS』以降は時間経過での解凍のみとなった。ワンコンボ中の凍結効果が発生する回数には制限がある。また、ヒートゲージを25％消費して強化された必殺技を放つこともできる。
オーバードライブ：「絶刀（フロストエンド）」（CP～）
ディストーションドライブの強化及び、刀を使った攻撃技すべてに凍結効果が付与され、コンボ中の凍結回数制限が緩和される。
人物設定
シリーズの主人公の一人。ラグナの実の弟で、「イカルガの英雄」と呼ばれる衛士。
十二宗家「キサラギ」に養子として引き取られ、次期当主と目されている神童。士官学校歴代第二位の術式適正を誇る正真正銘の天才。イカルガ内戦で武功を打ちたて英雄として祭り上げられた。が、元々十二宗家や統制機構に対する忠誠心や執着は薄く、自身の目的のため、『CP』時点で統制機構を離反し獣兵衛に師事している。刀剣型アークエネミー「ユキアネサ」と抜刀術を操って戦う。
何事も冷静沈着に対応するクールな性格。しかしその裏側は凶暴性が高く兄への未熟な依存心で構築され、他者に対しても刺々しい野心の本性を隠している。ユキアネサの精神支配によってラグナに病的なまでの執着と殺意を抱いており、更に世界が用意した「抗体」として「秩序の力」を備えているため、「世界の破壊者」であるラグナらとは本来相容れない存在であったが、『CS』においてユキアネサによる精神支配を克服、共同戦線を張ることも多くなる。妹の面影を宿すノエルに対しても「障害」と呼び当たりがきつく攻撃的な態度を露わにしていたが、物語が進むに連れて態度はある程度軟化し、協力して事態にあたる事も多くなった。その一方で幼馴染同然に育ったツバキに対しては妹のように強い情を抱いている。
ラグナと別れて記憶を失った後、戦える体ではなくなっているが、ホムラの下、カグラと同じ立ち位置にて統制機構で過ごしている。

ノエル＝ヴァーミリオン「NOEL VERMILLION」☆
声 - 近藤佳奈子 / Cristina Vee
キャラクター特性
拳銃をはじめとする銃火器で武装しているものの、高い機動力と体力を持つインファイター。
『CS』以前と『CP』以降では衣装が異なり、前者は統制機構の軍服としてベレー帽を被った装いで、後者はカグラ＝ムツキに貸与されたガンマン風の装束である。両者とも背中を大きく露出している。
ドライブ能力：「チェーンリボルバー」
ドライブ攻撃を発動することで特殊なコンボ受付状態になり、状態中は通常攻撃がチェーンリボルバー専用のもの（中継技）に変化する。中継技は一定回数まで連係させることが可能で、通常必殺技及びチェーンリボルバー中のみ発動可能の必殺技でキャンセルすることができる。ボタン操作だけで多彩な連続攻撃を行うことができるが、特定のルートを通らなければコンボが途切れてしまうこともある。
オーバードライブ：「チェーンクェイサー」
チェーンリボルバー中の動作が加速し、技の威力や演出が上昇・変化する。
人物設定
シリーズの主人公の一人。数年前から過去の記憶を持たない少女。ジンの秘書官を任された衛士。
中小貴族ヴァーミリオンに引き取られた記憶喪失の少女。内向的で不器用な少女だが、育ての親に報いるために軍人を志す。ジンを超える術式適正を持ち、幼少期に発現させた二丁拳銃のアークエネミー「魔獣・ベルヴェルク」を扱う優れた戦闘技能の持ち主。しかしそれ以外は実務をくわえてからきしで特に料理の腕はいわゆる「味見をしない」ことも含めて壊滅的であり、これを食べることが出来るのは統制機構の士官学校のクラスメイトであるマイ＝ナツメのみ。趣味はポエムを綴ることだが他人に決して見せない。
その正体は次元境界接触用素体No.12であり、イカルガ内戦中に精錬されたムラクモユニットの一柱。ニューの姉、ラムダの妹にあたる。三者ともラグナとジンの妹であるサヤをベースにして作られているため、サヤと瓜二つの容姿をしており、そのことで兄二人から不興を買うことも多い。11からなる三人の素体のなかでは最もサヤに近い存在であり、時にサヤの記憶が我がことのようにフラッシュバックすることがある。
マスターユニットに見初められ「蒼の継承者」となる。出生ゆえに利用され、運命に翻弄され続けたが、レイチェルの激によって立ち直り、大切な人を救うために自らのなかにある神殺しの剣・クサナギの力を制御した。最後にラグナと別れて記憶を失った後は、統制機構を退役し、教会を管理するシスターの件を引き継ぐことを決意する。

レイチェル＝アルカード「RACHEL ALUCARD」☆
声 - 植田佳奈 / Mela Lee、ナゴ - 鈴木賢、ギィ - 椿世奈（～BBCS）、藏合紗恵子（BBCP～）
キャラクター特性
基本的にはナゴやギィを始めとする使い魔たちに攻撃させる、設置系の技を豊富に備えるキャラクター。攻撃技として設置物に雷を降らせたり、後述のドライブ能力によるトリッキーな戦法を行う。
ドライブ能力：「シルフィード」
ドライブボタンを押下した時にレバー入力していた方向に向かって風を吹かせる。これによってキャラクターの動きを加速・減速させたり、設置物を動かしたりするなどの慣性操作を行うことが可能。風を吹かせる時には回数制の固有ゲージを消費し、これらはレイチェルが地上にいる時に時間経過によって回復する。
オーバードライブ：「エルフリード」
風ゲージの回復速度が大幅に強化されるほか、ディストーションドライブの攻撃力や性能が向上する。
人物設定
時の流れから外れた古城に居を構え、幾年の時を生き続ける吸血鬼の少女。ラグナに「蒼の魔導書」を与え命を救った人物。
優雅で大人びた雰囲気の持ち主だが、性格は自由奔放でわがまま。幼い見た目に反して、三輝神「ツクヨミユニット」をその身に宿し、どんな状況下も余裕の表情で切り抜ける実力の持ち主だが、自らを「傍観者」と自嘲するように、如何なる理由か運命の流れに直接干渉することができない。ラグナに異性として惹かれており、彼が他の女性と親しくしている姿を見ると嫉妬のような感情をのぞかせることもあり、ラグナと近しい存在であるナオトにも複雑な感覚を抱く。ジンやノエルにも容赦ない言葉を浴びせながらも世話を焼いており、彼らを影ながらサポートし続けている保護者のような存在。髪の毛をツインテールにまとめているリボンの形がウサギの耳に見えることから、ラグナからは「ウサギ」の愛称で呼ばれている。
初期作品では傍観者としてラグナたちに助言を与え、時に叱咤する存在。シリーズが進むにつれて彼らに深く肩入りするようになり、ツクヨミユニットを宿す『観測者』から離れることによって徐々に衰弱していく。『CF』においてラグナやココノエと協力して戦いを終わらせようとするも、ハザマによって拘束・重傷を負わされるが、ラグナとナオトが介入した事により救出され、執事のヴァルケンハインに託されることになった。最終的にはラグナに記憶を消去されるが、『CF』のストーリーのエピローグでは断片的ながら存在を覚えており、例えその可能性が地獄だろうとラグナを見つけ出す決意を示す。

タオカカ「TAOKAKA」
声 - 斎藤千和 / Philece Sampler
キャラクター特性
三段ジャンプと二段空中ダッシュが可能な、屈指のスピードを持つキャラクター。手足に仕込んだ鈎爪と、どこかから呼び出す物体や仲間たちを駆使して戦う。リーチが短く体力も低いものの、それを補って余りある機動力と手数を持つ。
ドライブ能力：「ダンシングエッジ」
地上空中問わず、高速突進攻撃を行うドライブ。ボタン操作によって軌道を変えたり急停止を行うことも可能で、急襲や揺さぶりなどに凄まじい効果を発揮する。
オーバードライブ：「ほぼ2匹になるニャス」
タオカカの動きを追随する分身を一体召喚する。『CS』シリーズ以前のディストーションドライブ『ほぼ2匹になる』が移管されたもの。開幕直後に発動可能になったが、すべての攻撃判定が上段、クラッシュトリガーがガードブレイク効果を発揮しないなど、以前のものより制限が追加されている。
人物設定
カグツチ最下層の集落に住まう「カカ族」の少女。愛称はタオ。『～ニャス』が口癖。
比較的成体に近いカカ族の個体で、次期の村の護り手に推されている。しかし潜在能力の高さに反して精神が未成熟のため、長老や獣兵衛には旅に出ることを薦められているが、本人はすぐに目的を忘れてしまう。
純粋無垢で心優しく、非常に天真爛漫かつ自由奔放で猫そのものの性質の持ち主。非常に人懐っこく、楽しいことや気になるものには本来の目的そっちのけで向かっていってしまう。プロデューサー曰く「シリアスな本作のボケ役」であり、メタなネタなどが割り当てられることも多く、ストーリー本筋に絡むよりムードメーカーやコメディリリーフという面が強い。しかし大切なものを守りたいという気持ちは本物で、力が及ばなかった時は無力を悔いる一面を見せることもある。また、悪しきものに対する感覚が鋭敏で、ハザマやレリウスの本性をいち早く見抜き、レイチェルが感知できなかった帝の気配をも事前に察知している。他人の名前を覚えることが苦手で、その人物の特徴に『～の人』『～な人』と加えた呼称を用いる。
"隔世のレプリカ"の異名を持っており、カカ族の中でクローンでありながら濃く受け継いだ存在であるという説があるが、詳細は謎。
『CT』では居住プレートに閉ざされた村の空を取り戻しに、『CS』では突然魂の疼きを感じてと行動開始の理由が明らかだが、すぐに目的からそれてしまう。『CP』においてもラグナと同行していたがすぐにはぐれてしまった。『CF』では記憶改変によってラグナとの関わった記憶を失ったまま指名手配中の死神（ラグナ）の討伐に向かうが、Act1の終盤でいち早く死神ではなく「いい人」としてのラグナと関わった記憶を取り戻す。その後ラグナの失われた記憶を元に戻すこと、および冥王・イザナミを倒し、平穏な日常を取り戻すため積極的に行動する。蒼の継承者であるノエルを殺さねば自分の願望は叶わないというイザナミの一言に対しタオカカは「彼女は世界は変えてはならない」と拒絶。ノエルを守る決意を固める。

アイアン＝テイガー / TR-0009「IRON TAGER」☆
声 - 乃村健次 / Jamieson Price
キャラクター特性
武器を持たず、体中に装備した機関を稼働させて戦う。非常に鈍重で、移動手段は少ないものの、高い攻撃力と強力なコマンド投げを持つ。いわゆる「投げキャラ」。
ドライブ能力：「ボルテックバトラー」
特定の攻撃をヒットさせることで敵に「磁力」を付与する。特定の攻撃行動を行うと「磁力」状態にされたキャラクターを引き寄せることができる。
オーバードライブ：「ボルテックフィールド」
『磁力』を付与されたキャラクターが、オーバードライブを発動しているテイガーに常に引き寄せられるようになる。
人物設定
「第七機関の赤鬼」として恐れられる、ココノエの手足として働いている重サイボーグ。
常軌を逸した体格と重量を持ち、赤い肌と突き出した牙は異名に違わぬ鬼そのもの。だが強面の外見に反して非常に紳士的な性格の持ち主で、任務に忠実にあろうとはするものの必要以上の暴力は好まない。主であるココノエに対しては強い忠誠心を持ってはいるが、彼女の奔放かつ理不尽な振る舞いには手を焼かされており、事あるごとに改造の実験台にされることを悔いている節もある。
かつてはイカルガ内戦に赴いた軍人の隊長であり、瀕死の重傷を負ったところをココノエの改造手術によって救われた過去を持つ。施術の際に「鬼」の遺伝子を治療に用いたため現在の容姿になったが、昔は普通の人間の体格と顔立ちだったらしい。手術前の記憶が無いものの、唯一バレットを前にすると失われた記憶が刺激される様子を見せる。
ストーリーでは一貫してココノエの指令に従う。ハクメンや蒼の魔導書、ノエル＝ヴァーミリオンの保護回収から、『CP』ではカグラとココノエ主導のクーデター作戦を支えた。『CF』では、ラグナの捜索を開始するが、徐々に悪化するとある異変を感じていく。儚き夢「悪夢の記憶（ナイトメア・メモリー）」の幻惑を見た彼は一度窮地に立たされてしまうが、自らの使命を果たし全てに決着をつける為、ノエルの保護を途中で合流したマコトと共に行動するが、ニューに居場所を知らされてしまう。

ライチ＝フェイ＝リン「LITCHI FAYE LING」
声 - たかはし智秋 / Lauren Landa
キャラクター特性
基本的には機動力と手数を平均的に備えたインファイターだが、後述のドライブ能力を用いて「棒術」と「体術」を切り替える特性を持つスタイルチェンジキャラクター。
ドライブ能力：「萬天棒」
所持している「棒」を場に設置し、体術を主とするスタイルへとチェンジする。その間、設置した棒に飛び乗ったり、手元へ引き寄せたりなどの操作も同時に可能になり、多彩な攻撃を行う。棒術時にも攻撃と同時に設置を行う行動もある。
オーバードライブ：「大車輪（筒）」
『CS』以前のディストーションドライブ『大車輪』が移管されたもの。発動中のライチは棒設置状態になり、ライチの背後で棒が回転している。レバー操作とドライブボタンの組み合わせで巨大化した棒を任意の方向に飛ばすことができる。
人物設定
カグツチのオリエントタウンで町医者を営んでいる元・第七機関の研究者で、グラマラスな肉体をチャイナドレスに包んだ美女。小型パンダ『ラオチュウ』を常に伴っている。心優しく、見目麗しいことも手伝って、助手リンファをはじめとした周囲の好意と信頼を勝ち得ている。ココノエから叩きこまれた拳法によって腕っ節も非常に強い。思い込んだら一直線過ぎる一途さが美点でも欠点でもある。
ココノエの弟子であり部下。研修生の頃から優秀な論文を発表していた著名人。同僚であり恋人だったロイ（現在のアラクネ）が魔素流動体に成り果ててしまったことをきっかけに、脱走した彼を追いかけてカグツチへ赴く。彼を元に戻す手段を求めるあまり、自身を顧みずに境界の力に手を出して高い術式適正を経ているが、一歩間違えばアラクネと同じようになる危険性を孕んでいる。後にライチの魔素流体理論を評価したハザマとレリウスの勧誘を受け、アラクネと共に統制機構に客員博士として加入。師であるココノエや、自分を気遣うリンファ、テイガーやバングらの制止に胸を痛めながらも、ロイを救うためにレリウスの世界再構築を助力する立場を貫く。更に『CF』では彼女が求めていた蒼の存在が髪飾りに灯されていた事を知る。

アラクネ / ロット＝カーマイン「ARAKUNE / LOTTE CARMINE」
声 - 疋田高志 / Spike Spencer
キャラクター特性
ダッシュやジャンプなどの挙動の癖が非常に強く、扱いづらい部類のキャラクター。普段のドライブ攻撃は相手の烙印ゲージを蓄積するためのもので強力ではない。しかし、相手を烙印状態にした時の爆発力と行動抑制力は随一。
ドライブ能力「クリムゾン」
相手にヒットさせることによって「烙印ゲージ」を上昇させることができる攻撃。相手が「烙印」状態になると、AからDボタンすべてを離した瞬間にボタンに対応する様々な「虫」を召喚する。「烙印」状態において圧倒的な画面制圧率と固め能力を発揮する。
オーバードライブ「クリムゾン・デプス」
発動時間中は烙印ゲージの上昇量が数倍に上昇し、ゲージがゼロの状態でも虫を召喚することができる。
人物設定
一定の形を持たない不定形の怪物。「アラクネ」とは賞金首としての通り名である。
本名は「ロット＝カーマイン」で愛称は「ロイ」。第七機関に所属していた天才錬金術師で、ココノエの元・弟子でありライバルだった。
この世界の「真理」を追い求め過ぎた結果、肉体が「境界」と繋がり、怪物と化し、人としての姿と理性と記憶を失う。言葉が途切れ途切れに成り、何を言っているのか理解し辛いが、ココノエのみアラクネの言葉を理解している。肉体を維持するために強い命を必要としており、人間やカカ族を次々と捕食している。「知識を求める」という行動理念の下、本能だけで行動するが、かつての第七機関の仲間には反応し、特にココノエに対して強い反発を示す。
彼はループが終わろうと変わることなく、カグツチの地下に潜んでいる。ライチとの度重なる接触によって一時的に記憶を取り戻し、いままで以上に錯乱。その状態でレリウスと遭遇し捕獲され、以降彼の駒として扱われ、ラグナたちの前に立ちはだかる。しかも、ロイの意思が残っているため、セキュリティー厳重のイカルガ内地でさえ許されてしまう。『CF』Act2では、蒼を手にするも、自らが求めていた世界の真理すら知ることも出来ず、冥王に認められることも無かった。更にアズラエルのAct3のストーリーでは彼がアークエネミーを捜す際の忠犬のような存在となってしまい、度々アズラエルに蹴飛ばされるなど散々な扱いを受ける羽目になる。

シシガミ＝バング / 獅子神 萬駆「BANG SHISHIGAMI」
声 - 小山剛志 / Steve Kramer
キャラクター特性
空中ダッシュを二回行うことができる高機動キャラで、アイテム設置によって更に高い機動力を得ることができる。飛び道具や通常技などの動作は全体的に重い。
ドライブ能力「バーニングハート」
ガードポイント付きの打撃を行う。当てると風林火山マークが点灯する。
オーバードライブ「獅子神忍法・究極奥義　萬駆風林火山・改」
風林火山状態になり、「バーニングハート」をヒットさせることで点灯するアイコンによって様々な恩恵を受ける。元々はディストーションドライブだった「獅子神忍法・究極奥義　萬駆風林火山」の代わりに実装されたもの。
人物設定
イカルガ連邦盟主テンジョウに仕えていた忍者頭領で、「天ノ矛坂 天上」の一番弟子であり「カグラ=ムツキ」の兄弟子。
義に熱く、かなり思い込みも激しいが、自身に過ちがあった時は素直に謝罪するなど、登場人物の中では比較的常識人である。
現在はカグツチ浪人街に住み、祖国復興の資金稼ぎとして「咎追い」として活動する。顔に巨大な傷をつけ、かつ主君の仇であるジンに対して因縁を感じているのだが、その一方で復讐にそこまでの意義がないことも理解している。受け継いだ巨大な五十五寸釘型アークエネミー「鳳翼・烈天上」をテンジョウの形見として受け継いでいる。が、その効果を戦闘中に発揮することはなくあくまで巨大な打突武器として使うのみで、トリニティやレリウスに正体を知らされるまでは五十五寸釘がアークエネミーであることも知らなかった。
忍者とは思えないほど賑やかな熱血漢。ライチに熱烈な片想いをしているが、いつも見事に空回りしておりバング自身も叶わぬ恋と自覚はしている様子。その性格などからコメディリリーフとしての役回りが目立つが、戦闘となれば頭の回転も速く場慣れしているため、土壇場でも冷静さを失うことはない。裏表のない正義感と実力の高さはハクメンにも一目置かれていて、レリウスからも興味深い魂を評価されている。『CP』において、背中に背負った釘の正体に気づき、その内部に秘められたテンジョウの魂とともに「クシナダの楔」を起動させるという大役を務めた。『CF』世界においても『CT』と変わらぬ姿勢を示すが、旧友カグラの振る舞いや周囲の違和感に少しずつ気づき始めている。
なお、「カルル=クローバー」を二番弟子、「プラチナ=ザ=トリニティ」を三番弟子と勝手に弟子に認定している。

カルル＝クローバー「CARL CLOVER」
声 - 沢城みゆき / Michelle Ruff
キャラクター特性
体力の値は最下位であるものの、ドライブ能力を使いこなせば実質、相手に二対一の戦局を押し付けることができ、ガードの揺さぶりに無類の強さを発揮する、最も難易度の高い操作が要求されるテクニカルキャラ。
ドライブ能力「オートマトン」
Dボタンホールド中に入力したコマンドに応じて人形が動く。
オーバードライブ「シンクロハイスピード」
ニルヴァーナの性能が強化される。またオーバードライブ中のみ発動可能なディストーションドライブ「忘却のアルペジオ」を持つ（『CF』以降のシステムである「エクシードアクセル」とは別枠）。
人物設定
若くして最高クラスの咎追いとして活躍する、礼儀正しい少年。姉・エイダの生体が組み込まれているオートマトン型アークエネミー「ニルヴァーナ」と、常に行動を共にしており、ニルヴァーナを「姉さん」と呼んでいる。中退しているが士官学校に通っていたことがあり、ジンやノエルとともに生徒会に属していたこともある。
ニルヴァーナに対して強い依存心と愛情を注いでいる。エイダを今の姿にした父親・レリウスを捜す傍ら、元の人間に戻すために「蒼」を探し求めている。肉親の喪失と裏切りにより他者を信じることが出来ず、また旅のさなかに人間の悪意に晒され続けたことで人間不信に陥り、怜悧な外面に反して内面は非常に屈折しており攻撃的。『CT』『CS』を経て、自分を導くライチやバングといった大人、更にタオカカの純粋な心に触れて人間不信から立ち返りつつあったものの、レリウスが仄めかした姉の復活のため、父を利用するという名目で彼の下へ下る。バングとタオカカを裏切る苦渋の決断ののち、同様にレリウスに従うライチに対して心配の念を抱いている。
『CF』の世界ではエンブリオにより記憶を改変されてしまい、ニルヴァーナを姉と認識しておらず（エイダが別として病気にかかっていると思い込んでいる）、周囲にも『CT』の時以上に刺々しい反応を見せる。そのため当初はニルヴァーナを呼び捨てにしていたが、物語が進むごとに記憶が正常化したことにより過去作同様ニルヴァーナを「姉さん」と呼ぶようになった。なおAct3では世界の真理を追究しようと、ノエルを利用しようとするが、一度はニルヴァーナによって阻まれる。そしてレリウスから真実を聞いた後窯に向かい、片目を失う代わりに観測者の眼を手に入れた。なおエピローグでは片目にレリウスの仮面の形状に似た眼帯を着用している。

ハクメン「HAKUMEN」☆（Vol.3 DLCキャラクター）
声 - 柿原徹也 / David Vincent
『CT』アーケード版タイムリリースキャラクター。2008年12月下旬に解禁用のパスワードが公開された。
キャラクター特性
ヒートゲージのかわりに「勾玉」という個数ストック型のゲージシステムが搭載されている。最大八つまでが自動でチャージされるかわりに、必殺技を使うためにも規定数の勾玉を使用しなければならない。ラピッドキャンセルなどの特殊動作には4つの勾玉を消費する。
機動性や攻撃動作は重いが単発の火力が高い。ネガティブペナルティ耐性や体力もトップクラスで他キャラ以上に「待つ」ことが可能という、最大の護りを持つキャラクター。防御や当て身からチャンスをもぎとり、渾身の一撃を叩き込む戦法を得意とする。
ドライブ能力「斬神」
ワンボタンで発生する当て身投げ。攻撃が当たると同時に反撃する。
オーバードライブ「鬼神」
勾玉ゲージの増加スピードが高速化され、D攻撃による反撃ヒット時も必殺技を出すことが可能となる。
人物設定
その身に三輝神「スサノヲユニット」を宿した、古の六英雄のリーダー。
白い鎧に身を包んだ剣士。威圧的な体躯を誇り、顔にはのっぺらぼうの白い面を装着している。
暗黒大戦後、テルミの策略により獣兵衛と共に狭間に封印されかけたが、獣兵衛の機転によりテルミと共に狭間に封印された。80年の時を経て、ココノエの事象干渉によって現世へと蘇る。
その行動原理はただ「悪」を「滅」することのみ。現在は本来の2割程度の出力しか発揮できないものの、その状態でも他を圧倒する絶大な戦闘能力を見せ付ける。また、ハクメン自身には世界に災いをもたらす者が持つ「凶（マガト）」につながる線が見えており、この線を持つ者を「刈り取る」対象としている。
正体は過去へ落ちたジン。『CS』以降に登場する「ジン＝キサラギ」とは別のループのジンである。ゲーム中でハクメンとジンが同一人物であることを知っているのは、レイチェルとテルミ、ヴァルケンハインなど極少人数。同一人物であるため本来は同空間に存在できないが、『CS』以降は「確率事象」により、ジン＝キサラギとの邂逅が可能となっている。ハクメンには既にジン＝キサラギとしての個人の感情はほとんど残っていないが、現状は兄を黒き獣にしてしまったことへの贖罪や、ツバキを喪った後悔など、時折感情のようなものをのぞかせることがある。
全てに決着をつけ、世界を終わらせると誓ったが、ナインの一言により、無に回帰させようとしても何も変わらないという事実を知ってしまう。それでも、己の使命を果たし自らの正しき道を進むため、全員を敵に回しながらも戦い続けると決心する。
数多くの戦いを切り抜いたラグナを手合わせをするが、魂が弱くなっていた彼は勝つことも敵わなくなっていた。精神拘束（マインドイーター）によって暴走したニューをツバキから守り、止めを刺そうとしたところを刻殺しの刀（ヒヒイロカネ）でテルミに殺され、ユニットも奪われてしまう。後にジンとトリニティによって奪還され、二度と現世に現ることがないように、境界の中へと消えていった。ただし『CF』エピローグではツバキがスサノオユニットを着用しているが、このツバキがいつの時代の存在かは明らかになっていない。
他のキャラクター達と違ってギャグ要素が少なかったが、『CP』にて、「パクメン」というマスコットキャラクター化するギャグ要素が追加された。

ニュー・サーティーン「ν-No.13-」☆
声 - 近藤佳奈子 / Cristina Vee
『CT』アーケード版タイムリリースキャラクター。2009年1月下旬に解禁用のパスワードが公開された。『CP』一作目は稼働から遅れて11月28日よりタイムリリース。
キャラクター特性
体力は低いものの、遠距離攻撃によって相手の動きを抑制する。近距離攻撃も威力や移動距離ともに強力なものが多く、「相手から離れる」「相手を吹き飛ばす」という性質を持つものが多い。また、必殺技「グラビティシード」によって範囲内の相手の動きを実際に鈍くしてしまうことも可能。
『CT』と『CP』にのみプレイアブルキャラクターとして登場。二作の間に発表された『CS』においては登場しない代わりにコンバーチブルキャラクターとしてラムダが登場している他、ラムダのUnlimitedキャラクターはデフォルトカラーと表示名、顔グラフィックやボイスパターンがニュー専用のものになるギミックが存在する。
また、『CP』と「CP2」においては「CTのニュー」近い性能の「ルナフォルマ」と「CSのラムダ」に近い性能の「ディアフォルマ」のスタイルを使い分けるスタイルチェンジキャラクターだったが、『CPEX』でラムダが独立したキャラクターとして追加されたため、性能を分け合う形で撤廃された。
ドライブ能力「ソードサマナー」
相手の位置をサーチして発射位置を生成する飛び道具。これにより間合いを選ばずに相手の攻撃を封じることも可能になる。
オーバードライブ「アンリミテッドドライブ」
D攻撃で出現する剣の本数が増加し、ダメージが強力になる。
人物設定
統制機構カグツチ支部の「窯」より出現した少女。「ムラクモユニット」初の完成体。
過去のループのほとんどにおいて「黒き獣」と呼ばれる存在の片割れであり、アマテラスを破壊するための「神殺しの剣クサナギ」となるべくしてレリウスに造られた次元境界接触用素体No.13。No.11から始まる「サヤ」をベースとした三体の素体のなかでは最も能力が高いが、精神的には最も幼く不安定。頭髪と瞳から色素が欠乏しており、右眼を眼帯で覆っていることから視力がないものと推測される。一度は境界に落下するものの、後に「冥王の剣（イザナミノツルギ）」として自力で再生し、同位体のノエルから「真の蒼」を分け合うことで神殺しの力を得て、イザナミの傍に控えるようになる。
ノエルと同じく「サヤ」のクローンとして生まれ、妹の感情の残滓として兄を、ムラクモとして「蒼の魔導書」を欲しており、ラグナに対して病的な執着を抱いている。最初期はラグナに対してだけ感情を見せていたが、ストーリーが進むに連れて「個」が生まれ、ラグナ以外にも感情を見せるようになる。その性質は幼い子供そのもので、自分の邪魔をするものに対してはとりわけ強い憎悪を向け、近しい存在であるノエルとも最後までわかり合うことがなかった。

#### CONTINUUM SHIFT
ツバキ＝ヤヨイ「TSUBAKI YAYOI」
声 - 今井麻美 / Julie Ann Taylor
キャラクター特性
通常の火力は抑えめだが、基礎の機動力や手数などは全体的に高水準。ゲージ使用の必殺技にはガード不能などの性質を持つものが多い。技性能もオーソドックスなものが揃っており操作の難易度は低いものの、ゲージを溜めるための巧みな立ち回りが要求されるキャラクター。
『CP』においてのみ、ストーリーを反映してデフォルトのカラーが黒と紅を基調としたダークカラーに変更されている。
ドライブ能力「インストール」
特殊ゲージであるインストールゲージをチャージし、そのゲージを消費して各必殺技の強化版を発動する。ゲージのチャージ量は最大5本で、一度の強化必殺技の発動ごとに一本消費し、特定のディストーションドライブを発動した際には持っているゲージを全て消費する。
オーバードライブ「セカンドインストール」
発動中にインストールゲージが自動的に増加する。
人物設定
十二宗家「ヤヨイ家」の次期当主。憲兵部隊である第零師団「審判の羽根」に所属する統制機構衛士。初登場時の階級は中尉、『CP』からは少佐。
ノエルやマコトの親友で、また兄妹同然に育ったジンへ強い思慕を抱いている。名門ヤヨイ家に生まれ育ちながらも奢ったところはなく、誰とでも分け隔てなく気さくに接する心優しい性格で、しっかり者の皆のまとめ役として常に周囲への配慮を欠かさないため慕われている。しかし、真面目がすぎるゆえ頑固で融通がききづらいところもある。イザナミにより呪縛陣・マインドイーターにより意識を乗っ取られた『CP』のみは軍務に忠実なほか統制機構に反する者に容赦ない態度を辞さないダークヒロインのような性格になっている。
ジンや父親を変えてしまった戦争を強く厭い、世界には秩序が必要だと考え、統制機構の必要性を強く主張している。そのため汚れ役とも呼ばれる「審判の羽根」への所属も躊躇がない。嗜好として時代劇を好み、とりわけハクメンのファン。そのため実際に対面したときは「ハクメン様」と呼び、尊敬の念を向けている。
本編に出演する「ハクメン」がジンだった頃のループではノエルがイカルガ内戦時に死亡しているため、ツバキがジンの秘書官に着任している。

ハザマ「HAZAMA」☆
声 - 中村悠一 / Doug Erholtz
一部のキャラクターを除く、『CS』アーケードモードにおいてボスキャラクターとして最後に待ち受ける。
キャラクター特性
機動力や通常技のリーチが弱い反面、ドライブ能力を起点とした接近手段の豊富さと高い攻撃力・ゲージ回収率が強みとする。
ドライブ能「ウロボロス」
ダメージ判定のあるアンカーを射出し、食らいついた場所から様々な派生移動を行う。アンカー射出には専用のゲージを消費し、各シリーズごとにより仕様が異なる。
オーバードライブ「ヨルムンガンド」
ドライブ能力の強化に加え、ハザマを中心として緑色のリングが出現し、リング内に相手を捉えている間は体力を微量に吸収し続ける。これにより、拘束時間の長いコンボやディストーションドライブ演出中などに、数値として表示される以上のダメージを与えることができる。
人物設定
統制機構諜報部大尉。ハザマは本名ではなくコードネーム。武器はナイフと鎖型アークエネミー「ウロボロス」。
慇懃無礼で飄々としており、帝に特別視されているなど胡散臭いため周りから信用されていない。スパイラルシフトにも登場しており、そのフルネームが上記の名前になっている。
六英雄のひとり「ユウキ＝テルミ」の依代として、レリウスに製作された器であり、「碧の魔道書（ブレイブルー）」そのもの。テルミが離れている際にも自律して行動するため、固有の人格を持っているが、丁寧で卑屈な物腰とは裏腹に、テルミと非常に近似した残虐非道な本性を隠し持っている。
『CP』まではテルミと融合していたため、戦闘中では慇懃な口調のなかにテルミ本来の乱暴な口調が見え隠れするが、 『CF』ではテルミと分離させられたため、口調が乱れることはなく常にハザマ本人の口調のままである。また分離後、ハザマ自身から「個」が生まれ、テルミの思惑から外れた個人の「願望」を抱くようになる。

マコト＝ナナヤ「MAKOTO NANAYA」☆
声 - 磯村知美 / Cindy Robinson
『CS』家庭用の有料ダウンロードコンテンツとして初参戦。PS3/Xbox 360版ともに2010年8月5日解禁。以後アーケード版からデフォルトのプレイアブルキャラとなった。
キャラクター特性
リーチが短いが、端に追い込んだときの攻撃力とラッシュ力が強み。接近することで試合の流れを一気に掴むことが出来るラッシュ型のインファイター。
ドライブ能力「インパクト」
Dボタンをホールドすることで画面下部のゲージが自動上昇し、離した瞬間のゲージ量によって技の威力と性能が変化する。レベル1からレベル3が存在し、発動する技によってゲージの上昇速度が異なっている。またゲージが最大まで達すると減少し、0になるまでホールドしていると技自体がキャンセルされる。
オーバードライブ「G（ギャラクシアン）・インパクト」
ドライブが特殊な強化状態「レベルG」に固定される。これによりチャージの必要なく強力なコンボを繰り出すことができる。
人物設定
統制機構少尉。本人は統制機構が世界を文字通り支配していること、自在に世界を歪めていることに疑念を感じており、諜報官を務める傍ら、第七機関のココノエと内通していた。
ノエルとツバキの親友で、明るく元気な周囲のムードメーカー。あまり深く考えずに直感で行動してしまうクセがある。リス系の亜人種であることと高い能力の持ち主であるために周囲の嫉妬を買っていたが、ノエルとツバキによって救われた過去を持つ。友情に篤く、親友を傷つけるものに対しては容赦しない。
戦闘の際には露出度の高いコスチュームに着替え、十字型のトンファーを操ってのボクシングスタイルで戦う。『CP』以前はノエルの着ているもの同型の黒い軍用ポンチョを、『CP』ではジャケットを羽織っている。
『CT』では、家庭用ストーリーモードのNPCとして、ノエルの回想シーンに登場。後にノエルへの帰投命令を告げにカグツチへと訪れるが、そこで起きた諸々の事件から、統制機構を離れ、ノエル、テイガーと共に行動する事になった。
『CP』で、新コスチュームに変更。ノエルやジン、仲間達と共にツバキを救出する為に動く。
『CF』では皆で笑って暮らせる世界にするという願いを叶える為に戦うも、イザナミからノエルの存在のせいでマコトの願いは叶えられないノエルとマコトは必ず決別すると宣告される。Act3ではノエルを守るために戦い、ノエルを助けようとする他のキャラのAct3のツバキやイザヨイとは異なりノエルを殺そうとするイザヨイに「ノエルかツバキかなんて選べない三人で可能性を探したい」と止める為に戦うも、そこにレリウスが現れこの世界こそがその可能性を壊された結果だと、イザヨイに「ノエルの観る願望のせいで私達皆が犠牲になっている」とこの世界の真実を告げられるが、それでもマコトはノエルとツバキを助ける決意を固める。そしてレリウスからは「その魂が輝くことによって果たして可能性は生まれ得るのか見せてみろ」と期待を示される。

ヴァルケンハイン＝Ｒ＝ヘルシング「VALKENHAYN R. HELLSING」
声 - 清川元夢 / Doug Stone
『CS』家庭用の有料ダウンロードコンテンツとして初参戦。PS3版は2010年9月21日解禁。Xbox 360版はXBOX LIVEシステム上の不具合で遅れて2010年12月7日に配信される。以後アーケード版からデフォルトのプレイアブルキャラとなった。
キャラクター特性
固有のゲージを利用して狼の姿へ変身し、まったく異なる性能へと変化するスタイルチェンジキャラクター。人間状態はステップタイプで機動力が低く攻撃のリーチが長い。狼状態では高い機動力を得る代わりに防御行動を行うことができなくなる。
ドライブ能力「ヴェーア・ヴォルフ」
ボタンを押すことで人型と狼型に可変する。狼状態では防御をすることが出来ないが、他の追随を許さない機動性を得る。変身中は「ヴォルフゲージ」を消費し続け、残量がなくなると変身は解除されてしまうが、特定の攻撃を当てることで変身中にヴォルフゲージの回復を行うこともできる。
オーバードライブ「エンドロス・ヴォルフ」
狼状態中の必殺技やヴォルフゲージの回復が高速化する。
人物設定
背筋がピンと伸びた、燕尾服を着こなす老紳士。六英雄の一人で、「藍錆の俊狼」とも呼ばれている。先代の存命時からアルカード家の執事を務めている。様々な技術に長け、特に、彼の淹れる紅茶や茶菓子は、あのレイチェルですら絶賛する腕前。主に対して理想的な臣従ぶりを見せ、レイチェルに無礼を働く者には一切の容赦をしない。その為、常にレイチェルに無礼を働くラグナを嫌っており、レイチェルがラグナを気に掛けているのを全く理解出来ずにいる。
小説版では過去の姿が描かれ、現在よりもたくましい肉体とワイルドな風貌を持つ壮年男性の姿で登場する。レイチェルとクラヴィスの下知により人類の側につき、ハクメンたちと肩を並べて戦った。厳格で気難しい男だが、時に仲間を気遣う穏やかさを見せた。大戦後はレイチェルの元へ帰還したため、テルミの反逆を防ぐことができなかったどころか、暫くの後にその事実を知ることになった。
小説『ブラッドエッジエクスペリエンス』では、更に若い頃の姿で登場する。
『CF』で、ナインやイザナミから衝撃の事実を知った彼は、Act3で傍観の継承者候補として選ばれたアマネの殺害に向かう。
人狼であるために道具に頼らず「黒き獣」と戦うことが出来る。そのためナインと同様にアークエネミーを持たずに暗黒大戦の最終局面を戦い抜いた。

プラチナ＝ザ＝トリニティ「PLATINUM THE TRINITY」☆（Vol.1 DLCキャラクター）
声 - 悠木碧 / Alexis Tipton
アーケード版『CS2』より参戦し、家庭用『CS』においては2012年5月のタイトルアップデートとともに有料DLCとして配信された。Xbox 360版は2011年5月10日、PS3版はPlayStation Networkの不具合で2011年7月6日に配信。
キャラクター特性
ドライブ能力によって多彩な「マジカルウェポン」の付け替えを行って戦うキャラクター。高性能なウェポンの選択が命運を分けるトリッキーな性能。
ドライブ能力「マジカルシンフォニー」
ボタンを押すことで回数制の武器「マジカルウェポン」を装備し、以後はボタンを押すたびに回数を消費して「マジカルウェポン」での攻撃を行う。ウェポンの種類は『CS』は6種類、『CP』は7種類、『CF』は8種類で出現順はランダム。回数をゼロにするか必殺技「ミスティックモモ」を使うことで現在のウェポンを廃棄し、次のウェポンを装備可能になる。装備中に特定の必殺技をヒットさせると使用回数が回復する。
オーバードライブ「マジカルハートキャッチ」
発動中は装備しているマジカルウェポンの使用回数が無制限になる。
『CS2』で初登場し、PS3 / Xbox 360版『CS』の1.03のバージョンアップと共にダウンロードコンテンツとして登場。
人物設定
少女の「ルナ」と少年の「セナ」の二つの人格を宿した子供。ローブをすっぽりとかぶったフードの下には、ステレオタイプの魔法少女のような格好を隠している。目の瞳孔にあたる部分はハートの形状。アークエネミー「雷轟・無兆鈴」を持ち、そのなかには六英雄の一人にして第三の人格であるトリニティ＝グラスフィールの魂が宿っている。彼女の肉体である器はもともとトリニティが入る筈だったが、孤児であったルナとセナの肉体は魂を留めておくことができないくらいにボロボロだったため、二人の魂を移した。
獣兵衛に心酔しており、とても嫉妬深く、馴れ馴れしく獣兵衛に接するものには敵意を向ける。イカルガ内戦の戦地であるイブキドでなにかを守護していたようだが、獣兵衛の要請によってカグツチへ訪れる。ルナは勝気かつ口が悪く「案ずるより産むがやすし」タイプの性格で、獣兵衛の弟子であるラグナを敵視している。またセナは間延びした口調が特徴的な「石橋は叩いて渡る」タイプの性格で、常にルナをなだめ、ラグナを敵視してはいないがマイペースに毒を吐く一面がある。
『CP』のストーリーモード終盤で彼女の中からトリニティがいなくなり、『CF』では、プレイアブルキャラクターの中で魂が一番弱い存在であり、エンブリオの境界内ではアマネなど一部の人間しか存在が認識されず、消滅の危機に瀕している。その運命に抗い、自分を認識し続けて存在を保つと同時に、再び獣兵衛と一緒に居続ける為に戦うのだが、彼女達は「いつから獣兵衛と共にいたのか」という疑問に対して困惑を見せる。しかし、後に出会ったジンによる秩序の力により、自己認識能力が正常化し、無兆鈴で具現化させた「トリニティ＝グラスフィール」に無事接触。大いなる脅威に対抗するため、無兆鈴の最後の力で刻殺しの刀ヒヒイロカネの錬成に成功、後の事をラグナ達に託した。

ミュー・テュエルブ「μ-No.12-」
声 - 近藤佳奈子 / Cristina Valenzuela
家庭用『CS』から追加され、ストーリーモードのエンディングを見ることで解禁される追加キャラクター。ストーリーモードをプレイしないプレイヤーのために解禁用のパッチが有料DLCとして販売されていた。
キャラクター特性
発生保証や接近拒否の手段に恵まれ、遠距離からの封殺を得意とする設置型シューティングキャラクター。
ドライブ能力「シュタインズガンナー」
レーザーを射出するアイコン型砲台を設置する。砲台は時間差でレーザーを射出し、また特定の必殺技に反応してミューの使用したレーザーの反射や自爆、レーザーの一斉掃射などの動作を行う。設置可能台数は四機まで。砲台は一度使用すると消滅する。
オーバードライブ「シュタインズゲイザー」
ドライブ攻撃が強化され、砲台の性能が強化される。
人物設定
カミゴロシノツルギクサナギ（神殺しの剣クサナギ）。ノエルが次元境界接触用素体として覚醒した彼女の真の姿。コスチュームもノエル以上に露出度が高い（特に腰部が顕著）。
世界のすべてに絶望し、自分以外に対して非常に攻撃的な人格に変貌してしまっている。しかしラグナの機転によって解放された後、レイチェルの手ほどきにより以降はノエルとしての人格と正気を保ったまま、ミューに変身することができるようになった。そのため『CS』では趣味や嫌いな物などが物騒な内容であったが、『CP』以降にてほとんどのプロフィールがノエルと統一された。
『CF』では、カグツチで目を覚ました彼女を「世界の敵」として、かつての仲間達が次々と襲ってくる。彼女はその真意を確かめるため、再び行動を開始する。また、自分自身の無実を証明し、自分の正体を知るためにノエルを探すことに。そして彼女が、"原初の創造者"（ジ・オリジン）という事実をイザナミから知ることになる。
後にラグナと接触、もう一度ノエルとの認識を行い融合、分離された記憶や力も全てノエルの元に戻っていった。切り離した理由は、暴走化したラグナの中で蒼へと通ずる門を認識してしまった事が原因だった。
なお、人格と正気はノエルとしての状態のままな為、『CP』時代でのノエルの意識からの視点となっている。

レリウス＝クローバー「RELIUS CLOVER」
声 - 諏訪部順一 / Travis Willingham
アーケード版『CSEX』追加キャラクター。
キャラクター特性
人形を伴って同時攻撃を仕掛けるテクニカルキャラクター。息子であるカルルと似て非なる能力の持ち主。
ドライブ能力「デトネーター」
自分を追従する一体の人形「イグニス」を召喚し、召喚中はレバーとドライブボタンの操作によって攻撃させる。カルルのオートマトンと相似しているが、操作した瞬間に動作を行うため用途は大きく異なる。カルルと同じくイグニス自身に耐久力が設定されており、相手の攻撃を受けることで耐久力がゼロになると一定時間操作不能になる。
オーバードライブ「マキシムダンス」
イグニスの攻撃、ゲージの回復量が高速化する。
人物設定
「狂気の人形師」の異名を持つ目元を仮面で隠した紳士。カルルとエイダの実の父親。統制機構技術大佐。
常に穏和な表情と落ち着き払った言動なものの、どことなく不気味な雰囲気を漂わせている。ハザマでさえ持て余すほどの真性のマッドサイエンティストで、肉親を実験材料にするのにいささかの躊躇も抱かない。100年前の暗黒大戦直前の時代にも存在し、十聖の頂点「ザ・ワン」の異名を戴いていた。技術屋ではあるがカグラをして「恐ろしく強い」と言わしめる戦闘力の持ち主。シュウイチロウやテルミとともに窯の実験を行い、黒き獣が出現した際に窯に落下して現代の時間軸にタイムトリップしている。
主目的は判明していないが、基本的に「観測」というアプローチで研究を行っており、自らの妻イグニスを改造した波導兵器（デトネーター）もそのために必要なファクターであるという。馴れ合いを否定し、「孤高であること」を強き魂の条件と考えている。アマテラスの夢に縛られた世界を、進化の停滞した予定調和の世界とみなし、自らがマスターユニットに成り代わり自由な進化を遂げる世界を「観測」しようとした。しかし物語終盤、目的は果たしたとばかりにイグニスと共に境界へ身を投げ、舞台から姿を消す。
小説『ブラッドエッジエクスペリエンス』では若かりし日の姿で登場。『CF』でもナオトと顔なじみであり、世界観の連続性の描写がなされている。

ラムダ・イレブン「Λ-No.11-」
声 - 近藤佳奈子 / Cristina Valenzuela
キャラクター特性
ニューと同様、近距離と遠距離を使い分けるテクニカルキャラクター。『CS』で初登場した際にはニューのコンバーチブルキャラクターだったが、『CPEX』以降は独立した性能を持つ。ニューと相似したドライブや技構成だが、より突進や近距離での戦闘に重きを置いた設計になっている。
ドライブ能力「ソードサマナー改」
空間に剣を射出して攻撃する。
オーバードライブ「エリュシオン」
D攻撃の剣が巨大化し、威力がアップする。
人物設定
ココノエによって生み出された「ムラクモユニット」の模造品。サヤのクローン。イカルガ内戦でテイガーが回収した第11素体を器とし、境界に落ちて消滅したはずのニューの魂が宿されている。また、対テルミ用の切り札として「イデア機関」という機関が搭載されている。金髪だが、サヤやノエルと違い、ニューと同じ赤い瞳。
「失敗作」であるため過酷な実験に使われ続け、廃棄処分を受けたところをココノエに回収された。ココノエの再起動実験にて凄惨な記憶や怒り・憎悪に支配されており、即暴走の危険性があった為、止むを得ず、その感情の一切をココノエによって消去されており、基本的にココノエの命令にしか反応を示さない。しかしストーリーを経るうちに少しずつ自由意志を芽生えさせ始める。性格としては感情が無い為、ノエルやニューの二人の妹とは違って大人しく、口数が多いほうではないが主張することははっきり頑固に主張するタイプ。また料理が得意で、万人に「美味しい」といわれるものを作ることができる。カグラの見立てでは同じクローンである筈のノエルとは比較にならない。

#### CHRONOPHANTASMA
アマネ＝ニシキ「AMANE NISHIKI」
声 - 石田彰
キャラクター特性
近距離と遠距離に強力な攻撃を持ち、中間距離での戦いを不得手とするキャラクター。移動速度は遅いが、攻撃のリーチが長く、ドライブ能力の特殊性も相俟って相手の射程距離以外からの攻撃および制圧を得意とする。
ドライブ能力「珠波衣羅盧（スパイラル）」
布を変形させて攻撃する。ヒットさせるよりもガードの上から高いダメージを与える強力な削り性能を誇る。使うたびに上昇し、使わずにいると減少していく特殊なスパイラルゲージが実装されており、ゲージの量が多ければ多いほど性能が強化されるが、一定値以上になるとオーバーヒートを起こしてしまう。
オーバードライブ「砕躯龍（サイクロン）」
D攻撃の珠波衣羅盧ゲージが最大レベル3に収束される。
人物設定
派手な着物を身に纏う、歌舞伎の女形のような姿をした青年。レイチェルらからは「舞神（ウズメ）」と呼ばれる。べらんめぇ口調で喋り、戦災孤児である劇団員を保護・養育したりと、美しい容姿に似合わず男らしい人格者。美少年の咎追いことカルル＝クローバーを自身の一座へスカウトすべく奔走する。自らの舞に誇りを持ち、強者と戦う武（＝舞）を突き詰めるために戦場へ躍り出る傾奇者。
キャラクター設定やドリル攻撃やドライブ能力、アストラルヒートなどは、主人公ラグナ＝ザ＝ブラッドエッジ役を務める声・杉田智和のアイディアがベースとなっている。
バレット曰く｢10年前から姿が変わっていない｣と言わしめ、レイチェルの深紅の魔眼（スレイブ・レッド）が通用せず、若得命華「業破抱擁」で敵を若返らせる技(正確には、アマネ自身が敵をカワイイと思える姿へと変える)を持っていたりと、非常に謎が多い。
その正体はレイチェルと同様、観測者及び傍観者の一人で、レイチェルがタカマガハラを抜けた後の後継者。世界の破壊を防ぐため、ノエルやツバキの力を利用し、天の井戸（ネメシス・ホライゾン）の開放を行おうとする。その対策として神の代わりも用意しているという。彼は神の世界にいる門番"エンブリオストレージ"の存在も知っている。

バレット「BULLET」
声 - 行成とあ / Erin Fitzgerald
キャラクター特性
細身の肉体に似合わず打撃投げを主軸に技が構成されている投げキャラクター。特定の行動を行うと「ヒートアップ」状態になり性能が向上する。ツバキと同じく操作難易度は低く、接近時に高い爆発力を誇る。しかし本体の機動性は決して高くなく、接近するための便利な手段を持たない為近付くのに工夫がいる。
ドライブ能力「ロックオン」
自分の周囲に展開した紋章の中にいる相手に接近し投げ飛ばす。
オーバードライブ「ヒート・ザ・ビート」
常にヒートアップ状態になり多段ヒットしやすくなる。
人物設定
幼い頃から傭兵として各地を転々としていた女兵士。腕に装着した炎を吹き出す金色の大型手甲を武器に戦う。かつては第七機関に雇われの身だったが、自分が所属していた部隊が謎の全滅を遂げたことを突き止め、事の真相を確かめるべくココノエを探し求める。銀髪のショートカットと褐色の肌、顔の一文字型の傷が特徴的。一見さばけた男性的な言動をするものの、根は非常に生真面目で愚直な性格だが、戦争ばかりしていたため世間知らず。また戦場で生まれ育ったため何事も戦いに結びつけてしまう癖があり、少々天然ボケの気がある。テイガーにかつての仲間の面影を見ているようだが、その二人の関係性は不明。BBCPEXのバレット編で、テイガーと共に、ココノエの元で傭兵として働いている。
『CF』においては2199年の時点でココノエの傭兵であり、テイガーとともにカグツチの調査へ向かうが、記憶違いによる異変に気付き始め、更には衝撃の真実をナインやイザナミから知ることになる。
そして、テイガーが部下であるバレット本人に何を背負わせたくなかったのかを考えてゆくと同時に、ココノエの計画に協力することに。

アズラエル「AZRAEL」☆
声 - 安元洋貴 / D.C. Douglas
キャラクター特性
動きは鈍重だが強力な当たり判定を持つ攻撃を振り回すハクメンに似たパワーファイター。攻めに特化した技構成になっている。リボルバーアクションは非常に少ないものの、いわゆる目押し入力で通常技をコンボさせることは可能。
ドライブ能力「ザ・テラー」
ドライブ攻撃をヒットさせることで相手に二種類の「弱点」アイコンを付与する。赤いアイコンと黄のアイコンがあり、同時に付与することも可能。「弱点」が付与されている相手に対して技の性能が強化される。一定時間経過で解除。
オーバードライブ「マインドコロッセオ」
通常はコンボ終了時に付与される弱点が、コンボ中に付与されるようになる。またガードの上からでも弱点を付与することが可能になる。
人物設定
第七機関の牢獄に封印されている大罪人にして雇われ者の傭兵。戦闘になると敵も味方もなく暴れまわる危険人物で、数々の異名を持ち、ジンやバングもその悪評を聞いていた。第七機関の『委員会』に蒼の魔導書の回収を依頼され限定的に釈放されるが、本人はあくまで強者を追い求めてイカルガをさまよう。粗暴で残虐な男だが決して馬鹿ではなく、冷静に物事を考えて凶行に至る人格破綻者である。怪物的な実力のため全力で戦ったら相手を一瞬で撃破してしまうことにより満足な戦いができないという理由で、自らにタトゥー型のリミッター「暴虐呪（エンチャントドラグノフ）」をかけている。その実力には「暴虐呪（エンチャントドラグノフ）」によって段階的に制限がかけられ、レベル2解除の時点で蒼の魔導書を解放したラグナと互角に戦うことができ、更に上の段階のレベル3が存在している。本編ストーリーでは、闘技場にてラグナやカグラに優勢たる攻撃を用いるが、ココノエが罠として用意した転移装置により、次元の狭間に迷い込んでしまった。
『CF』において、自らの力で次元牢から脱し、エンブリオにも自分の意思で入り込んできたことが明かされる。ジン等一部を除き記憶を改変させられた他のキャラクターとは異なり、『CP』以前からの記憶改変の影響は受けていない。「神」と因縁があることを仄めかし、決着をつけるために狂気と暴力のまま行動。イザナミと契約を交わし、世界に存在している全ての神を喰らうため、テルミに蒼へと繋がる扉の在り処を問いただす。しかし、ストーリーモード終盤ではイザナミを倒し「滅日」を阻止するべく再度エンブリオへ侵入したカグラとジンを迎撃するが、圧倒たる力をもってしてもカグラに力の扱い方を唆され、最終的にジンによって永久に凍結された。

イザヨイ「IZAYOI」☆（Vol.4 DLCキャラクター）
声 - 今井麻美 / Julie Ann Taylor
アーケード版『CP』において2012年12月12日より解禁されたタイムリリースキャラクター。
キャラクター特性
ツバキと同一人物だが、ノエルに対するμ-12と同じように別性能の裏キャラクターという扱いである。増幅陣モード時は、機動力が格段に上昇し、一気にコンボを決めることが可能とするスタイルチェンジキャラクター。
ドライブ能力「スカーレットジャスティス」
増幅陣（ゲインアート）モードに切り替える。通常モード時に溜めた「零識ゲージ」を増幅陣モードで使用し強力な技を扱う。
オーバードライブ「フリーダムジャスティス」
零式ゲージが自動的に増加する。
人物設定
ツバキが「封印兵装・十六夜」の真の姿「零識・イザヨイ」を纏う姿。コスチュームは一転して露出度が上がり、ボディラインを強調するようなものになっている。ダークヒロインの言葉を漂わせた『CP』のツバキとは対照的に、自らの意思でイザナミの洗脳を払拭させた後は、セリフの大部分が正統派ヒロインを強調したようなものに変化している。
主兵装としている槍に「不死者殺し（イモータルブレイカー）」という、「不死者に対して絶対の死を与える」特性があり、世界の理から外れた存在である「刻の幻影（クロノファンタズマ）」の天敵ともいえる存在。逆に「秩序の力」を持つセリカやジンに対してはその特性がまったく通じないという欠点を持つ。

カグラ＝ムツキ「KAGURA MUTSUKI」
声 - 藤原啓治、浪川大輔（BBDW以降） / Grant George
家庭用『CP』から追加され、ストーリーモードのエンディングを見ることで解禁される追加キャラクター。ストーリーモードをプレイしないプレイヤーのために解禁用のパッチが有料DLCとして販売されていた。
キャラクター特性
必殺技は溜め技とシンプルな構成だが、三種類の構えから多彩な攻撃を繰り出すドライブ能力を併せ持つ。ランタイプのダッシュを持ちながらも機動力は低いものの、巨大な剣を振り回したリーチがそれを補う。
ドライブ能力「ブラックゲイル」
ドライブボタンを押した瞬間に構えを取り、構え中にA、B、Cそれぞれのボタンを押すことで技を派生繰り出す（Dボタンで構えを解除する）。構えはニュートラル状態のD、レバー前入力＋D、レバー下入力＋Dの三種類で、派生技がヒットかガードされると異なった構えでキャンセルが可能となる。これにより構えからの三連撃を行うことが可能だが、一度のコンボで同じ構えを取ることは出来ない。
オーバードライブ「ヴィエメンスエッジ」
構えキャンセルの回数に上限が無くなる。これによって異なる構えの派生技を経由することで、一度のコンボ中に同じ構えからの派生技を繰り出すことができるようになる。
人物設定
統制機構大佐にして最高司令官を務める、十二宗家筆頭ムツキ家の当主である男。最も帝に近い存在でありながら帝への反逆を目論見、第七機関のココノエと結託してクーデターを企てていた。政治にも武力にも秀でた傑物で、漆黒の大剣を操る姿を「黒騎士カグラ」、「黒い疾風（ブラックゲイル）」と呼ばれ恐れられている。身体能力こそアズラエルに劣るものの、練り上げた武術で互角以上に切り結ぶことができる達人中の達人。
かなりの女好きであり酒好き。秘書で部下のヒビキにいつも説教されているが、反省している様子はない。飄々とした適当な振る舞いに反面、自分の高い能力と伊達っぷりを自覚している食えない男。清濁併せ飲むことを知る達観した人格は、時として不安定なラグナやジンさえも導いてしまうほどの大器を見せる。
イカルガ連邦の亡き盟主・テンジョウに師事していた過去があり、バングとは兄弟弟子の間柄にある。イカルガ内戦中に天上からバングにアークエネミー「鳳翼・烈天上」が託されたのに対し、カグラには天上の実子であるホムラと「イカルガ内戦の真実」が託され、ホムラの身を護る為にイカルガ内戦中に戦線を離脱している。

ユウキ＝テルミ「YŪKI TERUMI」
声 - 中村悠一 / Doug Erholtz
『CP』家庭用のダウンロードコンテンツとして初参戦。初回購入特典のプロダクトコードで無料で入手・使用可能で、それ以外のロットの場合は2013年11月7日に有料DLCとして配信された。以後アーケード版からデフォルトのプレイアブルキャラとなった。
キャラクター特性
便宜上はハザマと同一人物だが、μ-12やイザヨイのような裏キャラクター。全キャラ中最多のディストーションドライブを持つ。中にはゲージを100％消費するものや、現在のゲージ残量が威力に反映するものなど豊富な効果のものもある。ヒートゲージを使った立ち回りも他キャラクターより多くこなせる特異なキャラクター。
ドライブ能力「フォースイーター」
高いヒートゲージ増加量を持つ攻撃を発動させる。ラグナの「ソウルイーター」と違って相手のヒートゲージを吸収することはないが、相手に被ダメージによるゲージ増加が起こらず、一方的に自分のヒートゲージを増加させることができる。
オーバードライブ「ナイトメアリーパー」
ヒット、ガードに関わらずD攻撃で相手のヒートゲージを減少させることができるようになる他、自分のヒートゲージ増加量も増加し、効果中はディストーションドライブ同士でキャンセルすることが可能となる。
人物設定
六英雄の一人。あまたの肉体を渡り歩く幽霊や精神体のような存在。
物語開始前にタカマガハラによって封印から解き放たれた最低の悪霊。作中内における数多くの悪夢の元凶で、ラグナを始めほとんどのキャラクターからの殺意や憎悪を一身に集めている。ラグナたち兄妹を悲劇に陥れた張本人であり、黒き獣出現の原因である「蒼の魔道書」および「碧の魔道書」の制作者。チンピラと言って差し支えない粗暴な態度に反して非常に狡猾で頭が切れるうえ、精神体という存在のため滅ぼすことが困難であり、更に「碧の魔道書」によって高められた戦闘能力は六英雄の名に恥じない。
暗黒大戦時代において、黒き獣復活に際して肉体を失ってしまったために、レリウスの計らいでイシャナ島に潜伏させていた自分の肉体カズマ＝クヴァルに紆余曲折を得て憑依・融合。ヴァルケンハインに捕縛されるものの、黒き獣を打倒せんとするナインらに解放され、六英雄の一角として戦うことになる。そのさなかにも「滅日」のために暗躍をし続け、終戦後にナインとトリニティを殺害、獣兵衛とハクメンも手にかけようとしたが、獣兵衛の機転によってハクメンもろとも境界に封印された。
その正体は三輝神・スサノオユニットそのもの。この世界の神の一角。スサノオユニットに突如生まれた意思であり、束縛を嫌って肉体を捨てたことで精神体となった。「自分は自分だけのもの」という確たる願望を持ち、自分をユニットに縛り付けていたアマテラスに対して強い憎しみを抱いている。

ココノエ＝マーキュリー「KOKONOE MERCURY」
声 - 松浦チエ / Julie Ann Taylor
『CP』家庭用の有料ダウンロードコンテンツとして初参戦。PS3/Xbox 360版ともに2013年11月7日に配信。以後アーケード版からデフォルトのプレイアブルキャラとなった。
キャラクター特性
誘導性能や設置道具を利用して一気に追い詰めていく、特殊キャラクター。移動技やガード不能なディストーションドライブなど、持っている技も特異なものが多い。
ドライブ能力「グラヴィトン」
重力発生装置を画面に設置し、相手を引き寄せる「グラヴィトン」、相手を大きく引き離す「アクティベイト」の二種の動作を行わせることができる。
オーバードライブ「グラヴィトンレイジ」
グラヴィトンの影響力が強化される。
人物設定
第七機関に所属する女科学者で、自他共に認めるマッドサイエンティスト。ラグナより前に認定を受けていた「史上初のSS級賞金首」でもある。『最強の戦闘生物』獣兵衛と『最強の魔法使い』ナインの間に生まれた猫の半獣人であるため、見た目よりも長寿。睡眠すら惜しんで研究を続けており、体力維持のため特殊なキャンディを常になめている。
テイガーの制作者で、ライチとアラクネの師。機関の鼻つまみ者として浮ついているものの、誰もが認めるほど図抜けた頭脳を持ち、「傍観者」以外で初めて世界がループしていることにも気付いていた。科学という手段でもって、母の仇であるテルミを完全消滅させようと日夜研究に明け暮れ、ある結論に達しそれを確かめる為に前線へ赴く。本気で戦えば誰の追随も許さない戦闘力を持つが、本人は魔術や武術を封印、科学兵器での戦いに拘泥している。
常にけだるそうで不機嫌、無愛想。冷静かつ冷徹だが、痛いところを突かれると激昂する激情家の一面もある。表には出さないものの身内と呼べる存在には甘く、道具として復活させたラムダにも親の情のような感情を持っていることが描写されている。
なお、ディストーションドライブの一つにメカテイガーを召喚する事が出来るが、アイアン＝テイガー/TR-0009とはまったくの別物。

セリカ＝A＝マーキュリー「CELICA A. MERCURY」☆（第2シーズン DLCキャラクター）
声 - 野水伊織 / Carrie Savage
アーケード版『CPEX』追加キャラクター。
キャラクター特性
自動人形「ミネルヴァ」と同時に戦うキャラクター。同様の人形操作を行うレリウスやカルルとは違い自律操作は行わず、レイチェルのような「セリカの代わりにミネルヴァが戦う」という仕様のため、他の人形操作キャラよりも操作難度は格段に低い。また、吸収ではない体力回復技を持つ唯一のキャラクター。『CF』以降では受けたダメージを「リカバリーキャパ」に変換し、技性能の強化およびライフの回復を行うこともできるようになった。
ドライブ能力「ミネルヴァ」
自動人形との連続攻撃を最大3回まで行なった後に自身の体力を回復する。
オーバードライブ「リジェライト」
体力が自動増加するようになる。『CF』以降ではリカバリーキャパも上昇する。
人物設定
黒き獣の亡骸を封じる地に建つ教会を管理するシスター。六英雄の一人ナインの妹で、幼少期のラグナ、ジン、サヤの面倒を見ていた人物。
先天的に「魔素」を抑制する「秩序の力」をその身に宿している。その秩序の力が『抗体』としての能力を持ち、無自覚に近くに存在する魔素の活動を完全に停止させることができる。それゆえラグナやハザマは彼女に対して非常に不利を強いられることとなり、その能力が大戦中の黒き獣討伐の決定的な要因となった。
小説版のヒロインともいえるべき存在。穏やかで諍いを嫌う優しさと、決してゆるぐことのない芯の強さを持つ少女。戦う力はないものの癒しの能力を活かして戦線に参加した。六英雄とともに、姉の作ったニルヴァーナに護られながら大戦を生き抜き、以後は黒き獣の亡骸を封じた地の教会を管理する役を追う。ラグナとの再開を夢見、それは想像とは別の形で叶うことになった。老年時代、厳しくも優しい女性に育った彼女はテルミの襲撃からラグナら兄弟を守るために身を呈し、その生涯を終える。最期の時まで彼らのことを案じ続けていた。
誰にでも優しく、常に前向きに物事を考えるボジティブな性格。致命的な方向音痴であり、数百メートル先の目的地にたどり着くのに数時間かかることも多い。
『CP』では、ココノエによって過去から複製された存在として本編時間軸に関わってくる。魔素の濃い現代時間軸では肉体への負荷が多く無茶は出来ないものの、治癒の魔法と方向音痴ぶりは健在。さらに、治癒魔法を利用したディストーションドライブが初めて追加された。しかし、その代わり半年という短い時間しか生きられない為、長時間にわたる活動は難しい。
『CF』ではラグナを探す為ミネルヴァと行動する。その時ナインはマスターユニット・アマテラスに反抗しているが、セリカは「皆を守りたい」という願望を望むと自ら言う。そして、姉が世界を破壊しようとしている真実を"蒼の欠片"から知る。しかしそれでも大切な人達を守るため、彼女は姉やイザナミの目的を阻止すると誓う。
『エクスブレイズ：ロストメモリーズ』のヒロイン「いもうと」と相似した容姿をしており、ボイスキャストも同一の野水伊織が演じているものの、両者がどういった関係にあるかは伏せられている。

#### CENTRALFICTION
ヒビキ＝コハク「HIBIKI KOHAKU」
声 - 市来光弘
キャラクター特性
分身を駆使してトリッキーに攻めるテクニカルタイプ、双剣が武器の高起動力キャラクター。すべてのC攻撃が連続入力対応になっているのも特徴。
ドライブ能力「ダブルチェイス」
自分の立ち位置から分身を放つ、および分身をその場に残して相手に攻撃を行う撹乱攻撃。発動した瞬間にどちらが分身か見極めることは不可能。
オーバードライブ「シュバルツレイス」
D攻撃が高速化し、技の終わり際まで分身が消失しなくなる。
人物設定
統制機構大佐にして最高司令官を務める、カグラ＝ムツキ秘書。階級は大尉。優秀な補佐官で、カグラに対しても物怖じしない。『CP』ではカグラの謀反計画のため、各十二宗家との交渉に回っていた。しかし、知られざるもうひとつの顔、暗殺者として行動していた。正体はムツキ家の分家であり、暗殺を生業とし歴史の表には出ないコハク家の者。十二宗家筆頭「ムツキ家」の分家「コハク家」に生を受け、生まれながらにして「ムツキ家の当主に仕える」事を定められていた。最初は抵抗があったが、「カグラ＝ムツキ」に出会った事から、その運命を受け入れ、カグラに仕えるようになる。
生真面目で神経質。「望みも無い空っぽの存在」自ら呼称。好みである女と酒にだらしないカグラに対し、厳しく物を言いながらも、秘書官としての立ち位置を崩す事はない。

ナオト＝クロガネ / 黒鉄ナオト「NAOTO KUROGANE」☆（第2シーズン Vol.7 DLCキャラクター）
声 - 島﨑信長 / Billy Kametz
キャラクター特性
高い機動力と、溜めることによってリーチの伸びるドライブ能力を持つスタンダードなキャラクター。打点の高い攻撃を避ける必殺技に加え、ダッシュ動作中に技を繰り出すことで性能が強化される「エンハンサー」という独自仕様を持つ。
ドライブ能力「ブラッドエッジ」
血で作り出した武器で攻撃する。ボタンを押しっぱなしにすることで溜め撃ちが可能で、リーチの強化やガードブレイク効果の付与などの恩恵を得ることができる。
オーバードライブ「ブラッドリパルサー」
ブラッドエッジとエンハンサーの性能が強化される。また発動中は栗色の髪がラグナと同様の白髪に変化する。Act3配信Ver.では、目の色が栗色から赤に変化するようになった。
人物設定
本作セントラルフィクションの物語において重要視される異邦人（エトランジェ）。
小説『ブラッドエッジエクスペリエンス』の主人公。両親を亡くしマンションで一人暮らしをする高校生。基本的には平凡な男子高校生だが、人の生命力を数値化して「視る」ことができる「狩人の眼」を右目に宿し、血液を武器に戦うドライブ「ブラッドエッジ」の持ち主である。「異世界からの来訪者」として見知らぬ土地カグツチで目を覚まし、右も左もわからないまま、「金髪で、色白で、ウサギみたいな大きなリボンをした少女」を探すしている。エンブリオストレージに抹殺対象として命を狙われるが、ラケルから「この世界の"可能性"を、そして『私達』の世界を救え」と命令を押し付けられる。蒼を巡る戦いに巻き込まれていくうちに、自分の持つ本当の"可能性"に気づいていく。
ラグナと同様、大雑把な性格。「狩人の眼」という特殊な力を有しているために苦労も多く、基本的に平穏で平凡な暮らしを望んでいる。だが正義感に厚く、困っている人を放っておけないため、つい余計なトラブルに自ら突っ込んでいってしまう。行動力はあるが、動いてから考えるタイプ。紅茶にはちょっとうるさい。趣味は猫を愛でることで、目薬が彼の悩み。
ナオトの世界は"可能性"が潰れてしまったせいで消滅してしまったので、元の世界に帰ることはできない。ラケルの手によって、本編の世界に存在しているが、時が来れば消滅してしまう恐れがある。ストーリーモード終盤にてラグナ達とは別にマコトと共にエンブリオに侵入した際は、ハザマの挑発行為によって暴走したラグナを止めた後に消滅。しかしラグナが新たなる"可能性"となった事により、元の世界に戻りラケルとの再会を果たした。

ナイン＝ザ＝ファントム / コノエ＝A＝マーキュリー「NINE THE PHANTOM / KONOE A. MERCURY」☆（Vol.6 DLCキャラクター）
声 - 藤村歩、田中理恵（CTB ver.2以降） / Amanda C. Miller
アーケード版『CF』第一弾タイムリリースキャラクター。2015年12月3日に解禁。「ACT1」アーケードモードにおいてボスキャラクターとして最後に待ち受ける。
キャラクター特性
ドライブ能力を持たない代わりに、多くの「魔法」を操ることができる上級者向けのキャラクター。機動力は低いものの、非常に高い火力を持っている。
ドライブ能力「-」
ドライブ能力を持たず、アクティブスロットに錬成された魔法をドライブボタンで発動させることができる。それぞれAからCボタンに水、風、炎の属性が割り振られており、使用した順番に三つまでアクティブスロット内に蓄積され、属性の順番と組み合わせ、ドライブボタンとレバーの組み合わせによって20種類の魔法を使い分けることができる。この魔法は「エクスプロード」と総称される。
オーバードライブ「バニングレッド」
発動中は攻撃が空振りしてもアクティブスロットの錬成を行うことができる。
人物設定
六英雄の一人、「紅蓮の魔女」。アークエネミーを発明した暗黒大戦終結の立役者。
かつて存在していた魔道協会にて「十聖」の第九席（ナイン）の名を与えられた天才。スタイルの良い美女だが、性格は激しく容赦ない傍若無人。怜悧かつ聡明で、才覚に裏付けされた自信による堂々とした佇まいをしている。妹のセリカに少々過保護なところがあり、彼女をかどわかす者には容赦はしない。アークエネミーの開発者であり、ムラクモユニットの開発にも携わる。
小説版ではほぼ全シリーズで主役を演ずる。魔道協会の十聖として、それ以上に大逆人の娘として状況の打破を決意。穏やかな気性のセリカとはたびたび反発するものの、なによりも彼女を思い、事態の収束に尽力した。しかしその裏で、決して綺麗事だけで解決できぬゆえの非道な手段を選ばざるを得ず、周囲への秘密を増やしていくこととなった。大戦の功労者だが、終結後すぐに強制拘束を解かれたテルミによってトリニティもろとも境界に落とされてしまう。
内実は暗黒大戦の後に世界の「真実」にたどり着いており、世界そのものを憎むようになる。家族を愛する気持ちはそのままに、新たな神として十一基目のアークエネミー「骸葬・レクイエム」を開発し、冥王イザナミに付き従うファントムという存在としてマスターユニット破壊を目論む。
『エクスブレイズ：ロストメモリーズ』の主人公「わたし」と相似した容姿をしており、ボイスキャストも同一の藤村歩が演じているものの、両者がどういった関係にあるかは伏せられている。

冥王・イザナミ「IZANAMI」
声 - 近藤佳奈子（CS～CS2）、ゆかな（CSEX以降） / Kate Higgins
アーケード版『CF』第二弾タイムリリースキャラクター。2016年1月28日に解禁。「ACT2」アーケードモードにおいてボスキャラクターとして最後に待ち受る。
キャラクター特性
ドライブによって二つの能力を切り替え、二段ジャンプの代わりに「空中で地上と同様の行動を行う」といった特殊能力「浮遊」を持つキャラクター。また相手の動きを完全に制止させるディストーションドライブを持つ。
ドライブ能力「沙麟（エクソダスアーク）」
防御行動を取れなくなる代わりに、背中に背負った「ヤサカニノ禍魂」を展開して射出することが可能になる。
オーバードライブ「絶界（アークフォース）」
通常の本体性能に加え、「ヤサカニノ禍魂」を射出することが可能になる。また、時間停止効果が通常より長くなる。
人物設定
統制機構の先帝にして、生きとし生けるもの全てに、等しく「死」を与えるため降臨した冥王。「サヤ」の身体を依り代とし、No.10以降の次元境界接触用素体シリーズの雛型にもなっている。イカルガ内戦中に即位し、『CP』終盤でホムラを後帝に任命して退位した。四肢のデザインに球体関節のようなものが見えるが、依代となる際にハザマの行いによって肉体に負担がかかっているため、レリウスによって補綴されているという経緯が存在している。
ラグナとジンの実妹サヤの肉体を依り代にしており、年若い少女の外見と裏腹に古めかしく尊大な口調で喋る。ノエルら素体と違い紫色の頭髪と、全身を覆う装束という出で立ち。戦闘の際には装束の下に纏う巫女のような紅白揃えの露出度の高い姿を見せる。唯我独尊な性格で、他者をからかうような意味深な物言いをすることも多い。肉体であるサヤの意識が混ざっているためか、ラグナに対しては執着と嗜虐心を向けている。
代々帝という存在はごく限られた者しか謁見を許されず、十二宗家にもその姿を知る者はほとんどいない。その帝の性質を利用し、イカルガ内戦の混乱に乗じてテンジョウから帝位を簒奪、本編より数年の昔から世界を影で牛耳って、テルミやレリウスとともに野望のために暗躍していた。マスターユニットの破壊、すなわち「滅日」によって「死の世界」を実現することを目的とし、天の岩戸よりマスターユニットをひきずり出した後はテルミやレリウスと袂を分かち、ファントムとニューを伴って独自に行動を開始した。
マスターユニットの現在の意思である「ジ・オリジン」のドライブ能力として顕現する存在であり、多くの「死」が蔓延した「素体戦争」の記憶から生み出された「死そのもの」。そのため決して殺すことが出来ず、その危険度は世界を壊滅寸前まで追い込んだ黒き獣と比肩する。同時に依代である「サヤ」の精神の半分を併せ持ち、半ば融合している。その圧倒的な能力と智慧でもってラグナらを翻弄するものの、最終的にもう半分の「サヤ」であるノエルの決死の作戦によって彼女と融合し、消滅した。

エス / エンブリオストレージ「Es / EMBRYO STORAGE」☆
声 - 野村真悠華
『エクスブレイズシリーズ』からの登場。家庭版から参戦が決定となった、第一弾追加プレイアブルキャラクター。早期購入特典、ダウンロード配信による追加が可能。
キャラクター特性
大剣を用いた剣撃とドライブによる2段攻撃を駆使した、スタンダードな性能の技を多く持つキャラクター。通常攻撃範囲も広い他、自己強化を行うことで通常攻撃や必殺技の性能をアップさせる「Type:Enchanter　ボールス」という独自仕様を持つ。
ドライブ能力「クレストアーツ」
剣攻撃を行った所に攻撃判定のある“紋章（クレスト）”を浮かび上がらせ、 紋章の軌跡による追加攻撃を行う。方向を変えることで設置することも可能だが、設置できるのは1つのみ。
オーバードライブ「Type:Amplifier　アヴァロン」
ドライブ攻撃が多段ヒット化し、より多くのダメージを与える事が出来る。また、設置数の上限が2に増える。
人物設定
エクスブレイズシリーズで登場していたヒロイン。元御剣機関所属、対能力者部隊（スレイプニール）の優秀な兵士であり、蒼の繭（エンブリオ）の器の予備として造られた人工生命体（ホムンクルス）。
人間らしい感情を持たず常に任務を最優先に遵守していたが、篝 橙八との出会いにより自分の意志や仲間たちへの想いを優先するようになる。
境界に落とされ、エンブリオを継承。境界の底にいるマスターユニット・アマテラスに接触。境界と現世の狭間の世界「ツクヨミのセカイ」を創りだしたが、その後の未来に絶望した彼女はファントムフィールドに作り替え自らの記憶を封印。その際、「わたし」と「いもうと」が迷い込んできたことでノーバディとして交流。「わたし」の力によって、橙八達の世界に器を作り、そこに記憶を送り込むことで転生、自らが持つ「幻影の魔道書（ファントムメモリー）」を覚醒解放（エクスブレイズ）し奇跡を起こす。後に彼女は多少の力は失ったが、橙八達と平穏たる日々を過ごしていった。
本作では、蒼の門の守護者で、「契晶封刃・ムラクモ」を振るい、蒼を求める者の資格を問う者として登場。
どこから来たのか、なぜ資格を問うのか、他ならぬ彼女自身もその全容を把握しておらず、ただ「門を護る」という使命感にのみ従い行動している。ラグナと何らかの関係性を持っており、蒼が自分に求めているのは何なのかを確かめに向かう。

マイ＝ナツメ「MAI NATSUME」☆（Vol.5 DLCキャラクター）
声 - 早見沙織
ファンからの熱い要望により参戦。家庭版から登場する第二弾追加プレイアブルキャラクター。ダウンロード配信を決定している。
キャラクター特性
追尾性に特化し、リーチの長い攻撃を繰り出せるテクニカルな性能を併せ持つキャラクター。空振りしても派生が可能で、2発目以降の技が専用の攻撃に変化するので多彩なコンビネーション攻撃を行う「ヴァリアブルアーツ」という独自仕様を持つ。
ドライブ能力「朱弾（ガリアスフィラ）＝アウトシール」
構え中にレバー操作で投げる角度を調整し、飛び道具として攻撃する。また、投げた槍を方向転換させ、相手をサーチして攻撃することも可能。
オーバードライブ「風花雪月（ふうかせつげつ）」
ドライブ能力や必殺技、ヴァリアブルアーツの性能が強化される。
人物設定
「リミックスハート」「ヴァリアブルハート」の主人公。第15階層都市トリフネにある統制機関士官学校に在籍している少女。
舌で触れたものの思いを全て感じ取ってしまう『超味覚』という能力を持ち、壊滅的な味であるはずのノエルの料理を「美味しい」と評価するほど（彼女の料理が超味覚の感覚を相殺してくれるため）。
その正体は『マイ＝ハヅキ』と言い、十二宗家の一つ『ハヅキ家』の跡取りであり、れっきとした男性であるが、超味覚が記された魔道書と融合した影響で肉体が女になってしまったことで跡継ぎの資格を失い、統制機構の士官学校に送られた。自身の肉体を元に戻すため（みんなには「超味覚を治すため」と言って）、『蒼の魔道書（ブレイブルー）』の捜索を兼ねて探偵団『リミックスハート』を結成する。
明るく前向きな性格。他人を思いやる誠実さも持ち合わせており、何よりも友人を大切にしている。その思いの強さのあまり、自分の身を省みなくなることもしばしば。趣味は、不思議な生物の鑑賞。
リミックスハートの事件で様々な葛藤を経た末、現在では女性としての自分を前向きに受け入れている。大切な友人を護るため、発掘兵装「朱弾＝アウトシール」を携え、その危機へと駆けつけた。

スサノオ「SUSANOO」☆（第2シーズン DLCキャラクター）
声 - 三宅健太 / Ray Chase
家庭版から登場する第三弾追加プレイアブルキャラクター、かつ全四部作の末尾を飾るラスボス。ストーリークリアやDLC購入で解禁、ロビーやランクマッチでは10月13日より使用可能になる。
キャラクター特性
ラウンド開始時にほとんどの必殺技（8つの内7つ）とディストーションドライブの一つが封印されており、ディストーションドライブの一つが不完全であり、通常技とドライブ能力を組み合わせて必殺技（あるいはディストーションドライブ）を解禁（あるいは強化）していくキャラクター。ヒートゲージのデザインが他のキャラクターと異なりヒートゲージの上には武神ゲージ（必殺技を現した8つアイコン（「式」と呼ばれ「壱式」から「捌式」までの8つの「式」が存在する）で横に並んでいる）が表示されている。8つの必殺技は武神ゲージのそれぞれに対応している。通常技を当てるごとに壱から捌まで順番にカーソルが移動する。ラウンド開始時は壱式がレベル1、他七つの式がレベル0（封印状態）で、レベル1から式に対応する必殺技（あるいはディストーションドライブ）が使用可能になり、一部の式（特に左側にある式）には2以上のレベルが存在しレベルを上げていくたびに式の必殺技の性能が強化されていく。また、ディストーションドライブの一つは式を解禁していくたびに完全に近づいていく。ステップタイプを持つことが多い大型なパワーキャラとしては珍しく、動き出しが遅いもののランタイプのダッシュを持つ。
全体的に攻撃の発生が遅く必殺技が解放されていない状態で攻め込まれると危険であり前述のようにラウンド開始時では必殺技が1つしか使えずディストーションドライブが1つは使用できず一つは不完全でラウンド開始時では総じて弱い欠点はあるがパワーと機動力に秀でており前述のように必殺技（あるいはディストーションドライブ）を解放（あるいは強化）してスサノオを強化する事が可能でもし全ての必殺技とディストーションドライブを解放して最大まで強化すれば最強キャラクターとなる。
ドライブ能力「武神（タケガミ）」
後ろD以外は攻撃。また、武人ゲージの式にカーソルが出現している状態でドライブ攻撃を当てる（後ろDのみ発動する）とカーソルが点灯している「式」が解禁（あるいは強化）される。
オーバードライブ「絶葬ノ刻（ぜっそうのこく）」
効果時間中は封印されている技を含め、すべての必殺技を最大レベルの状態で使用できる。また発動中にのみ、すべてのレベル0の式を1へと上昇させるディストーションドライブ「哭キ穿ツ崩落ノ怨嗟」が使用可能になる。また、「討チ狂ウ鬼神ノ殲撃」は、必殺技をレベル1以上でも解禁していれば、最大レベルの状態で連続攻撃を繰り出すことが可能。ただし、壱式だけはレベルによって異なる。
人物設定
ハクメンから本来の肉体であるスサノオユニットを強引に乗っ取り、真の姿に立ち戻ったユウキ＝テルミ。シルエットはハクメンと酷似しているが、仮面の部分に口と眼が、両肩には頭部と同型の頭が出現し、尾が生えるなど、無機的なハクメンの外見から、大きく有機的に禍々しく変貌している。また基本的に徒手空拳で戦闘し、捌式の必殺技でのみ剣を使用する。口調もハクメンと似通った厳かなものになっているが、時にテルミのような乱暴な口調が見え隠れする。
蒼の継承者であるノエルは滅日の有無に関係なく、影響も受けないため、それを利用して歴史を書き換えようとしていた。アマテラスを越える神として君臨し、「暴力」として世界中から認識されることで世界を破壊しようと目論むものの、ラグナとジンの機転により「黒き獣を倒した英雄」として認識が書き換えられてしまいその力を失う。

獣兵衛「JŪBEI」☆（Vol.2 DLCキャラクター）
声 - てらそままさき / Kirk Thornton
2017年夏に稼働する「Ver2.0」からの第四弾追加プレイアブルキャラクター。Evolution Championship Series 2017の決勝戦後にアナウンスされた。『CT』家庭用のストーリーモードの登場から実に8年越しの実装となる。家庭用へはアーケード版から日を空けてDLCとして配信。
キャラクター特性
リーチの短い攻撃が多いものの非常に機動力が高いキャラクター。低空ジャンプ、急ブレーキ、バックステップ派生ダッシュ、ダッシュ回り込みなど相手を撹乱する豊富な特殊移動アクションを持つものの、他キャラクターよりものけぞり時間が長めという大きなデメリットを持つ。
ドライブ能力「不知火（しらぬい）」
突進攻撃を行い、ヒットした相手に特定のマークを付与する。このマークを付与した状態で攻撃技のディストーションドライブを使用すると、発生時に特定の位置へ瞬間移動する。
ディストーションドライブ「不動 紗蓮陣」を使ったラウンド中は「不知火・鋼（しらぬい・はがね）」へとドライブ技そのものが変化し、Dボタンを押して発動する構えモーション中にボタン入力することで、それぞれのボタンに割り当てられた方向に向かって連続で突進するものに変化する。
オーバードライブ「羅漢 五輪煌（らかんごりんこう）」
自己強化の有無に関係なく、ドライブ攻撃の発生と硬直差が強化・高速化する。「不知火」は相手にガードされてもマークを付与することが可能になり、「不知火・鋼」は空中で連続発動が可能になる。
人物設定
六英雄の一人。日本生まれで、双蓮の隻眼の異名を持つ猫獣人。カカ族のベースとなった生物兵器。ラグナの師。カカ族のようなオレンジ色のフード付きの服と猫又のような尻尾が特徴。かつてはミツヨシと名乗っていた。性格は豪放かつ寛大な武人。二刀流のアークエネミー夢幻・六三四（むげん・むさし）の所有者。
小説版の主役として登場する。同胞を虐殺した黒き獣を討つために、クラヴィスの傘下で行動。実弟のひとり・トモノリを喪うも、仲間たちとともに黒き獣を打倒し、仇を討つことに成功する。大戦集結後はナインと結婚しココノエをもうけるものの、知らぬ間に妻を殺され、また目の前でテルミを封印しようとするハクメンを見捨てざるを得なかったことに強い悔恨を抱いたまま、現世に残った者として、唯一生きることとなった。ココノエとはしばらく連れ立っていた描写があるものの、いつ別離したかは不明である。単身での放浪中にラグナと出会い、彼を鍛え上げ、ループ前の彼の剣とコートを託すとともに『ブラッドエッジ』の名を彼に与えた。
暗黒大戦以後、眼帯で隠された右眼に「テルミを『観測』した眼」である弟・トモノリの眼球を移植しており、それを開くことによってテルミの本体を抉り出すことができる。
対Es戦勝利の台詞で、エンブリオストレージの存在と『御剣機関』に関して何か知っているようだが、詳細は不明。

### ノンプレイアブルキャラクター
テンジョウ / 天ノ矛坂 天上「TENJŌ AMANOHOKOSAKA」
今は亡きイカルガ連邦の盟主。第八階層都市イブキドでの決戦でジンと戦い討ち死にした。バングをはじめとする忍衆の主君。
歴代を通して素性を伏せられていた帝の一人で、イザナミの前帝にあたる。帝位を密裏に簒奪された後は連邦盟主テンジョウとして戦争を終わらせるため、実力が大きく劣っていた当時のジンの刃にわざと身を委ねた。民に慕われる器と人格を持った文武両道に優れる名君であり、過去のバングとカグラに武術の手ほどきをした師でもある。散り際にアークエネミー・烈天上に自らの魂を封じて「クシナダの楔」の起動キーとし、バングに文字通りの「イカルガの魂」を託している。
ホムラ / 天ノ矛坂 焔「HOMURA AMANOHOKOSAKA」
声 - 水瀬いのり
テンジョウの嫡子。イカルガ内戦のさなか行方不明となり死亡説も囁かれたが、テンジョウの差配によってカグラの元に匿われていた。
幼い子供ながら落ち着いた物腰と寛大な風格の持ち主。イザナミの退位後に新たな統制機構の帝となる。
閉鎖空間エンブリオの影響により、存在状況が不安定だったが、カグラによる指示により現在は安全な場所に避難している。
トリニティ＝グラスフィール「TRINITY GLASSFILLE」
声 - 悠木碧
小説版では主役級の扱いで登場する。眼鏡をかけた穏やかな女性で、六英雄の一人。「プラチナ」という少女の肉体にその魂を宿し、普段は眠りについている。しばしば砂糖菓子に喩えられる甘やかな声の持ち主。ナインの親友として彼女を助けるものの、大戦後も彼女が手を汚していることは知らされないままであり、そして友人であるカズマを演じるテルミにそれを知らされ、唆されたことによってテルミの強制拘束を解除してしまう。そのせいでナインとともに境界に落とされるが、その間際に自らのアークエネミーに魂を避難させた後はその心を凍らせてしまった。
ブラッドエッジ「BLOODEDGE」
「フェイズ0」の主人公。黒き獣を一年の休眠期間に追い込むため命を賭したとされる男。獣兵衛の朋友だった。正体は『CP』にて窯に飛び込み、境界を越えて現代からタイムスリップしてきたラグナである。
なお、記憶喪失とされていたが、実際は境界を越えた際の記憶の一時的な混乱であり、時間経過により少しずつ元に戻っていき、最終的に回復していた。
カズマ＝クヴァル「KAZUMA KVAL」
「フェイズシフト1」の主人公。魔道協会イシャナで魔法を学ぶおとなしい青年。七年前から以前の記憶がない。身体の傷が勝手に治る特異体質のようなものをもつが、周囲にはそれを隠している。なぜかセリカと接触すると気分が悪くなる。茹で卵が大好物。
正体は暗黒大戦時代にユウキ＝テルミの肉体としてレリウスに創造された存在である。穏やかな気性の裏にはテルミと通じる残虐性と狡猾さを隠し、彼とひとつになったことですべてを思い出し覚醒、以後はテルミとともに暗躍する。
同じくテルミの肉体として創られたハザマとは、外見や使命などが酷似しているが別人である。
トモノリ「TOMONORI」
「フェイズシフト1」に登場。白い毛並みを持つ猫獣人。ミツヨシの実の弟。
寡黙で誇り高く、己にしか出来ぬと思えばどんな危険なことでも遂行しようとする「信」の男。
クラヴィスの命でカズマを監視していたが、必ずテルミとして覚醒するという直感に基づき、カズマを殺害しようとするが、ナインたちが駆け付けたため、一時は手を引く。その後、「刻殺しの刀（ヒヒイロカネ）」を携え再びイシャナの地へ赴き、聖堂の最下層にある人工の窯でカズマと対決する。しかし、カズマと融合し覚醒したテルミに殺害された。その際にテルミの「精神体」を見ており、また刻殺しの刀によって一太刀を浴びせている。その「概念」をレイチェルが義眼として製作し、後に兄ミツヨシの右眼となった。
シュウイチロウ＝アヤツキ「SHŪICHIRŌ AYATSUKI」
「フェイズ0」に登場。セリカとコノエの父親。マスターユニットに干渉するための「クサナギ」の研究を行っていた。
レリウスとともに第零素体の実験に携わり、境界から未来よりタイムスリップした黒き獣を呼び出した張本人。
クラヴィス＝アルカード「CLAVIS ALUCARD」
声 - 大木民夫
アルカード家先代当主。千年を優に超える時を生きる老吸血鬼。作中ではレイチェルに当主の座を譲っている。
小説では、ラケルを生み出した「お父様」。かつて対局したヴァルケンハインや宿敵・レリウスを、ハルカたちを護りながら軽くあしらえるほどの強さを持ちながらハルカに対して後遺症のない魔法で安全を保障するなど人格者のような行動も見せる。
厳かな気品を纏った老人で、すべてがありのまま、「らしく」生きる世界を愛し、守ろうとしていた。『Phase 0』作中に没する。
セブン「SEVEN」
「フェイズシフト2」以降に登場。眼鏡をかけた理知的な青年。十聖の七番目である優秀な魔法使いにして、大戦時の十二宗家「キサラギ家」の当主。
水属性の魔術に長け、決戦時にはアークエネミー・ユキアネサを携えて最前線での戦闘に参加した。事象兵器実用化を強行せんとしてナインと対立。しかし本心では宗家の存続と繁栄を目論見、終戦後もアークエネミーを不当な手段で保管し研究していた。
エイト「EIGHT」
「フェイズシフト2」以降に登場。十聖の八番目。セクシーな衣装に身を包んだ女性。ただし貧乳。土属性の魔術を得意とする。
かねてからナインをライバル視しており、セブンと結託してセリカを利用し事象兵器稼動を目論む。優秀だがやや功を焦る癖があり、対抗心にとらわれがち。それを足手まといと判断したセブンにユキアネサ奪取の罪を被せられた挙句、殺害される。
カジュン＝ファイコット「KAJUN FAYCOTT」
声 - 藤田咲
「リミックスハート」「ヴァリアブルハート」に登場。統制機関士官学校でのマイのルームメイトとは表向きであり、その正体はココノエからある任務のために統制機構士官学校に潜入した第七機関の研究者。
タロ＝ササガエ「TARO SASAGAE」
「リミックスハート」「ヴァリアブルハート」に登場。統制機関士官学校高等部三年生。ジンのルームメイトで、その正体はカグラ＝ムツキによって送り込まれたジンの護衛。
シオリ＝キリヒト「SHIORI KIRIHITO」
「リミックスハート」「ヴァリアブルハート」に登場。統制機構士官学校でマイの同級生。暗殺者ではあるものの、仲間達との交流によって閉じこもっていた心を開いた。親友のマイを溺愛している。
チャチャカカ「CHACHAKAKA」
「リミックスハート」に登場。シオリと共に現れたカカ族。マイの父親に依頼された刺客と名乗るが、一度仕掛けたのをマイが切り抜けてからは行動することもなく過ごしている。
ホウイチロウ＝ハヅキ「HOUICHIROU HAZUKI」
「リミックスハート」に登場。十二宗家の一つ・ハヅキ家の現当主で「武帝」と呼ばれる。マイ＝ナツメの父親。事故によって魔導書と融合し女体化したマイのことを後継者として不適格とし、ハヅキの名を奪い勘当した。その後も刺客を差し向けたり、生き残る力がなければ自分が殺すといいながら時間を稼ぐなどツンデレな父親。
リン＝ハヅキ「RIN HAZUKI」
「ヴァリアブルハート」に登場。マイ＝ナツメの母親。アホ毛の数以外はマイと瓜二つ。「ヴィジョン」と呼ばれる能力を持ち、術式や技を一度見ただけで模倣できる。
ラケル＝アルカード「RAQUEL ALUCARD」
声 - 植田佳奈
「ブラッドエッジエクスペリエンス」に登場。容姿はレイチェルに酷似している。ナオトストーリーAct1で私服姿、Act3で魔導服姿で登場する。
クラヴィスによって生み出されたヴァンパイアの少女。吸血鬼の中でも高位の存在であり、日の光や聖水などへの耐性も持っており、「人を襲わずにいられる」。狩人の眼による数値は「八千万」を超えるが、大きな魔法を使うと数千ほど減り、日光などに影響されるようになる。クラヴィスの「娘」であるが、彼のような幻想生物ではない。人間が魔術的に生み出した種族である人狼という関係性に近いとのこと。故に彼らと同様にドライブを持っている。右腕を食いちぎられたナオトを吸血によって救い、その後の行動をナオトと共にする。ナオトに対し「"蒼"を手に入れなさい、そして私を見つけなさい」と発言している。
なお、ナオトのAct2で、彼が蒼に干渉しようとした時、一瞬しか聞こえないが、彼女の声が確認できる。そして、Act3でレイチェルに憑依し、ナオトに「"可能性"を、『私達』の世界を救いなさい」と発言する。
早見 ハルカ「HARUKA HAYAMI」
「ブラッドエッジエクスペリエンス」に登場。ナオトの幼馴染でクラスメイト。美人というより可愛らしい系で、先輩や後輩の間でも人気がある。うれしいときには「ふひひ」と笑う。料理含めて家事全般のスキルはかなり高い。母親が幼い彼女をあやすために歌っていた童謡を子守唄だと勘違いしていた。今でもナオトに対して、子守唄のようにその童謡を歌っている。
ラケルによれば、「ラグナ達がいる世界の"可能性"が消滅してしまった為、ナオトの世界も消滅し、彼女も死亡した」と断言している。
輝弥 サヤ「SAYA TERUMI」
「ブラッドエッジエクスペリエンス」に登場。永い黒髪を背で束ね、傍らには刀袋を所持した着物姿の少女。切り揃えた前髪の奥には赤い瞳、といった容姿は冥王イザナミに酷似している。ナオトの実の妹である。
リンファ「LINHUA」
声 - 藤田佳寿恵（アーケード版）、加藤有希子（家庭用）
オリエントタウンに住む、医師を志す少女。純朴な性格。ライチの助手。
カカ族の長老 / トトカカ「TOTOKAKA」
カカ族を束ねている老カカ族。
実はミツヨシ（獣兵衛）から作られた最初のクローンであり、最後の1人。
自分達の調査をライチに依頼しているが、自分達がゆっくりと滅んでいくことを悟っていた。
トラカカ「TORAKAKA」
声 - 八木かおり
前任のカカ族集落の護り手。イカルガ内戦に赴き、生還後は妹分のタオカカに護り手を任せて旅に出ていた。
髪型や服の色を除けば口調もタオカカにそっくりだが、彼女よりも理知的で礼儀を弁えている。
ジ・オリジン「THE ORIGIN」
声 - ゆかな
次元境界接触用素体No.1。人間の手によって作られた素体であり、最初にマスターユニット・アマテラスに接触し「蒼」を手に入れた存在。
「蒼」に触れたことで自我を萌芽させ、一人の個として成り立つものの、それを危ぶんだ人間たちにより蒼を宿した両目を潰され「境界」に投棄された。その後に再びアマテラスと接触し、融合。それを起因として勃発した素体戦争の後に世界を再構築し、ラグナ＝ザ＝ブラッドエッジという「神の観る夢（セントラルフィクション）」を生み出した、この物語すべての黒幕といえる存在。
自分の望む結末のために、失敗するたび幾度も世界を巻き戻し続けている。

## 用語集
「蒼」
この世界の理を司るもの。人類がこれを観測し、求めてしまったことでかつて争いが起こったという。
「蒼」を得ることはマスターユニットの「眼」となることを意味し、継承者は世界の理から外れ不死となる。
その眼で「観測」した事象に干渉することで、世界を思い通りに定義することが可能となる。事象干渉とは「刹那の間、神となれる」高度な魔法だが、それを自在に行使できる、すなわち「蒼」を手にした者は神に等しい存在ということになる。イザナミから手渡される蒼は僅かな断片に過ぎない。
三輝神（オリジナルユニット）
世界の根底を司る三柱の神。
本来は人間に認識されることがない筈の存在だが、古代の地層から三輝神の一柱・スサノオユニットが出土したことにより露見。レリウスの述懐によれば、「三輝神は何者かの手による被造物であり、それを認識した瞬間に人間にとっては神からモノになった」という。

マスターユニット・アマテラス
空に存在する門「天の岩戸（ネメシスホライゾン）」に隠されていた、この世界の神とも呼べる存在。「蒼」の根源。
世界のすべてを観測し、存在を確立させている管理装置のようなもの。これなくして世界は存在できず、自らを守るため「ツクヨミ」「スサノオ」の両ユニットを従え、また自分の手足として「蒼の継承者」と呼ばれる存在を生み出している（現在の継承者はノエル＝ヴァーミリオン）。その姿は巨大な物質という他ないが、内部には「次元境界接触用素体・No.1（ジ・オリジン）」がおり、現在アマテラスが確立させている世界はこの第一素体が見ている「情報（ゆめ）」である。
破壊するためには「神殺しの剣クサナギ」、及び「冥王の剣」といった、ムラクモユニットを核とした力が必要であり、冥王の剣・ニューを核としたタケミカヅチのレーザーによって一時、破壊の危機にさらされている。
蒼の継承者のみが境界深くに眠るマスターユニットの座標を確認することができ、ノエルと同化しその能力を複製したニューによって現世へと引きずり出された。ラグナやレイチェルにより破壊は免れたものの、『CP』以降、空にむき出しのまま浮遊している状態にある。

スサノオユニット
ハクメンの躯であるユニット。2000年代、日本の古い地層から出土した。「刻斬りのスサノオ」とも呼ばれる。
かつてはアマテラスを守護し、被造物を破壊して世界のバランスを保つ破壊神として存在していた。そこに突如として「意思」が芽生え、脱魂し、抜け殻となって放逐される。「意思」は後にユウキ＝テルミと名乗り、世界に混乱をもたらすことになる。
人間の欲望によって掘り出されてしまったそのユニットは、二度と同じ悲劇を繰り返させないよう、後にトリニティによって境界に永久封印される。

ツクヨミユニット
レイチェルが零式拘束制御術式で封印・所持しているユニット。「刻守りのツクヨミ」とも呼ばれる。
絶対防御の結界を張ることができる。その防御力はハイランダー・タケミカヅチの攻撃ですら弾き飛ばすことが可能。『CP』以降は、岩戸より引きずり出されたアマテラスを守るための防護結界を敷いている。レイチェルが所持する以前の遷移は不明。
タカマガハラシステム
声：楠見尚己、荻野晴朗、佐藤利奈
人間がアマテラスになり変わるために構築された観測装置。観測者（アマツムギ）と呼ばれる者たちによって管理され、そこにはかつてレイチェルが、現在はアマネが一員としては名を連ねている。
アマテラスを模倣した装置だが、その事象干渉能力はせいぜいが「玩具のゼンマイを巻くように」時間を戻すことしか出来ない程度のものであり、模倣元のアマテラスには遠く及ばない。
階層都市
第一次魔道大戦以降、濃度の高い魔素に汚染された大地から逃れるために人々が考案した建築様式。階段状にいくつもの区画が重ねられた高層都市で、上層には身分の高い貴族などが、下層には平民や亜人などが住む。
階層都市はすべて境界へと繋がる「シェオルの門」の上に建てられ、現在、第二十三階層都市まで存在している。
本編の舞台となる第十三階層都市カグツチにはオリエントタウンや浪人街など、多種多様な区画が雑多に存在する。
魔素
世界を覆い隠す霧状の物質。その正体は「粒子（因子）型プログラム」とされる。
少量ならともかく、高濃度下では人体に有害。そのため多くの生物の寿命が短くなってしまった（一部抗体を持っている生物も存在する）。
境界
根源の場所と呼ばれている。アラクネ、ラオチュウ、ムラクモユニット（模倣ムラクモユニット）、はここから力を取り入れている。
また、境界と現世の間の空間は「狭間」と呼ばれ、第一次魔道大戦後、ハクメンとテルミが封印されていた。
術式
「魔法」と「科学」を融合させ、人類にも魔法の断片を扱うことを可能にした技術。
魔道書に記された「コード」を読み上げることにより、大気中の魔素を消費して行使する。術式の使用には適正があり、高ければ高いほど数少ない魔素消費で術式を扱うことが可能になる。しかし適性が低いと燃費が悪くなり、最悪、術式自体を使えないほど適性が低いということもある。
魔道書（コード）
上記の術式を扱うために用意された装置。「書」とはいっても本の形をしているわけではなく、その使用方法からそう名付けられているだけに過ぎない。
魔道書は現在統制機構の管理下にあり、許可なく所持すると厳罰を架される。
「蒼の魔道書（ブレイブルー）」
ラグナの右腕に宿る魔道書の原書。他者の生命力を吸収し、宿主に無尽蔵の魔力と生命力をもたらすが、本来の用途は「魂」を代償に（消費し）境界から「蒼」を汲み取る事。本来は、「クサナギ」を作るために不足していた「蒼」を補うためにテルミが造った代替品の窯であり、模造品。
ただ生命力の循環を行うだけならば強力な力を与えてはくれるが、周囲の生命力を吸収することを抑える術がないうえ、使いすぎると内側から喰われるというリスクを抱えることとなる。模造品ゆえに完全な精錬を行うことができず、ただ魂を貪るだけの窯（＝黒き獣）と化してしまう。
イデア機関を吸収したことで、制御・循環が完全なものとなり、テルミの「碧の魔道書」の干渉をはね除けた。
「碧の魔道書（ブレイブルー）」
コード=S・O・L（ソウル オブ ランゲージ）。「ハザマ」の肉体である魔道書。
「蒼の魔道書」を造ったテルミが新たに製作した魔道書であり、こちらもまた模造品である。「蒼の魔道書」を完全に無効化する効力を持ち、事実上ラグナを無力化させることが可能。しかし、イデア機関を吸収した「蒼の魔道書」に対してはアンチ効果は通用しなかった。
次元境界接触用素体
「ムラクモ」を受肉させるための素体。本来の用途は「門」へ赴き、そのなかになにがあるのかを探すための人形。
基本的に感情を持たない肉人形だが、稀に内外を問わず特定の現象によって心（魂）が生まれる場合がある。
人類は、これら素体を道具として争いや人体実験に利用し続けてきた為、基本的にどの素体も「世界」に対し激しい憎悪を抱いている。
ナンバリングされている中で、11～13はレリウスの設計であり、いずれもラグナ・ジンの実妹サヤのクローンである。
「ムラクモ」を纏った素体は「ムラクモユニット」「対三輝神コアユニット」と呼ばれる。
櫛灘（クシナダ）の楔
全ての魔素の活動を一時停止させる事が出来る唯一の物体であり、暗黒大戦時に、シュウイチロウ=アヤツキによって制作された。
ただし、その起動には「セリカ=A=マーキュリー」の魂が必要であり、起動するとその魂を削りながら作動、削り終えると機能を停止する。
現在はワダツミ城の地下で「認識」外に置かれて保管されている。
通常、起動には「セリカ=A=マーキュリー」の魂が必要だったが、ナインがそれを回避する為にこれのコアを使い「鳳翼・烈天上」が製作された。
『CP』の時点でバングによって起動した際、「鳳翼・烈天上」の中にはイカルガの盟主「テンジョウ」の魂が内包されていた。
蒼の繭（エンブリオ）
イザナミがタケミカヅチを依代に作り出した黒い球体。
限りなく質量がゼロであることと、魔素となった『資格なき人間』を吸収していること以外、謎に包まれている存在。これを基に、真なる蒼炎の書（ブレイブルー）が降誕するとされる。
Ver2.0のラムダストーリー内で閉鎖空間エンブリオの中にラグナの存在を感知していることが判明。
『CF』のレリウスストーリーACT1内で『CF』の世界はエンブリオ内で再構成された境界である事が発覚し、そこではプラチナのように魂の弱いものは存在が誰にも認知されずやがて消滅するおそれがある。
世界観を共有している作品『XBLAZE CODE:EMBRYO』に同名のキーアイテムが登場しているが、関連性は不明。
小説作品『ブラッドエッジ・エクスペリエンス』では、クラヴィスが五年前、ソウルイーターとの戦いの時に偶然手に入れ、彼が犠牲にした十万を超える命が集まり、蒼の結晶となった蒼へ至る鍵。そして小説キャラクター「ラケル＝アルカード」そのもの。
蒼炎ノ書（そうえんのしょ / ブレイブルー）
ラグナ、テルミの持つ蒼・碧の魔導書の基となったもの。蒼の境界線に辿り着いた選ばれし者のみが手にできる魔導書。これを所有することで、歴史を書き換えられたり、自らの願望を叶える事が出来る等、その者は万物の効果を得るという。ただし所有したその瞬間、新たなる世界の可能性と認識され、生涯二度と現世に行くことが出来なくなる。
事象兵器（アークエネミー）
黒き獣に対抗するため、魔女ナインが開発した武装型の魔道書。通常の魔導書とは比較にならない性能を持つ。発掘された「巨人・タケミカヅチ」をモデルに、ナインによってムラクモを除く八器が制作される。使用者には高い術式適正を求めるばかりか、精神力の弱い者はアークエネミーの意思に侵食・破壊されてしまうため、強靱な精神の持ち主でなければ扱うことができない。なお、神輝・ムラクモはレリウスとナインが開発したことがニューストーリーAct1で、11番目のアークエネミーの詳細が家庭版で明かされた。
巨人・タケミカヅチ（ハイランダー -）No.1
衛星軌道上に存在する巨大兵器。超高空から都市をたやすく壊滅させるレーザーを照射する。
確認される限りではノエルが精錬された2194年12月25日、ニューが精錬された2199年12月31日に発射されている。また、暗黒大戦時にも空振りに終わったが、黒き獣に対して攻撃行動を起こしている。
「対・黒き獣（またはそれに類する存在）」に反応する防衛装置であり、出現を感知すると目覚め、その座標に対して破壊行動を行うようにインプットされている。巨大な封印の中に黒い巨人の姿をした本体が隠れている。性質も多くの「黒き獣を憎む存在の魂」を凝り固めて作られているため、黒き獣と同質の存在である。その魂の半分がナインの制作したアークエネミーのコアへ、それぞれに分割して搭載された。
『CP』において、ノエルと同化処理を行って蒼の継承者の能力を得たニューが心臓部として融合。帝の意のままに動く破壊兵器となるが、ラグナらの奮戦によりニューが引きずり出され、タケミカヅチ本体も地上へ落下してその機能を停止した。
氷剣・ユキアネサ（ヒョウケン -）No.2
氷の刃を持つ長刀。大気中の水分を思うがままに冷却し凍結させる。現在の所有者はジン＝キサラギ。
黒き獣への憎しみを持ち主に働きかける強烈な精神支配を行うが、『CS』家庭用ストーリーモードにおいて成長したジンに制御された。
暗黒大戦においては十聖のセブンが使用し、氷の魔術で黒き獣との決戦における援護に活躍。以後、封印されるはずだったユキアネサはセブンの手によって不正に隠匿され、九十年余りの時を経てジンの手に受け継がれることとなる。
魔銃・ベルヴェルク（マジュウ -）No.3
離れた場所に術式を発動する能力を持つ。基本的には一対の巨大な拳銃だが、所有者であるノエル＝ヴァーミリオンの意思によって様々な銃器へ姿を変える。
いつから組み込まれていたのかは明らかではないが、ノエル（μ-12）の心の奥底に存在する素体としての凄惨な記憶と、それによって生まれた憎悪を制御・封印するリミッターとしての役割を担っている。
暗黒大戦においては十聖のスリーが使用していたが、どういうわけかナインの手による封印を免れ、現在においてはノエルの手に渡った。
機神・ニルヴァーナ（キシン -）No.4
人の殺意によって駆動する女性型の「自動人形（オートマトン）」。 2200年現在、その内部にエイダ・クローバーの肉体が組み込まれている。
本来はナインがセリカの護衛のために造った自動人形だったが、黒き獣との戦闘のために改良が施されアークエネミーとなる。以後、役目を終えた後は他のアークエネミーと同じく厳重に封印されることとなった。暗黒大戦時は爪に「クシナダの楔」と同じ材質の金属が使用されており、「魔素を直接つかむ」ことさえ可能としていた。
夢刀・六三四（ムジン ムサシ）No.5
獣兵衛が持つ二刀流のアークエネミー。通常では斬れるはずのないものが斬れるとされる。
斬魔・鳴神（ザンマ オオカミ）No.6
ハクメンが振るう野太刀。特殊な金属を鍛えた刀身は術式を無効化するほか、「刻」を斬る能力を持つ。
雷轟・無兆鈴（ライゴウ ムチョウリン）No.7
プラチナ＝ザ＝トリニティが所持する杖。姿は一定ではなく、大戦時は錫杖、現在は魔法少女のステッキのような意匠をしている。
能力は物質の具現化。本来防御に偏りがちだったトリニティに攻撃力を与えるために考案されたもの。観測された精神を『具現化』させることも可能であり、『CP』においてユウキ＝テルミの精神を物体として具現化させている。
コアは大戦後に解放されており、現在は六英雄の一人「トリニティ」の意識がコアとして封印されている。
蛇双・ウロボロス（ジャソウ -）No.8
ハザマが操るアンカーのついた鎖。精神を直接攻撃できる能力を持つ。
鳳翼・烈天上（ホウヨク レツテンジョウ）No.9
バングが所持している五十五寸釘の正体。もともとはイカルガの盟主テンジョウの持ち物。
櫛灘の楔の複製として制作された。他のアークエネミーとは違い、「他のアークエネミーの破壊」を目的とされて制作された「アンチ・アークエネミー」。その正体はセリカ＝A＝マーキュリーの肉体と魂に代わり、「クシナダの楔」を起動させるための代替品。トリニティによってテンジョウに楔とともに託された。現在は内戦時に散ったテンジョウの魂がコアとして封印されており、タケミカヅチの活動を鈍化させるために、バングの意思によって楔を発動。全世界の魔素の活動を停止させた。
神輝・ムラクモ（シンキ -）No.10
ナインとレリウスの手によって作られた謎のアークエネミー。
対三輝神を目的として制作された、「人間の犯した最大の罪」、「神に向けられし刃」。
境界に接続することで無尽蔵のエネルギーを得る。
瞬間的に無数の刃を精錬することが出来るほか、蒼と融合・精錬することで「神殺しの剣クサナギ」となる。
「ムラクモ」それ自体は境界にあり、現世へ召喚するためにはシェオルの門を介して境界へ接続、次元境界接触用素体を使って受肉させるというプロセスが必要。そのために、十三度のトライアンドエラーが行われた。
「ムラクモ」は素体と一蓮托生にある関係の為、「ムラクモ」＝素体といえる。
骸葬・レクイエム（ガイソウ -）No.11
ナインが暗黒大戦直後に開発した新たなアークエネミー。ブレイブルーセントラルフィクションのストーリーモード終盤で解禁された。
この世界の仕組みに気付いたナインは、マスターユニットからの観測から逃れるため、神をも凌ぐ新たな「神」を創るために制作した。テルミによるに攻撃によって、一時使えなくなってしまったが、イザナミによって境界から引き上げられ100年近い年月を持って起動させたという。なお、そのアークエネミーが貯蔵されている場所は、黒き獣が出現したエリアにある最初の第七機関の地下工房だが、侵入するには鍵である「強大な魔力」、「ナイン自身の血」、そしてその2つを組み合わせて鍵とするための「式」が必要とされている。しかし、獣兵衛の持つ「六三四」で開けられる可能性もあるという。その力は、マスターユニットと同様の事象干渉能力を持つ。
封印兵装・十六夜（フウインヘイソウ・イザヨイ）
上記のアークエネミーのモデルとなった兵装で「ムラクモユニット・プロトタイプ」とも呼ばれる。ヤヨイ家に代々伝わってきた兵装で、暗黒大戦以前に作られた。大戦時にはアヤメ＝ヤヨイが、現在はツバキ＝ヤヨイが装着する。武器、盾、衣装といった装備一式で、アヤメとツバキのものは同一個体だがそれぞれデザインが微妙に異なっている。
その正体は太古の人類が作り出した兵装である「対観測者用兵装」であり獣兵衛もその詳細を知らなかった。使用者の能力が大幅に増幅されるのと「斬輝結界」という外界と完全に分断された空間を作る術式を持つが、これらの能力はあくまで「副作用」で、この兵装の真価は「対観測者用兵装」として特定の波長を完全に吸収する力であり、「観測者」の「事象干渉」すらをも無効化する力を持っているが、代償として対象者の視力や光を奪う。小説版のハクメンによるとそれは主に視力を奪うという形で結果を残すも暗黒大戦中のアヤメの最期は光を奪われるだけでなく、力を失い、心を裂かれた状態だった。
零織・イザヨイ（ゼロシキ・イザヨイ）
上記の封印兵装・十六夜が覚醒した姿。
「観測者」による「事象干渉」すらをも無効化する「盾」の力と「不死身殺し（イモータルブレイカー）」という相手に対して強制的に死を認識させる「矛」の力を持ち、「理の外なる者」であるレイチェルすらもこの力があれば「殺す」ことができる。ただし、「秩序の力」対しては効果が無い。
キーストーン
BBTAGで登場する謎の石。青、紫、黄色、赤と4つそれぞれに色を宿している。その力で元の世界に戻れるというが、詳細は不明。

### 組織、集団
世界虚空情報統制機構（統制機構）
この世界を統治している「帝」を頂点とする組織。暗黒大戦時に作られた術式兵器「魔道書」を管理するために発足したことから「図書館」という俗称もある。戦後、大量の魔道書を保有する優位性を利用し世界を管理するほどの権力を手に入れる。
巨大な軍隊と、人物を養成する士官学校を擁する模様。街の治安維持の監督も担っている、事実上の統合政府である。各階層都市に支部を持ち、その地下にはムラクモユニットを精錬する「窯」が用意されている。
十二宗家
またの名を矛十二士。暗黒大戦時に活躍し、現在の統制機構の礎を築いた十二の家柄。旧暦の月の名が用いられている。
宗家とは言えども狭い血統だけを指すものではなく、親戚関係を含めた小規模の集団を指す。戦争が起これば実地へ赴く義務を背負うものの、一定の身分が保証されている。完全な実力主義で血統を度外視しているキサラギ家と、逆に血統を重視するあまり近親婚を繰り返し、衰退の一途を辿っているヤヨイ家は同じ宗家にも異端視されている。
第七機関
長年に渡り統制機構と対立している組織。術式開発前の純粋な科学の世界を取り戻すために、「科学による術式の根絶」を謳っている。
一枚岩の組織ではなく、数多の少規模グループで構成されている科学者の寄り合いで、機関内でも派閥抗争が存在する。
イカルガ連邦
第五階層都市「イブキド」を中心に五から十までの階層都市が、統制機構の圧政に反発して集結、独立した組織。
統制機構によって鎮圧され、現在は数少ない生き残りがカグツチ浪人街に落ち延びている。
六英雄
暗黒大戦において活躍した、6人の英傑。ハクメンを中心とし、獣兵衛、テルミ、ナイン、ヴァルケンハイン、トリニティがメンバーとされる。
出自も信念も違う者たちが長い戦いの中で結集した集団で、六英雄の呼称も人々が後付けしたもの。
カカ族
獣兵衛をベースに、人工的に作り出された100体で一群を為す群体兵器。オスの出生率が極めて低いものの、100体から一体でも欠ければ無性生殖で人員を補充することが出来る。 ただし、旅に出たり戦闘に赴いた場合も、「欠けた」事になり人員が補充されるため、大抵の場合、そのまま旅に出続けたりすることが多い。
魔素に強い耐性があり、カグツチが建てられた山の麓に元々住み着いていた種族である。
咎追い
統制機構が認定した賞金首を、捕縛・撃退する者たちの総称。
これといったライセンス・試験があるわけではない自由業。保険が効かないためにリスクは高いが、その分のリターンを期待でき、腕に覚えのある戦士たちが多い。統制機構が定めた協定には、地位は統制機構よりも低く、持っている情報は隠さずに提供しなければならないとある。また、組織を形成してはならないなどの制約も存在している。

## スタッフ一覧
- プロデューサー - 森利道
- ディレクター - 山中丈嗣
- サウンドディレクター - 石渡太輔
- メインビジュアル - 森利道（CT、CP）、加藤勇樹（CS、CF）
- シナリオ - 森利道(全作)、有馬奈那子(CT、CS)、山中丈嗣(CT、CS、CSEX)、森橋ビンゴ(CT)、赤尾でこ(CS、CSEX、CP家庭用)、駒尾真子(CSEX、CP、CF)、熊川秋人(CSEX、CP、CF)、おがみけいち(ニトロプラス)(CSEX)、スメラギ(CPEX)

## 主題歌
CALAMITY TRIGGER（家庭版）
「蒼-iconoclast」
作詞 - KOTOKO / 作曲 - 佐々倉有吾 / 編曲 - 宮崎歩 / 歌 - kotoko

CONTINUUM SHIFT（家庭版）
「碧羅の天へ誘えど」
作詞・歌 - KOTOKO / 作曲・編曲 - C.G mix

CONTINUUM SHIFT II
「深蒼」
作詞 - 三重野瞳 / 作曲 - 石渡太輔 / 歌 - ツバキ＝ヤヨイ（CV.今井麻美）

CONTINUUM SHIFT EXTEND
「蒼穹の光」
作詞・歌 - 飛蘭 / 作曲・編曲 - 菊田大介（Elements Garden）

CHRONOPHANTASMA（家庭版）
「Blue sanction」
作詞・歌 - 飛蘭 / 作曲 - 俊龍 / 編曲 - 鈴木マサキ

CHRONOPHANTASMA EXTEND
「BLUE desire」
作詞・歌 - 飛蘭 / 作曲・編曲 - 喜多智弘（Elements Garden）

CENTRALFICTION（家庭版）
「TRUE-BLUE」
作詞・歌 - KOTOKO  / 作曲・編曲 - C.G mix

## メディアミックス

### テレビアニメ
『BLAZBLUE ALTER MEMORY』（ブレイブルー オルター・メモリー）のタイトルで、2013年10月よりTOKYO MX、テレビ大阪、テレビ愛知、AT-X、BS日テレにて放送された。内容は第1話から第3話までが『CT』、第4話から最終話までが『CS』の展開になっている。

#### スタッフ
- 原作 - ARC SYSTEM WORKS
- 監修 - 森利道
- 監督 - 橘秀樹
- 監督協力 - 水島精二
- シリーズ構成 - 赤尾でこ
- キャラクターデザイン - 下谷智之
- アクション作画監督 - 吉原達矢[25]
- メカ作画監督 - 大河広行（第一話 - 第八話、第十一話・第十二話）
- 美術監督 - 池田繁美
- 色彩設計 - のぼりはるこ
- 撮影監督 - 林コージロー
- 編集 - 吉武将人
- 音楽 - Arte Refact
- 音楽プロデューサー - 斎藤滋
- 音響監督 - 土屋雅紀
- 音響制作 - スタジオマウス
- 音楽制作 - ランティス
- プロデューサー - 永田厚二、峯嶌将史、塙隆志、岩下由希恵、福田順、松本正義、稲垣健
- アニメーションプロデューサー - 浅賀孝郎、永井理
- アニメーション制作 - teamKG、フッズエンタテインメント
- 製作 - BLAZBLUE ALTER MEMORY製作委員会

#### 主題歌
オープニングテーマ「BLUE BLAZE」
作詞・歌 - 飛蘭 / 作曲・編曲 - R・O・N
エンディングテーマ「REINCARNATION BLUE」
作詞・歌 - 結城アイラ / 作曲・編曲 - 矢鴇つかさ（Arte Refact）

#### 各話リスト
| 話数     | サブタイトル   | 脚本                              | 絵コンテ                  | 演出            | 作画監督                                   | 総作画監督 |
| -------- | -------------- | --------------------------------- | ------------------------- | --------------- | ------------------------------------------ | ---------- |
| 第一話   | 赤き反逆者     | 赤尾でこ                          | 橘秀樹                    | 橘秀樹          | 錦見楽、中村深雪 山本雅章、真部周一郎      | 下谷智之   |
| 第二話   | 蒼の継承者     | 赤尾でこ                          | 橘秀樹、小島正幸 吉田英俊 | 信田ユウ        | 磯野智、山村俊了                           | 下谷智之   |
| 第三話   | 傍観の眼       | 赤尾でこ                          | 坂田純一                  | 江島泰男        | 志賀道憲、飯飼一幸                         | 小林利充   |
| 第四話   | 確率事象       | 髙橋龍也                          | 和村昭                    | 土屋智義 中智仁 | 服部憲知、稲田俊子 小川浩司、秋山宏        | 小林利充   |
| 第五話   | 白き双銃       | 赤尾でこ                          | Бакунин Роман             | 山口頼房        | 山本雅章、錦見楽 真部周一郎                | 下谷智之   |
| 第六話   | 偽りの世界     | 髙橋龍也                          | 関野昌弘                  | 関野昌弘        | 長山延好、関野昌弘                         | 小林利充   |
| 第七話   | 審判の羽根     | 髙橋龍也                          | 古川知宏                  | 信田ユウ        | 中村深雪、錦見楽 管振宇、李少雷            | 下谷智之   |
| 第八話   | 機械仕掛けの魂 | 赤尾でこ                          | 大町生                    | 大町生          | 磯野智、保村成 山村俊了                    | 小林利充   |
| 第九話   | 秩序の力       | 髙橋龍也                          | 藤森カズマ                | 小林孝志        | 山本雅章、飯飼一幸 岡崎洋美、錦見楽        | 下谷智之   |
| 第十話   | 神殺しの繭     | 森利道 山崎もえ・水島精二（協力） | 名村英敏                  | 長岡義孝        | 林あすか、阿部可奈子 竹田欣弘              | 椛島洋介   |
| 第十一話 | 叢雲覚醒       | 赤尾でこ                          | 平川哲生                  | 江島泰男        | 中村深雪、真部周一郎 飯飼一幸、山村俊了    | 小林利充   |
| 第十二話 | 未来への代償   | 髙橋龍也 赤尾でこ                 | 和村昭、水島精二 橘秀樹   | 信田ユウ 橘秀樹 | 長山延好、磯野智 錦見楽、中村深雪 下谷智之 | 小林利充   |

#### 放送局
| 放送地域 | 放送局             | 放送期間                      | 放送日時           | 放送系列                                | 備考                                |
| -------- | ------------------ | ----------------------------- | ------------------ | --------------------------------------- | ----------------------------------- |
| 東京都   | TOKYO MX           | 2013年10月8日 - 12月24日      | 火曜 25:30 - 26:00 | 独立局                                  |                                     |
| 大阪府   | テレビ大阪         | 2013年10月9日 - 12月25日      | 水曜 26:35 - 27:05 | テレビ東京系列                          |                                     |
| 愛知県   | テレビ愛知         | 2013年10月10日 - 12月26日     | 木曜 26:35 - 27:05 | テレビ東京系列                          |                                     |
| 日本全域 | ニコニコ生放送     | 2013年10月11日 - 12月27日     | 金曜 22:00 - 22:30 | ネット配信                              |                                     |
| 日本全域 | ニコニコチャンネル | 2013年10月11日 - 12月27日     | 金曜 22:30 更新    | ネット配信                              |                                     |
| 日本全域 | AT-X               | 2013年10月12日 - 12月28日     | 土曜 20:00 - 20:30 | CS放送                                  | リピート放送あり                    |
| 日本全域 | BS日テレ           | 2013年10月13日 - 12月29日     | 日曜 24:30 - 25:00 | BS放送                                  |                                     |
| 韓国全域 | ANIPLUS            | 2013年10月14日 - 12月30日     | 月曜 22:30 - 23:00 | CS放送 IP放送 ケーブルテレビ ネット配信 | 15歳以上視聴可で放送 韓国語字幕あり |
| 日本全域 | バンダイチャンネル | 2013年10月18日 - 2014年1月3日 | 金曜 12:00 更新    | ネット配信                              |                                     |
| 日本全域 | dアニメストア      | 2013年10月18日 - 2014年1月3日 | 金曜 12:00 更新    | ネット配信                              | 見放題サービス利用者は全話見放題    |

#### Blu-ray / DVD
| 巻 | 発売日         | 収録話          | 規格品番    | 規格品番    | 規格品番    |
| 巻 | 発売日         | 収録話          | BD初回版    | BD通常版    | DVD通常版   |
| -- | -------------- | --------------- | ----------- | ----------- | ----------- |
| 1  | 2013年12月25日 | 第1話 - 第2話   | TEPBZ-54657 | TEPBZ-54658 | TEPBZ-54659 |
| 2  | 2014年1月29日  | 第3話 - 第4話   | TEPBZ-54660 | TEPBZ-54661 | TEPBZ-54662 |
| 3  | 2014年2月26日  | 第5話 - 第6話   | TEPBZ-54663 | TEPBZ-54664 | TEPBZ-54665 |
| 4  | 2014年3月26日  | 第7話 - 第8話   | TEPBZ-54666 | TEPBZ-54667 | TEPBZ-54668 |
| 5  | 2014年4月30日  | 第9話 - 第10話  | TEPBZ-54669 | TEPBZ-54670 | TEPBZ-54671 |
| 6  | 2014年5月28日  | 第11話 - 第12話 | TEPBZ-54672 | TEPBZ-54673 | TEPBZ-54674 |

### 小説
小説はすべて富士見ドラゴンブックから刊行されている。
フェイズシリーズ
- 原案・監修：森利道（アークシステムワークス）
- 著：駒尾真子
- 画：加藤勇樹

1. BLAZBLUE フェイズ0 2010年8月20日発売 富士見書房刊 ISBN 978-4-8291-4592-0-C0176
2. BLAZBLUE フェイズシフト1 2011年4月20日発売 富士見書房刊 ISBN 978-4-8291-4617-0-C0176
3. BLAZBLUE フェイズシフト2 2012年1月20日発売 富士見書房刊 ISBN 978-4-8291-4630-9-C0176
4. BLAZBLUE フェイズシフト3 2012年5月19日発売 富士見書房刊 ISBN 978-4-8291-4671-2-C0176
5. BLAZBLUE フェイズシフト4 2012年9月20日発売 富士見書房刊 ISBN 978-4-8291-4689-7-C0176

ゲーム本編ノベライズ
- 森利道原案・監修による本編を再構成した作品。本編をなぞりながらもゲームやアニメでは描かれなかった新しいシーンも描き、各キャラクターの心情なども掘り下げた公式小説[27][28]。
- 原案・監修：森利道（アークシステムワークス）
- 著：駒尾真子
- 画：杉山友希

1. BLAZBLUE 1 カラミティトリガー（上） 富士見書房刊 2013年1月20日発売 ISBN 978-4-8291-4707-8-C0176
2. BLAZBLUE 2 カラミティトリガー（下） 富士見書房刊 2013年5月18日発売 ISBN 978-4-8291-4729-0-C0176
3. BLAZBLUE 3 コンティニュアムシフト（上） 富士見書房刊 2013年9月20日発売 ISBN 978-4-8291-4747-4-C0176
4. BLAZBLUE 4 コンティニュアムシフト（下） 富士見書房刊 2014年1月18日発売 ISBN 978-4-0407-0017-5-C0176

BLAZBLUE ブラッドエッジ エクスペリエンス
- 原案・監修：森利道（アークシステムワークス）
- 著：駒尾真子
- 画：kyo

1. BLAZBLUE ブラッドエッジ エクスペリエンス（上） 富士見書房刊 2014年6月20日発売 ISBN 978-4-0407-0225-4-C0176
2. BLAZBLUE ブラッドエッジ エクスペリエンス（下） 富士見書房刊 2014年11月20日発売 ISBN 978-4-0407-0215-5-C0176

BLAZBLUE スパイラルシフト
- 原案・監修：森利道（アークシステムワークス）
- 著：駒尾真子
- 画：森利道（アークシステムワークス）

1. BLAZBLUE‐ブレイブルー スパイラルシフト 氷刃の英雄 富士見書房刊 2016年10月20日発売 ISBN 978-4-0407-0857-7-C0176

### 漫画
BLAZBLUE CHIMELICAL COMPLEX
『ファミ通コミッククリア』（エンターブレイン）で連載されていた作品。『CALAMITY TRIGGER』のラグナ編とノエル編を主軸にし、『CALAMITY TRIGGER』から『CONTINUUM SHIFT』のオープニングまでの軌跡を描いている。
原作：アークシステムワークス、作画：小早川ハルヨシ
1. 2011年2月14日発売 エンターブレイン刊 ISBN 978-4-0472-70534
2. 2011年12月15日発売 エンターブレイン刊 ISBN 978-4-0472-76949

BLAZBLUE -ブレイブルー- リミックスハート
『エイジプレミアム』（富士見書房）で連載されていた作品。
原案・監修：森利道（アークシステムワークス）、原作：赤尾でこ、作画：スメラギ
1. 2013年2月9日発売 富士見書房刊 ISBN 978-4-0471-28552
2. 2013年9月9日発売 富士見書房刊 ISBN 978-4-0471-28972
3. 2014年5月9日発売 富士見書房刊 ISBN 978-4-0407-01042
4. 2014年9月9日発売 富士見書房刊 ISBN 978-4-0407-01783

BLAZBLUE
『月刊ドラゴンエイジ』（富士見書房）で連載された作品。ラグナを主人公に据え、ゲーム版本編に沿ったストーリーが描かれている。
原作：アークシステムワークス、監修：森利道（アークシステムワークス）、作画：吉岡榊
1. 2013年10月09日発売 富士見書房刊 ISBN 978-4-0471-2908-5-C0979
2. 2014年2月8日発売 富士見書房刊 ISBN 978-4-0407-0027-4-C0979

BLAZBLUE -ブレイブルー- ヴァリアブルハート
『月刊ドラゴンエイジ』（富士見書房）で連載された作品。
原作：森利道（アークシステムワークス）、作画：スメラギ
1. 2016年12月9日発売 KADOKAWA刊 ISBN 978-4-0407-21163
2. 2017年7月7日発売 KADOKAWA刊 ISBN 978-4-0407-23532
3. 2018年3月9日発売 KADOKAWA刊 ISBN 978-4-0407-26298

### ゲーム攻略本・設定資料集
- BLAZBLUE PLAYERS GUIDE 2009年2月26日発売 エンターブレイン刊 ISBN 978-4-7577-47555
- BLAZBLUE コンプリートガイド 2009年6月26日発売 ソフトバンククリエイティブ刊 ISBN 978-4-7973-54829
- BLAZBLUE 設定資料集 2009年9月2日発売 ソフトバンククリエイティブ刊 ISBN 978-4-7973-54836
- BLAZBLUE コンティニュアム・シフト プレイングガイド  2010年2月17日発売 エンターブレイン刊 月刊アルカディア 2010年3月号増刊
- BLAZBLUE コンティニュアムシフト コンプリートガイド 2010年7月5日発売 ソフトバンククリエイティブ刊 ISBN 978-4-7973-60738
- BLAZBLUE コンティニュアムシフト II プレイングガイド 2011年3月2日発売 エンターブレイン刊 ISBN 978-4-0472-71821
- BLAZBLUE コンティニュアムシフト 設定資料集 2011年4月9日発売 ソフトバンククリエイティブ刊 ISBN 978-4-7973-60745
- BLAZBLUE コンティニュアムシフト エクステンド コンプリートガイド 2012年1月16日発売 ソフトバンククリエイティブ刊 ISBN 978-4-7973-68222

### 舞台
『LIVE ACT「BLAZBLUE」～CONTINUUM SHIFT～』のタイトルで、2014年3月6日から9日に天王洲銀河劇場にて初演。
『LIVE ACT「BLAZBLUE」～CONTINUUM SHIFT～再起動（リブート）』のタイトルで、2016年8月10日から14日に新宿村LIVEにて再演。

#### キャスト（舞台）
初演 / 再演の順に記載、「 / 」がなければ両方に出演。
- ラグナ＝ザ＝ブラッドエッジ：友常勇気 / 薫太
- ジン＝キサラギ：荒牧慶彦 / 阿部悠真
- ノエル＝ヴァーミリオン：桃瀬美咲 / 大林ちえり
- ハザマ：村上幸平
- レイチェル＝アルカード：澤翔子
- ツバキ＝ヤヨイ：小原春香 / 小玉百夏
- マコト＝ナナヤ：小市眞琴

#### スタッフ（舞台）
初演 / 再演の順に記載、「 / 」がなければ両方を担当。
- 監修：森利道
- 演出：松崎史也 / 井上テテ
- 脚本：ラスプーチン矢野

### Webラジオ

#### 概要
ニコニコ動画内「アークシステムワークス公式動画チャンネル」にて配信されるWebラジオ（#外部リンク参照）。動画 + リアルタイムコメント機能を活かした番組。パーソナリティ & ゲストが「教えて! ライチ先生」で使用されているデフォルメキャラクターとして登場する映像が配信される。スタッフが心魂を注いだ妥協のない映像によって成立しているため、たまに更新が遅れたり不定期になったりする。
2009年4月9日より「ぶるらじ」のタイトル名で配信を開始。本来は家庭用一作目の宣伝・応援のために放送されたが、年末にはアーケード二作目稼動を祝してのスペシャル、2010年初頭にはイベントで行われた公開録音の模様を四回に分けて配信した。また、第2期放送「続・ぶるらじ」が2010年6月から開始されたが、同年12月9日に終了した。その後、16：9のワイド画面となって第3期放送「ぶるらじW（ワイド）」が2011年3月31日に放送を開始する。また、同年3月11日に東北地方太平洋沖地震が発生したため、同月25日に「ぶるらじ～緊急チャリティースペシャル～」が急遽放送された。「W」になってからは、リスナーアンケート実施に伴い、集計結果との都合をあわせるために不定期放送となり同ラジオの一部コーナーが単発ものとなった。その後、「W」第4回で近藤が同番組が以前と同じ定期放送になることを発表した。
2017年4月6日の100回目放送を持って真の最終回、8年に渡るぶるらじは幕を閉じた。100回の理由は、本編99回の他、緊急チャリティースペシャルを加えてのこと。
2018年4月26日、ブレイブルー公式ツイッターにて、昨年4月に終了したぶるらじのお便りが募集開始したことが発表され、5月31日午後6時より、「NEO」として復活する。また、「NEO」では従来の2Dキャラではなく、BBTAGのアバターキャラをベースにした3Dキャラになった。

#### ラジオタイトル
ぶるらじ（第1期）
- 配信期間：
  - 2009年4月9日 - 9月17日（本放送）
  - 2009年12月10日（コンティニュアム シフト 稼働記念スペシャル）
  - 2010年3月11日 - 4月22日（ぶるふぇす2010春-SPRING RAID- 公開録音スペシャル）

続・ぶるらじ（第2期）
- 配信期間：
  - 2010年6月3日 - 12月9日

ぶるらじW（ワイド）（第3期）
- 配信期間：
  - 2011年3月31日 - 2012年5月31日

ぶるらじH（はいぱ〜）（第4期）
- 配信期間：
  - 2012年11月21日 - 2013年10月10日

ぶるらじA（エース）（第5期）
- 配信期間：
  - 2013年10月24日 - 2015年2月26日

ぶるらじQ（クイック）（第6期）
- 配信期間：
  - 2015年4月23日 - 2016年3月31日

ぶるらじD（ダイナミック）（第7期）
- 配信期間：
  - 2016年7月28日 - 2017年4月6日

ぶるらじNEO（ネオ）（特別回）
- 配信期間：
  - 2018年5月31日 -

#### メインパーソナリティ
- 杉田智和（ラグナ＝ザ＝ブラッドエッジ役）《欠席》7期・第5回
- 今井麻美（ツバキ＝ヤヨイ役）《欠席》1期・第10回、3期・第4回、4期・第4回、4期・すぺしゃる回、5期・第4回、5期・すぺしゃる第2回、7期・第6回
- 近藤佳奈子（ノエル＝ヴァーミリオン役）《遅刻》2期・第10回　《欠席》5期・第4回、7期・第6回

※ぶるらじQ最終回の際、近藤は出席してはいるものの急性声帯炎を発症してしまったため、声は出せなかった（キャラビジュアルもマスクが加えられている）。ノエルポエムは後日収録して最後に登場している。

#### コーナー

##### ぶるらじNEO コーナー一覧
一問一答コーナー（第4期） / テメェに一問一答（第5・6期） / テメェに一問一答 断（第7期） / テメェに一問一答 ???（第8期）
ゲストに対し、リスナーから寄せられた短い質問を60秒間でたくさんして直感で答えてもらうコーナー。リスナーからの質問募集は第5期から。また、その回答内容によっては放送事故になってしまうようなものも。
ノエルポエム（全期）
近藤佳奈子扮するノエルが、リスナーから募った、あるいはスタッフ・パーソナリティの合作・自分のポエムを読み上げるコーナー。別名「公開処刑」コーナー。
ツバキの幸せになりたい（第5期） / ツバキの30秒で幸せになりたい！（第6期） / ツバキのDoooしても幸せになりたい！（第7期） / ツバキの幸せになりたい！NEO（第8期）
「A」のコーナー。送られてきた"元気のないお便り"を紹介し、それに対してツバキが慰めるコーナー。しかしほぼ今井麻美の素であったり、慰めになっていなかったりする。
「Q」では、送られてきた"元気のないお便り"を紹介し、それに対してツバキが30秒で慰めて、幸せになれる方法を伝授するコーナー。
「D」では当初時間制限要素が無かったが、リスナーからの要望により復活している。「NEO」でも登場する。

##### これまでで登場したコーナー一覧
罵倒（ばと）ってラグナ君（第1期） / もっと罵倒（ばと）ってラグナ君（第2期・第3期） / もっともっと罵倒（ばと）ってラグナ君（第4期・第5期） / 帰ってきた！罵倒（ばと）ってラグナ君（第5期・すぺしゃる）
リスナーの失敗談や恥ずかしい話をラグナに罵倒してもらうオープニングコーナー。
杉田がお便りを読み上げた後、今井と近藤によるタイトルコールに続いて「てめぇ、馬鹿か!」と杉田扮するラグナが罵倒するという流れがおきまりだが、たまに杉田が罵倒せずにリスナーをフォローしたり同意を示すこともままある。また、ラグナの役をゲスト演じるキャラクターや、今井・近藤が代わりに請け負うこともあった。第2期以降の杉田は「てめぇ、馬鹿か!」を1回も言っていない。
まだ終わりじゃねえぞ!!（第6期）
リスナーの失敗談や恥ずかしい話をラグナに解決する方法を伝授して励ます「Q」のオープニングコーナー。ただし中には、「もう、手遅れです」など解決が難しいものもある。
ぶるらじドラマティックシアター（第7期）
出演キャスト全員がキャラに沿って、様々なお話を展開していくコーナー。また、指定されたキャラにリスナーによるお便りからの質問も出来る。その中には珍回答なものも。
ぶるぎり（第6期） / ぶるぎり 怒涛（第7期）
ブレイブルーに関するお題で大喜利を行うコーナー。お題に対するリスナーのおもしろ回答を発表、そのおもしろさを4段階（ポイ・いい・けっこー・ばっち）で判定（この際、斎藤千和によるボイスが流れる）し、ポイ以外の判定の場合は他コーナーではもらえないオリジナルグッズ（いい: ステッカー（ぶるぎり仕様）、けっこー: 缶バッジ、ばっち: Tシャツ）が進呈される（ポイの場合は他コーナーと同じステッカー）。
また、「D」最終回では、ばっちを超える判定が存在しており、ボイスも収録してあったことが明かされた。この回まで該当はなかったが、第86回で投稿されたとあるネタ（当初の判定はばっち）が特にキャスト、スタッフ、そしてリスナーの印象に残っていたこと、また、このネタを送ったリスナーがこの回のぶるぎりでも採用されていたことを受け、進呈されることになった。景品はいい・けっこー・ばっちの全オリジナルグッズ。
もしものブレイブルー（第1期・第2期） / もしもの1コマブレイブルー（第3期・第4期）
リスナーから「バトル中、もしもこんな事があったらなんて言う?」というお題を募集し、出演者がそれをアドリブで発表するコーナー。
ぶるふぇすでは、スタッフが丹精込めて描いた一枚絵を基に吹き出しに台詞を書き、イラストに書かれているキャラの担当声優が出演者全員が書いた台詞をキャラになりきって読むコーナーとなった。また、第1回公開録音スペシャルで4コマ漫画版も行われ、「続」でも1度だけこのコーナーが復活した。
「続」や「W」になってからは視聴者コーナーとして公式ポータルサイトにお題のイラストを基に、リスナーの回答を募集。後日、番組内で選りすぐりの回答を公開する形となった。
ぶるこま（第5期）
「A」のオープニングコーナー。お題に沿ったコマの台詞にリスナーから頂いた答えを埋めて実際に読む。正しく珍回答なものばかり。
ぶるらじすごろく ダイスでGO！
「D」からの新コーナー。出演するキャスト全員がすごろくを行い、ゴールを目指す。全員ゴールしない限り終わらないという無限地獄が、キャスト全員を待ち受ける。
ぶるらじニュース（第5・6期） / ぶるらじダイナミックチャンネル（第7期）
アークシステムワークス最新情報をお届けするコーナー。
うろ覚え魔道書（第1期） / うろ覚え魔道書・審（第3期） / ペンは剣（アークエネミー）よりも強し!!・うろ覚え魔道書はいぱぁ～（第4期） / うろ覚え魔道書りた～ん（第6期） /  Duel！ お絵かきマスター（第7期・不定期募集）
お題となる世の中のありとあらゆるものを、パーソナリティとゲストがうろ覚えで描くコーナー。たまに著作権的に危ないものが出現する。杉田はガンダム関連の絵が多い。
近藤の画力が意外に高く、今井が「こっちをバトル! バトル! にすれば天玉を奪えるのに」と嘆いていた。
第3期の「W」で同企画が復活、審の読みは「ジャッジメント」。お題はリスナーのリクエストとなっており、パーソナリティとゲストの描いたイラストをスタッフ達が多数決で「封印」するイラストを決める。
「D」では、二人一組での対戦要素が追加された。ひとりがくじを引いて書かれたお題を30秒でお絵描き、もうひとりがその絵が何か答える。
バトル! バトル!!（第1期）
杉田智和の持つ天玉ポイントを、今井・近藤・ゲストのチームが様々な勝負に勝つことで奪うことを目的としたコーナー。
- 「今井・近藤が勝利した場合、美味しいもの（焼肉）を奢ってもらう」
- 「番組最終回までに杉田がポイントを死守した場合、今井と近藤でキスをする」

というルールで進んでいたものの、どんな勝負方式でもあまりにも杉田が強すぎたため（今井と近藤が弱すぎたという意見もあるが）、最初は5天玉だった獲得ポイントが回を重ねるごとに増えていった。また、柿原徹也をゲストに迎えた第1回公開録音すぺしゃるにおいて、「今井・近藤が勝利した場合、杉田と柿原がキスをする」というルールも追加されたが、こちらは冗談半分なものであった。
最終的にゲストに頼りっぱなしのコーナーとなってしまった（その後、焼肉を奢ってもらえたかは不明である）。
ぶるらじWすぺしゃる　マジカルビートでバトル! バトル!!
「W」最終回で行われた上記の「バトル! バトル!!」の派生版で、アークシステムワークス開発のアーケードゲーム「マジカルビート」にラグナ、ノエル、ツバキのゲスト参戦が決定したことを記念して行われた特別コーナー。
ぶるらじパーソナリティの3人が、森利道が自腹で用意した叙々苑のお食事券をかけてリーグ戦方式で対戦。
結果、3人とも1勝1敗という同点となり、最終的に合計スコアが1位だった近藤が優勝した。
僕らの六英雄（第1期）
第1期の第17回放送でのみ行われた単発コーナー。進行役のココノエ（松浦）が出題する1つのテーマに対し、1人1人がそのテーマに沿った単語を考えて発表していき、考えた単語が被った場合は被った人が「自身が思う自分の長所」を発表する罰ゲームを受けるというルールとなっている。当初は6人でやる予定であったが、出演者が7人（杉田、近藤、今井、柿原、植田、磯村、小山）だった。
これが蒼の力だ！（第2期）
「続」からのコーナー。ラグナのアストラルヒート「ブラック・オンスロート」の台詞をパロディーする。台詞の順番はくじ引き（アラクネのイラスト入り）で行う。
士官学校美術室（第2期）
「続」からのコーナー。書きかけの絵を、お題に沿って仕上げていくコーナー。初期の頃の書きかけの絵は長方形や丸といった記号が主だったが、「W」後半になってからはゲームキャラやアーケード筐体等、何かと力の入った絵になった。
戦え！カグツチ道場（第2期）
「続」からのコーナー。巷でよく言われているゲーム用語をクイズ形式で勉強していくコーナー。ゲーム好きの杉田が主導・回答者となって進行する。
ツバキのささやき（第1期）
今井麻美扮するツバキがリスナーにささやきかけるコーナー。ゲームセンターにおける注意事項からメタな発言まで様々なことをささやく。類似のコーナーに「ジンのつぶやき」「レイチェルのさげすみ」「バングのおたけび」などが存在する。
ツバキの報告書（第2期・第3期）
「続」「W」のコーナー。ラジオ終了直前、今回のラジオを振り返ってのコメントを、誰かひとり（通常はゲスト）と一緒にキャラクターとして報告するコーナー。しかしテイガー役の乃村健次と石渡太輔を除いてまともな報告をした例がない。たまに無茶振りをすることがある。
ツバキの断罪（第4期）
「H」のコーナー。ラジオ終了直前、送られてきたお便りの中から一通を紹介し、帝に代わりツバキが断罪するという物なのだが、選定するのはツバキ役の今井麻美が主である。
内容は個人的な物からキャラクターに関する物がほとんどである。ただし、内容的に危ない物があったり、関係ない事だったりする。
もしかしたらのブレイブルー（第3期・第4期）
「W」からの単発コーナー。家庭用ブレイブルーのモードで、「もしかしたらこんなシステムが搭載されているんじゃないか…?」という新しいモードを考えて発表していくコーナー。
「H」では、オーバードライブ以外にもこんな物があるという事を考えて発表するコーナー。第1回のみ。
教えて! お師匠様（第3期）
「W」からの単発コーナー。ゲストをお師匠様として仰ぎ、ゲストに関連するテーマに沿って様々なものにチャレンジし、勉強していくコーナー。タイトルロゴは「教えて! ライチ先生」をモチーフにしている。
ぶるらじランキング島（第3期） / ぶるらじランキング島はいぱぁ～（第3期）/ DokiDoki☆ぶるらじランキング島（第7期・不定期募集）
「W」からのコーナー。ブレイブルーの公式ポータルサイトで実施されたキャラアンケートの集計した結果を発表していくコーナー。第3回放送ではパーソナリティーチームとゲストチームに分かれて各アンケート文で該当したトップ3人（キャラクターと順位）を予想して競い合う特別ルールで実施された。
その後、コーナー名に「はいぱぁ〜」が付いて復活する。
アラクネの中身なんだろな?（第3期）
「W」からの単発コーナー。「箱の中身なんだろな?」ゲームをブレイブルー風味にしたチーム対抗コーナー。アラクネに見立てた箱の中に入っている3つの物を手だけで感じ取り、物の名前を当てていく。
もしもの確率事象（第3期） / もしものペルソナ
「W」からのコーナー。読みは「もしものコンティニュアムシフト」。「もしもこんな時、ブレイブルーのキャラならなんて言う?」というお題の基に、出演者が自身の演じるキャラになって回答する正解の存在するコーナー。正解となるキャラの台詞は全てプロデューサーの森及びアークシステムワークス公認の答えであるが、どの答えもゲーム中には存在しないぶっ飛んだ答えばかりだったため、杉田は遠まわしで「公式が病気」と発言している。第1期のコーナー「もしものブレイブルー」のリファイン版。
また、「W」第10回放送では、ペルソナを題材にしたコーナーとしてコーナー名が1度だけ変わり、「いたら迷惑なペルソナ」というお題で進行。同コーナー中は花村陽介のペルソナ「ジライヤ」も登場している。
選んで答えてEXTEND-エクステンド-（第3期）
「W」からのコーナー。略称「えらこたEX」。公式HPで実施された三択形式のリスナーアンケートの集計結果を発表するコーナー。同コーナーではスタッフが紹介された質問と同様の質問で実際に街中の人たちにもアンケートを行い、その集計結果も発表される。「W」の定期放送化に伴い、「ぶるらじランキング島」を縮小化させたコーナー。
こんなブレイブルーは嫌だ!!
「W」からのコーナーで、ブレイブルーの設定になって欲しくないことなどをリスナーから募集し、発表するコーナー。
元々は第1期の公開録音スペシャルで杉田がとあるコーナーのシンキングタイムの時間稼ぎ用に即興で考え出したコーナーで、「W」で公式コーナーへと昇格した。
第七機関商品開発部（第3期） / 第七機関商品開発部 ダイナモ（第7期）
「W」からのコーナー。リスナーが投稿した「実際に商品化して欲しいブレイブルーグッズ」を紹介し、出演者達が選んだアイデアを1つだけ実際にグッズ化するというコーナー。面白半分で考えたものから真剣に考えたものまで数多く寄せられた模様で、「W」第13回において厳選に苦悩した、ゲストの松浦の提案もあり、グッズ化するアイデアを4つに増やす事となった。
「ν-No.13-のヤンデレCD」というアイデアが提案されて以降、同アイデアを推薦するコメントが跡を絶たなかった。
グッズ化されたアイデアは2012年8月5日開催の「ぶるふぇす2012 -らいおっとさまー あげいん-」の物販コーナーで販売され、ハザマのアークエネミー「蛇双ウロボロス」の意匠をあしらったストール「ウロボロストール」と、同ラジオで杉田のボケで誕生したぶるらじオリジナルキャラ「アステカ」の姿をしたペーパーカッター「アステカッター」が販売された。

#### 放送履歴
| 回数                               | サブタイトル                                                                           | 配信日                  | ゲスト |
| ぶるらじ（第1期）                  | ぶるらじ（第1期）                                                                      | ぶるらじ（第1期）       | ぶるらじ（第1期） |
| ---------------------------------- | -------------------------------------------------------------------------------------- | ----------------------- | --- |
| 第1回 (1)                          | 「ぶるらじ・THE・ハードコア」                                                          | 2009年4月9日            | ゲスト無し |
| 第2回 (2)                          | 「ぶるらじ・R-15指定」                                                                 | 2009年4月23日           | たかはし智秋（ライチ・フェイ・リン役） |
| 第3回 (3)                          | 「ぶるらじ・夢の競演!?」                                                               | 2009年5月7日            | 石渡太輔（サウンドディレクター） |
| 第4回 (4)                          | 「ぶるらじ・きれいなアラクネ」                                                         | 2009年5月21日           | 疋田高志（アラクネ役） |
| 第5回 (5)                          | 「お前らそんなに猫が好きか!?」                                                         | 2009年6月5日            | ゲスト無し |
| 第6回 (6)                          | 「ぶるらじ・私サラブレッドだから」                                                     | 2009年6月18日           | 植田佳奈（レイチェル・アルカード役） |
| 第7回 (7)                          | 「ぶるらじ・公開録音スペシャルパートI」                                                | 2009年7月9日            | 柿原徹也（ジン・キサラギ役） |
| 第8回 (8)                          | 「ぶるらじ・公開録音スペシャルパートII」                                               | 2009年7月16日           | 柿原徹也（ジン・キサラギ役） |
| 第9回 (9)                          | 「ぶるらじ・「おまえのスティックに釘を打て」でござる!!」                               | 2009年7月30日           | 小山剛志（シシガミ・バング役） |
| 第10回 (10)                        | 「ぶるらじ・コスプレ…嫌いかね!?」                                                      | 2009年8月13日           | 磯村知美（マコト・ナナヤ役） |
| 第11回 (11)                        | 「ぶるらじ・何だ…お前も改造して欲しいのか?」                                           | 2009年9月3日            | 松浦チエ（ココノエ役） |
| 第12回 (12)                        | 「此処ではない何処かへ…ニャス!!」（最終回）                                            | 2009年9月17日           | 斎藤千和（タオカカ役） |
| スペシャル                         |                                                                                        |                         | |
| (13)                               | 「ぶるらじ・コンティニュアム シフト 稼働記念スペシャル」                               | 2009年12月10日          | ゲスト無し |
| (14)                               | 「ぶるふぇす2010春-SPRING RAID- 公開録音スペシャルパート1」                            | 2010年3月11日           | 磯村知美 小山剛志 植田佳奈 柿原徹也 松浦チエ（パート2、パート4） |
| (15)                               | 「ぶるふぇす2010春-SPRING RAID- 公開録音スペシャルパート2」                            | 2010年3月25日           | 磯村知美 小山剛志 植田佳奈 柿原徹也 松浦チエ（パート2、パート4） |
| (16)                               | 「ぶるふぇす2010春-SPRING RAID- 公開録音スペシャルパート3」                            | 2010年4月8日            | 磯村知美 小山剛志 植田佳奈 柿原徹也 松浦チエ（パート2、パート4） |
| (17)                               | 「ぶるふぇす2010春-SPRING RAID- 公開録音スペシャルパート4」                            | 2010年4月22日           | 磯村知美 小山剛志 植田佳奈 柿原徹也 松浦チエ（パート2、パート4） |
| 続・ぶるらじ（第2期）              |                                                                                        |                         | |
| 第1回 (18)                         | 「帰ってきたぶるらじ」                                                                 | 2010年6月3日            | 森利道（プロデューサー） |
| 第2回 (19)                         | 「ジェネシックエメラルド超電磁ラジオ」                                                 | 2010年6月17日           | 乃村健次（テイガー役） |
| 第3回 (20)                         | 「ヒャッハー! ブレイブルー起動だぁ!!」                                                 | 2010年7月1日            | 中村悠一（ハザマ役） |
| 第4回 (21)                         | 「プレイアブル化だよ、全員集合〜!」                                                    | 2010年7月15日           | 磯村知美（マコト・ナナヤ役） |
| 第5回 (22)                         | 「紫色の憎いヤツ」                                                                     | 2010年7月29日           | 諏訪部順一（レリウス・クローバー役） |
| 第6回 (23)                         | 「お姉さんが頭、診てあげようか?」                                                      | 2010年8月12日           | たかはし智秋（ライチ・フェイ・リン役） |
| 第7回 (24)                         | 「姫様、僭越ながら私めも参戦致します」                                                 | 2010年9月9日            | 植田佳奈（レイチェル・アルカード役） |
| 第8回 (25)                         | 「ココノエ博士のぶるらじ改造計画?」                                                    | 2010年9月23日           | 松浦チエ（ココノエ役） |
| 第9回 (26)                         | 「そんなラジオで大丈夫か?」                                                            | 2010年10月7日           | 杉田智和（バングの部下B役） 今井麻美（ヤルカカ役） 近藤佳奈子（ν-13役） |
| 第10回 (27)                        | 「対象をぶるらじと認識・介入します」                                                   | 2010年10月21日          | 近藤佳奈子（Λ-11役） 磯村知美（マコト・ナナヤ役） |
| 第11回 (28)                        | 「愛の鉄拳ぱんちでぶるらじに殴り込みっ!?」 （アルカナハート３ Xbox 360/PS3版宣伝番組） | 2010年11月4日           | 高橋美佳子（愛乃はぁと役〈アルカナハートシリーズより〉） |
| 第12回 (29)                        | 「深い蒼の音、紡ぎます」                                                               | 2010年11月18日          | 石渡太輔（サウンドディレクター） |
| 第13回 (30)                        | 「BBCS II稼動記念!! そしてまたどこかで…」（最終回）                                    | 2010年12月9日           | 森利道（プロデューサー） 悠木碧（プラチナ＝ザ＝トリニティ役） |
| (31)                               | 「～緊急チャリティースペシャル～」                                                     | 2011年3月25日           | ゲスト無し |
| ぶるらじW（ワイド）（第3期）       |                                                                                        |                         | |
| 第1回 (32)                         | 「BBCS2 PSP & 3DS版発売記念すぺしゃる」                                                | 2011年3月31日           | 松浦チエ（ココノエ役） |
| 第2回 (33)                         | 「みんな大好き、猫の人!」                                                              | 2011年6月23日           | てらそままさき（獣兵衛役） |
| 第3回 (34)                         | 「TGS2011ぶるらじW公開録音すぺしゃる」                                                 | 2011年10月13日          | 柿原徹也（ジン・キサラギ役） 植田佳奈（レイチェル・アルカード役） 磯村知美（マコト・ナナヤ役） 飛蘭（「EXTEND」新主題歌ボーカル） |
| 第4回 (35)                         | 「BBEX発売まであと1ヶ月、ぶるらじ定期配信はじまるよ!」                                 | 2011年11月17日          | 植田佳奈（レイチェル・アルカード役） |
| 第5回 (36)                         | 「BBEX発売まであと2週間! 今年もあと1ヶ月で終わりだね…」                                | 2011年12月1日           | ゲスト無し |
| 第6回 (37)                         | 「BLAZBLUE CONTINUUM SHIFT EXTEND 発売記念すぺしゃる」                                 | 2011年12月17日          | 森利道（プロデューサー） |
| 第7回 (38)                         | 「正ヒロインの座、私がいただきます!」                                                  | 2012年1月26日           | 野水伊織（セリカ・A・マーキュリー役） |
| 第8回 (39)                         | 「真の勝利は孤独な戦いの果てに」                                                       | 2012年2月9日            | 飛蘭（歌手） |
| 第9回 (40)                         | 「BBEXで遊んでる? 小説は読んだ? よし、次はぶるらじだ!」                                | 2012年2月23日           | 森利道（プロデューサー） |
| 第10回 (41)                        | 「ぺるらじ・P4U大好評稼働中、行くぜ相棒!」                                             | 2012年3月8日            | 森久保祥太郎（花村陽介役〈ペルソナ4シリーズより〉） |
| 第11回 (42)                        | 「兄貴結婚おめでとう!」                                                                | 2012年3月22日           | 小山剛志（シシガミ・バング役） |
| 第12回 (43)                        | 「本物のマコト登場! ニセッチの運命や如何に!?」                                         | 2012年4月19日           | 磯村知美（マコト＝ナナヤ役） |
| 第13回 (44)                        | 「ココノエ博士到来! BB新グッズ決定なるか!?」                                           | 2012年5月17日           | 松浦チエ（ココノエ役） |
| 第14回 (45)                        | 「PSP版BBEX発売記念! 俺達の冒険はまだこれからだ!」（最終回）                           | 2012年5月31日           | 森利道（プロデューサー） 磯村知美（マコト＝ナナヤ役） |
| (46)                               | 「ぶるらじW ぶるふぇす らいおっとさまーあげいんすぺしゃる パート1」                    | 2012年9月6日            | 中村悠一（ハザマ役） 悠木碧（プラチナ＝ザ＝トリニティ役） ゆかな（帝役） 行成とあ（バレット役） 安元洋貴（アズラエル役） 磯村知美（マコト＝ナナヤ役） |
| (47)                               | 「ぶるらじW ぶるふぇす らいおっとさまーあげいんすぺしゃる パート2」                    | 2012年9月13日           | 中村悠一（ハザマ役） 悠木碧（プラチナ＝ザ＝トリニティ役） ゆかな（帝役） 行成とあ（バレット役） 安元洋貴（アズラエル役） 磯村知美（マコト＝ナナヤ役） |
| ぶるらじH（はいぱ〜）（第4期）     |                                                                                        |                         | |
| 第1回 (48)                         | 「BBCP稼働 & ぶるらじH始動!」                                                          | 2012年11月21日          | 森利道（プロデューサー） |
| 第2回 (49)                         | 「ここは最高のラジオではないか!!」                                                     | 2012年12月20日          | 安元洋貴（アズラエル役） |
| 第3回 (50)                         | 「あなたのハートにロックオン」                                                         | 2013年1月31日           | 行成とあ（バレット役） |
| 第4回 (51)                         | 「某人形劇からの刺客!?」                                                               | 2013年2月21日           | 植田佳奈（レイチェル・アルカード役） 磯村知美（マコト＝ナナヤ役） |
| 第5回 (52)                         | 「再来! みんな大好ききゃみそまさん!?」                                                 | 2013年3月14日           | てらそままさき（獣兵衛役） |
| 第6回 (53)                         | 「春真っ盛り! 花見? それともぶるらじ見?」                                              | 2013年3月28日           | 森利道（プロデューサー） |
| 第7回 (54)                         | 「きれいなアラクネ・あげいん」                                                         | 2013年4月11日           | 疋田高志（アラクネ役） |
| 第8回 (55)                         | 「蒼き運命のアドベンチャー「XBLAZE」始動スペシャル!!」                                 | 2013年4月25日           | XBLAZEより 菊池幸利（篝 橙八段役） 持月玲依（姫鶴 ひなた役） |
| 第9回 (56)                         | 「〜ぶるらじH in パシフィコ横浜 公開録音すぺしゃる〜 前編」                            | 2013年6月20日           | 中村悠一（ハザマ役） 柿原徹也（ジン＝キサラギ役） 植田佳奈（レイチェル＝アルカード役） 斎藤千和（タオカカ役） 安元洋貴（アズラエル役） 磯村知美（マコト＝ナナヤ役） 行成とあ（バレット役） 松浦チエ（ココノエ役） 特別ゲスト《後編から登場》 森利道（プロデューサー） 橘秀樹（アニメBLAZBLUE ALTER MEMORY監督） 水島精二（アニメBLAZBLUE ALTER MEMORY監督協力） |
| 第9回 (57)                         | 「〜ぶるらじH in パシフィコ横浜 公開録音すぺしゃる〜 後編」                            | 2013年6月27日           | 中村悠一（ハザマ役） 柿原徹也（ジン＝キサラギ役） 植田佳奈（レイチェル＝アルカード役） 斎藤千和（タオカカ役） 安元洋貴（アズラエル役） 磯村知美（マコト＝ナナヤ役） 行成とあ（バレット役） 松浦チエ（ココノエ役） 特別ゲスト《後編から登場》 森利道（プロデューサー） 橘秀樹（アニメBLAZBLUE ALTER MEMORY監督） 水島精二（アニメBLAZBLUE ALTER MEMORY監督協力） |
| 第10回 (58)                        | 「〜XBLAZE 発売記念スペシャル!! 君は新たな蒼を手に入れたか!?〜」                       | 2013年7月25日           | XBLAZEより 野村真悠華（Es役） 持月玲依（姫鶴 ひなた役） |
| 第11回 (59)                        | 「〜黒き疾風 カグラ＝ムツキ 参上!!〜」                                                 | 2013年8月8日            | 藤原啓治（カグラ＝ムツキ役） |
| 第12回 (60)                        | 「〜ぶるらじはいつも心のなかに〜（最終回）」                                           | 2013年8月29日           | 森利道（プロデューサー） |
| (61)                               | 「〜月英学園-kou-発売＆ブレイブルーTVアニメ放映開始記念すぺしゃる!!〜」                | 2013年10月10日          | 植田佳奈(レイチェル＝アルカード役) 佐藤利奈（アニメ「BLAZBLUE ALTER MEMORY」幼少期ラグナ・「月英学園 -kou-」麻生明役） 森利道（プロデューサー） |
| ぶるらじA（エース）（第5期）       |                                                                                        |                         | |
| 第1回 (62)                         | 「〜BBCP家庭用発売&ぶるらじA始動だよ兄さん!〜」                                        | 2013年10月24日          | 柿原徹也（ジン＝キサラギ役） |
| 第2回 (63)                         | 「〜ヒロイン争奪戦、再び!?〜」                                                         | 2013年11月7日           | 野水伊織（セリカ＝A＝マーキュリー役） |
| 第3回 (64)                         | 「〜祝・プレイアブル化! お前ら全員改造してやろう!〜」                                  | 2013年11月21日          | 松浦チエ（ココノエ役） |
| 第4回 (65)                         | 「〜希望と絶望と底知れぬ無垢…月英学園すぺしゃる!〜」                                   | 2013年12月12日          | 月英学園 -kou-より 早見沙織（御月英里役） 中村悠一（御月大河役） |
| 第5回 (66)                         | 「〜ヒャッハー! プレイアブル化だぁ!! お前ら遊んでやんよ!!〜」                          | 2013年12月26日          | 中村悠一（ハザマ、ユウキ＝テルミ役） |
| 第6回 (67)                         | 「〜2014年だよ! BLAZBLUE & GUILTY GEAR特集〜」                                         | 2014年1月30日           | 磯村知美（マコト＝ナナヤ役） 石渡太輔（GGゼネラルディレクター） |
| 第7回 (68)                         | 「〜ぎるらじ・祝GGXrd稼働!! 覚悟はできてんのか?〜」                                    | 2014年2月20日           | 中田譲治（ソル=バッドガイ役〈GUILTY GEARシリーズより〉） 石渡太輔（GGゼネラルディレクター） |
| 第8回 (69)                         | 「〜BBCPVita版発売直前すぺしゃる! ブレイブルーの歴史を振り返ろ〜! 〜」                 | 2014年3月27日           | ゲスト無し |
| 第9回 (70)                         | 「〜祝・BBCPVita版発売ですね、僕の参戦はまだですか?〜」                                | 2014年4月24日           | 市来光弘（ヒビキ=コハク役） |
| 第10回 (71)                        | 「〜春〜 公開録音スペシャル in ニコニコ超会議3」                                       | 2014年5月29日           | 中村悠一（ハザマ、ユウキ＝テルミ役） |
| 第11回 (72)                        | 「〜MUSIC LIVE直前スペシャルでござる!〜」                                              | 2014年6月26日           | 小山剛志（シシガミ＝バング役） |
| 第12回 (73)                        | 「〜やったぁプレイアブル化だよっ! あれっもう最終回!?〜（最終回）」                     | 2014年7月24日           | 野水伊織（セリカ＝A＝マーキュリー役） |
| スペシャル                         |                                                                                        |                         | |
| (74)                               | 「〜祝! BBCPバージョンアップすぺしゃる〜」                                             | 2014年10月9日           | 磯村知美（マコト=ナナヤ役） |
| (75)                               | 「〜GGXrd 家庭用発売が待ちきれないっすぺしゃる〜」                                     | 2014年10月30日          | 草尾毅（カイ=キスク役〈GUILTY GEARシリーズより〉） 潘めぐみ（ラムレザル＝ヴァレンタイン役〈GUILTY GEARシリーズより〉） 石渡太輔（GGゼネラルディレクター） |
| (76)                               | 「〜祝・GGXrd家庭用発売記念すぺしゃる〜」                                              | 2014年12月4日           | 中田譲治（ソル=バッドガイ役〈GUILTY GEARシリーズより〉） 草尾毅（カイ=キスク役〈GUILTY GEARシリーズより〉） 石渡太輔（GGゼネラルディレクター） |
| (77)                               | 「〜祝・P4U2バージョンアップすぺしゃる〜」                                             | 2015年1月15日           | 山口勝平（クマ役〈ペルソナ4シリーズより〉） |
| (78)                               | 「〜蒼の音色響く BLAZBLUE MUSIC LIVE 2015 開催記念すぺしゃる〜」                       | 2015年2月26日           | 飛蘭（歌手） |
| ぶるらじQ（クイック）（第6期）     |                                                                                        |                         | |
| 第1回 (79)                         | 「～BBCPEX発売！ 登場★巨乳美少女マイ（男）～」                                         | 2015年04月23日          | 早見沙織（マイ＝ナツメ役） |
| 第2回 (80)                         | 「～リス特盛り大サービス!!～」                                                         | 2015年05月28日          | 磯村知美（マコト＝ナナヤ役） |
| 第3回 (81)                         | 「～突撃！ぶるらじ取材!?ですの～」                                                     | 2015年06月25日          | 藤田咲（カジュン＝ファイコット役） |
| 第4回 (82)                         | 「～UNI新作稼働!! 女王降臨!?～」                                                       | 2015年07月23日          | 大西沙織（フォノン役〈UNDER NIGHT IN-BIRTH Exe:Lateより〉） |
| 第5回 (83)                         | 「～ぶるふぇす2015 あるてぃめっと☆さま～！ 公開録音すぺしゃる～ 前編」                 | 2015年8月13日           | 磯村知美（マコト＝ナナヤ役） 植田佳奈（レイチェル＝アルカード役） 市来光弘（ヒビキ＝コハク役） 島﨑信長（ナオト＝クロガネ役） |
| 第5回 (84)                         | 「～ぶるふぇす2015 あるてぃめっと☆さま～！ 公開録音すぺしゃる～ 後編」                 | 2015年8月27日           | 磯村知美（マコト＝ナナヤ役） 植田佳奈（レイチェル＝アルカード役） 市来光弘（ヒビキ＝コハク役） 島﨑信長（ナオト＝クロガネ役） |
| 第6回 (85)                         | 「～GGXrdR稼働記念すぺしゃる～」                                                       | 2015年9月24日           | 五十嵐裕美（ジャック・オー役〈GUILTY GEARシリーズより〉） 松嵜麗（蔵土縁紗夢役〈GUILTY GEARシリーズより〉） 石渡太輔（GGゼネラルディレクター） |
| 第7回 (86)                         | 「～魔法少女☆さんにんはプラチナ!!～」                                                  | 2015年10月22日          | 悠木碧（プラチナ＝ザ＝トリニティ役） |
| 第8回 (87)                         | 「～BBCF稼働！ あなたの「願望（ユメ）」見せてちょうだい～」                            | 2015年11月19日          | 藤村歩（ナイン＝ザ＝ファントム / コノエ＝A＝マーキュリー役） |
| 第9回 (88)                         | 「～クリスマスプレゼントはぶるらじ！～」                                               | 2015年12月24日          | ゲスト無し |
| 第10回 (89)                        | 「～冥王・イザナミ降臨！ 全てに等しく死を与えよう～」                                  | 2016年01月28日          | ゆかな（帝・冥王イザナミ役） |
| 第11回 (90)                        | 「～存分に楽しませてもらうぞ！ぶるらじィ!!～」                                         | 2016年02月25日          | 安元洋貴（アズラエル役） |
| 第12回 (91)                        | 「～バカな、ありえん！ 最終回だと…!?～」                                               | 2016年03月31日          | 松浦チエ（ココノエ役） |
| (92)                               | 「〜GUILTY GEAR Xrd -REVELATOR- 家庭用発売記念SP〜」                                   | 2016年5月26日           | 洲崎綾（エルフェルト＝ヴァレンタイン役） 石渡太輔（GGゼネラルディレクター） |
| ぶるらじD（ダイナミック）（第7期） |                                                                                        |                         | |
| 第1回 (93)                         | 「～だいなみ～っくにEs参戦！～」                                                       | 2016年7月28日           | 野村真悠華（Es役） |
| 第2回 (94)                         | 「～異邦人ナオト、ぶるらじに現る！～」                                                 | 2016年8月18日           | 島﨑信長（ナオト＝クロガネ役） |
| 第3回 (95)                         | 「～ヒビキ絶賛練習中、家庭用で会いましょう！～」                                       | 2016年9月15日           | 市来光弘（ヒビキ＝コハク役） |
| 第4回 (96)                         | 「～余からの褒美を受け取るがよい、家庭用BBCFの発売日だ～」                             | 2016年10月6日           | ゆかな（帝・冥王イザナミ役） |
| 第5回 (97)                         | 「～クリスマスだよ、華の女子回!!～」                                                   | 2016年12月15日          | 磯村知美（マコト＝ナナヤ役） |
| 第6回 (98)                         | 「～ドキッ!! 男だらけの新年会～」                                                      | 2017年1月26日           | 中村悠一（ハザマ、ユウキ＝テルミ役） 三宅健太（スサノオ役） |
| 第7回 (99)                         | 「～語る！遊ぶ！三つ巴！～」                                                           | 2017年2月23日           | ゲスト無し |
| 第8回 (100)                        | 「～100の想いを越えて、また会う日までごきげんよう～」                                  | 2017年4月6日            | 植田佳奈（レイチェル＝アルカード役） |
| ぶるらじNEO（ネオ）（特別回）      |                                                                                        |                         | |
| 第1回 (S1)                         | 「～BBTAG発売記念！復活の『B』～」                                                     | 2018年5月31日           | ゲスト無し |
| 第2回 (S2)                         | 「～ヤン登場！ おまえら小学生か！（森P談）～」                                         | 2018年7月30日           | 小清水亜美（ヤン・シャオロン役 『RWBY』より） |
| 第3回 (S3)                         | 「～ルビー登場！見せてやるよ、鎌ーズの力を！～」                                       | 2018年8月31日           | 早見沙織（ルビー・ローズ役 『RWBY』より） |
| 第4回 (S4)                         | 「～ワイス登場！優雅に（？）参りますわよ！～」                                         | 2018年10月26日          | 日笠陽子（ワイス・シュニー役 『RWBY』より） |
| 第5回 (S5)                         | 「～愛乃はぁと、ずばばーんと参上！～」                                                 | 2019年5月31日           | 高橋美佳子（愛乃はぁと役 『アルカナハート』より） |
| 第6回 (S6)                         | 「～ぶるらじ壊惨！？鬼龍院皐月、参る！～」                                             | 2019年7月31日           | 柚木涼香（鬼龍院皐月役 『キルラキル』より） |
| 第7回 (S7)                         | 「～雪泉、鎮魂の夢に沈みましょう～」前編                                               | 2019年11月24日 （再UP） | 原由実（雪泉役 『閃乱カグラ』より） |
| 第7回 (S7)                         | 「～雪泉、鎮魂の夢に沈みましょう～」後編                                               | 2019年12月5日           | 原由実（雪泉役 『閃乱カグラ』より） |

## 他作品における客演
ぶれいぶるー -バトル×バトル-
「教えて！ライチ先生」や「ぶるらじ」で登場するちびキャラ化したブレイブルーキャラによる対戦格闘ゲーム。2010年1月27日にニンテンドーDSiウェアとして配信開始。
ぶれいぶるー くろーんふぁんたずま
ちびキャラ化したブレイブルーキャラによるバトルアクションゲーム。2012年12月26日にニンテンドー3DSダウンロードソフトとして配信開始。
ロード・オブ・ヴァーミリオン Re:2
スクウェア・エニックス発売のオンライントレーディングカードアーケードゲーム。コラボレーション企画で使い魔カードとしてラグナ、ジン、ノエルが登場。固有能力は各キャラのディストーション・ドライブの「闇に喰われろ（ラグナ）」「凍牙氷刃（ジン）」「フェンリル（ノエル）」である。同ゲームは2011年7月26日に各ゲームセンターで稼働を開始。
ロード・オブ・ヴァーミリオン III Twin Lance
上記の『ロード・オブ・ヴァーミリオン Re:2』の続編にあたるスクウェア・エニックス発売のオンライントレーディングカードアーケードゲーム。コラボレーション企画で使い魔カードとしてレイチェル、ツバキが登場。2014年10月23日に各ゲームセンターで稼働開始。
LOST SAGA-ロストサーガ-
CJインターネットジャパン運営のインターネットを通じてプレイできるMMOオンラインアクションゲーム。同ゲームのプレミアムヒーローとしてジン、ラグナ、ハザマ、レイチェルを使用することができる。
各コスチュームを装備することでスキルとしてキャラクターの技を使用することができる。例えばジンであれば、額当ては「凍氷柱刺」、肩当ては「氷翼月鳴」、軍服は「氷狼」、ユキアネサは「雫刀」となっている。
ARC Style ソリティア
ARC Style スパイダーソリティア
ARC Style フリーセル
いずれもニンテンドー3DSダウンロードソフトであり、「ソリティア」は2011年10月19日に、「スパイダーソリティア」は2012年1月25日に配信が開始された。カードの絵柄のひとつとして、前者は「Blazblue」名義、後者は「ぶれいぶるー」名義で収録されている。Jがジン、Qがノエル、Kがラグナなのは共通だが、JOKERに描かれているキャラが異なっており、前者はアラクネ、後者はニューが描かれている。共にゲームコイン5枚で入手可能。2012年5月30日に配信開始された「フリーセル」では、「Blazblue -カカ族-」名義でカカ族のキャラクターの絵柄が収録されている。これらとは別に、「スパイダーソリティア」では「ARCガールズ」という絵柄があり、こちらはQにタオカカが、Kにレイチェルが描かれている。こちらはとある条件を満たすことで入手可能。
MAGICAL BEAT-マジカルビート-
アークシステムワークス開発の音楽ゲームと落ち物パズルゲームを組み合わせた新感覚アーケードゲーム。開発会社が同じアークシステムワークスという事もあり、ラグナ、ノエル、ツバキ、ジン、レイチェル、タオカカ、アラクネ、カルル、ハザマ、マコト、プラチナがドットデザインでゲスト参戦している。
狩りとも/狩りともSP
ジーピー・モバイル運営のソーシャルゲーム。2013年10月25日から11月15日にかけてユニットに本作品のキャラクターが登場している。同年11月15日から12月10日にかけても行われ新たなユニットが用意された。
イートビート デッドスパイクさん
iOS版とAndroid版にて配信中の主人公ラグナの必殺技の一つであるデッドスパイクさんがリズムにあわせて暴飲暴食を行うという暴飲暴食リズムアクションゲーム。基本無料で一部課金制となっており、使用楽曲はブレイブルーのBGMが選ばれている。

## 騒動・不祥事
- CS発売前にシステム基板として使用しているTypeX2のプロテクトが解読されてしまい、違法にコピーした製品がインターネット上で頒布される事態が発覚。公式オフィシャルサイトでその事に関する警告文が出された。
- 2010年6月30日のCS発売直前twitter座談会にて、モリプロデューサーをはじめとした参加者が「ブレイブルー起動！」とつぶやくところで、ディレクターの山中が「マジかよ、糞箱売ってくる！」と言ってしまい、後日メーカーが謝罪することとなった[31]。
- ぶるらじの人気リスナーコーナー「リスナーイラスト」で、他人が描いたイラストを「自分で描いた」と偽って投稿したリスナーが発見され、同コーナーを急遽中止することとなった。